# Chronik der Proteste im Libanon 2019
Die Chronik der Proteste im Libanon 2019 erfasst die Ereignisse der Proteste im Libanon im Jahr 2019.

## Erste Woche der Proteste (ab 17. Oktober)

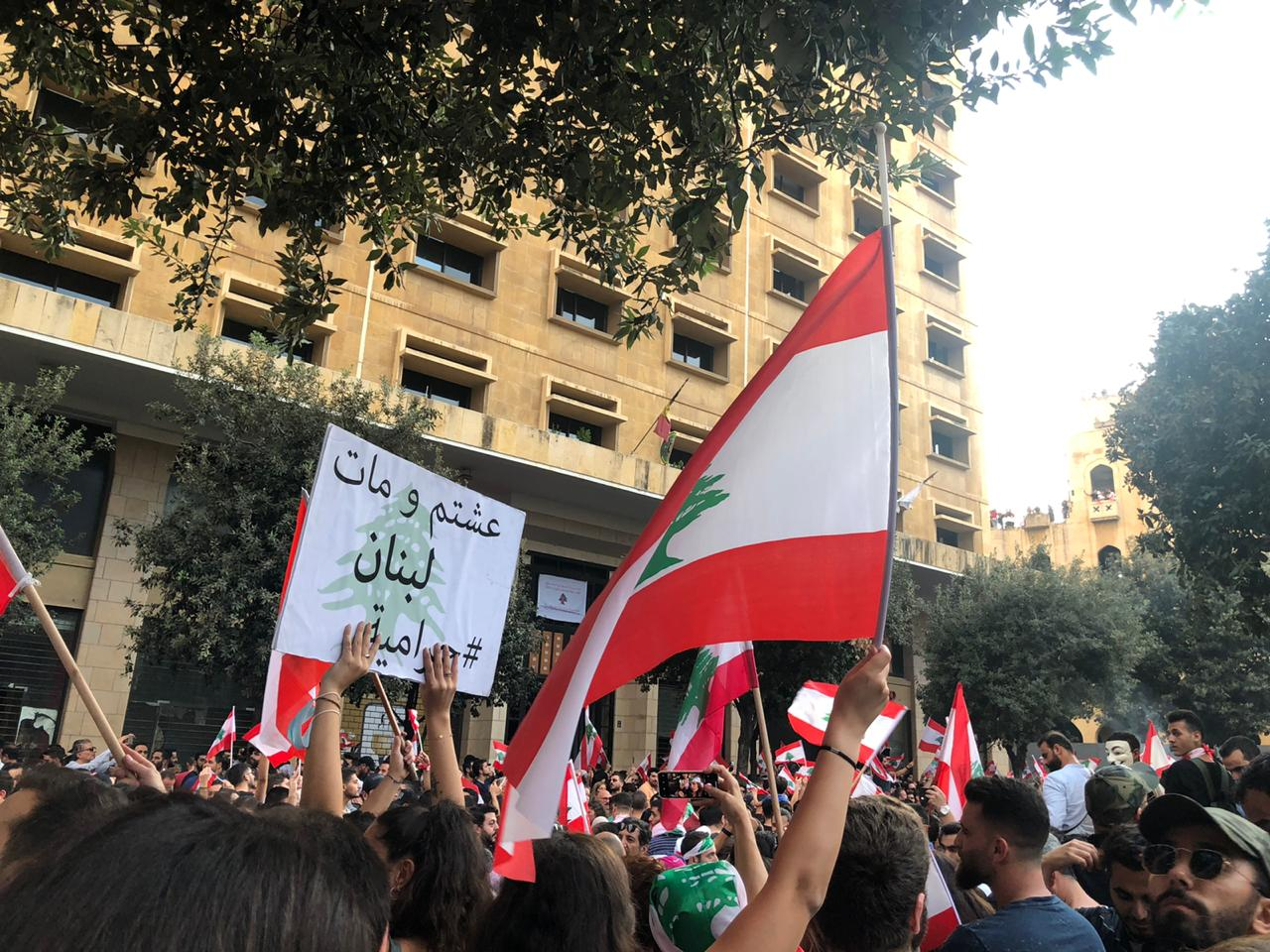
Proteste in Beirut am 19. Oktober 2019. Auf dem Transparent steht: Ihr (gemeint sind die Politiker) lebt und der Libanon stirbt.

Stunden nachdem die Regierung die WhatsApp-Steuer angekündigt hatte, hob sie die Entscheidung wieder auf. Aber es war zu spät, schrieb Helen Sullivan (The New Yorker). Die libanesische zivilgesellschaftliche Organisation Li Haqqi hatte bereits über WhatsApp eine Nachricht verschickt, die die Menschen aufrief, aus Protest Straßen zu blockieren. „Lasst uns gegen die unfairen Steuern vorgehen! Heute (17. Oktober) um 18 Uhr zum Riad al-Solh-Platz, um die Bemühungen der Regierung zu vereiteln, unfaire Steuern auf Telekommunikation, Gas und andere zu erheben“, hieß es. In dieser Nacht verbrannten Demonstranten Reifen auf den Straßen und stießen mit der Polizei zusammen. Zwei syrische Arbeiter starben, als das Gebäude, in dem sie schliefen, in Brand gesteckt wurde. Der Hashtag, der in dieser Nacht auftauchte, lautete: „Der Libanon brennt.“

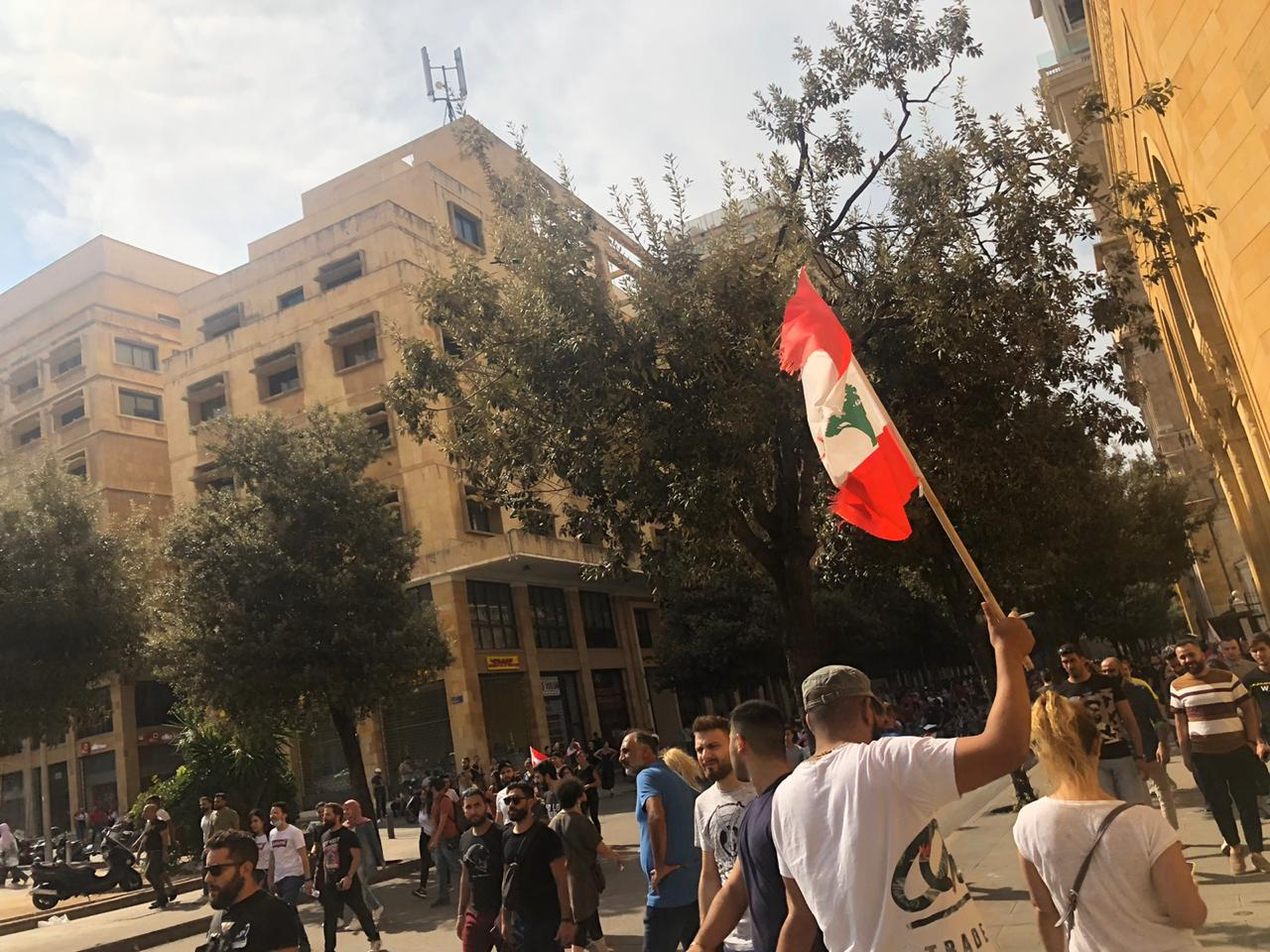
Proteste in Beirut am 18. Oktober

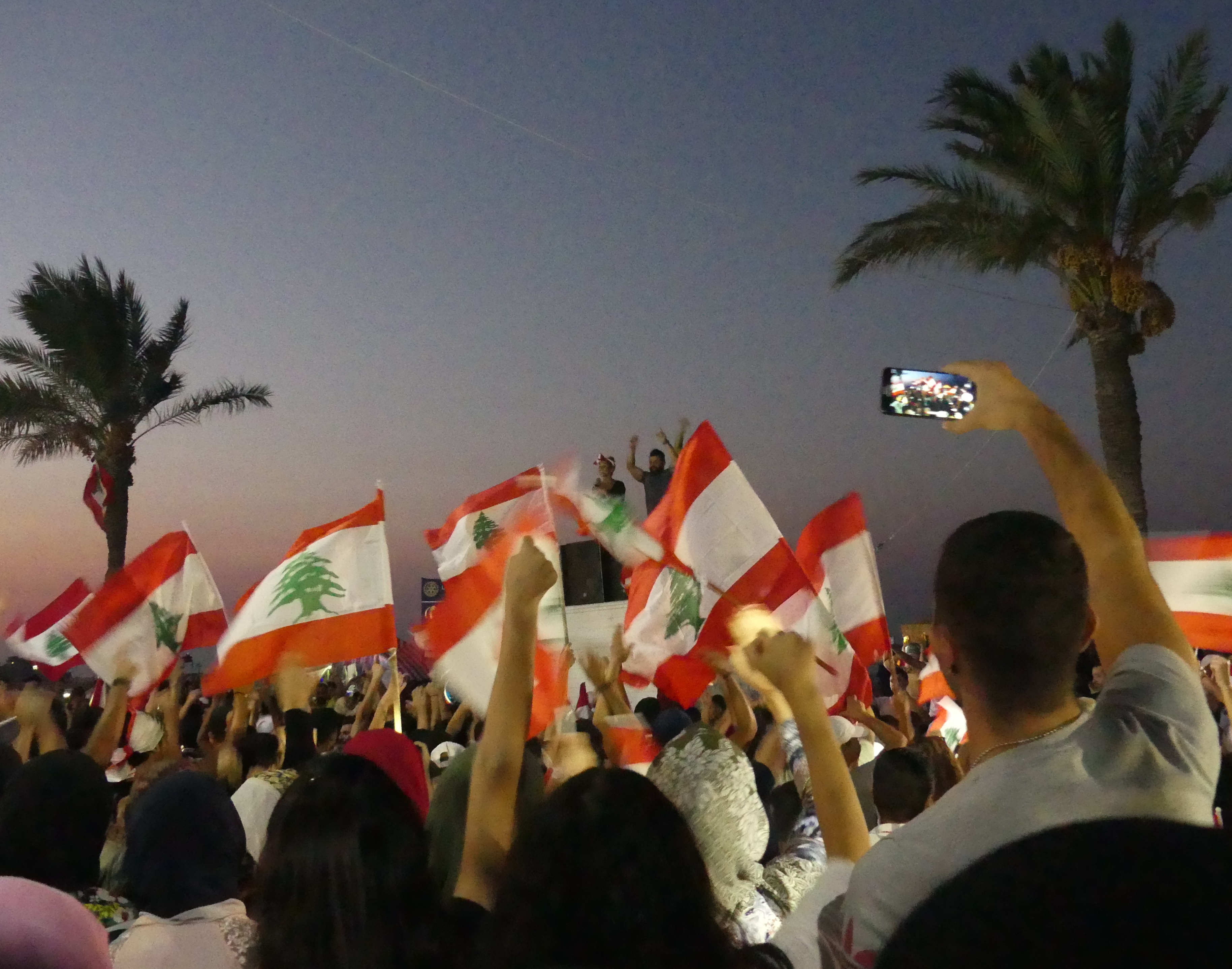
Proteste in Tyros (22. Oktober 2019)

Seit dem 17. Oktober 2019 gingen im Libanon hunderttausende Menschen aus Protest gegen Korruption und die Herrschaft der politischen Eliten auf die Straße. Sie fordern vor dem Sitz der Regierung im Zentrum von Beirut den Rücktritt der gesamten Führung: Der Staatspräsident, der Regierungschef und sein Kabinett, der Parlamentspräsident und die Volksvertreter. Anschließen sollen sich Neuwahlen. Am Freitagabend (18. Oktober) löste die Polizei die Kundgebung im Regierungsviertel mit Tränengas auf, nach Mitternacht kehrten tausende Protestierer zurück. Auch in den schiitischen Regionen im Süden und in der Bekaa-Ebene an der Grenze zu Syrien, die sich sonst im Einflussbereich und Kontrolle der Hisbollah und der Amal-Partei befinden, gab es furchtlose Demonstrationen. Die Bilder einer jungen Frau, die einer bewaffneten Wache in Beirut in den Schritt trat, gingen um die Welt. Der Vorfall ereignete sich in der Nacht vom 18. auf den 19. Oktober während einer Konfrontation zwischen Demonstranten und dem Konvoi von Bildungsminister Akram Chehayeb in der Innenstadt von Beirut. Einer der Leibwächter stieg aus dem Auto des Ministers und schoss mit einem Sturmgewehr in die Luft, was die Wut der Demonstranten anheizte. Während ein anderer Leibwächter sein Gewehr in die Luft richtete, trat ihn eine junge Frau.
Am Samstag und am Sonntag (19./20. Oktober) kamen in der Hauptstadt Beirut zehntausende Demonstranten am Märtyrer-Platz vor der Mohammed-al-Amin-Moschee zusammen, die von dort zum Regierungssitz führt. Proteste gab es auch Regionen übergreifend von Tripoli im Norden bis nach Tyros und Nabatäa im Süden und in Sidon. Seit Beginn der Proteste in Beirut wurden drei verlassene Gebäude in der Innenstadt, das Teatro al-Kabir, das „Ei“ und die Kirche Saint-Vincent-de-Paul von Demonstrierenden gestürmt.

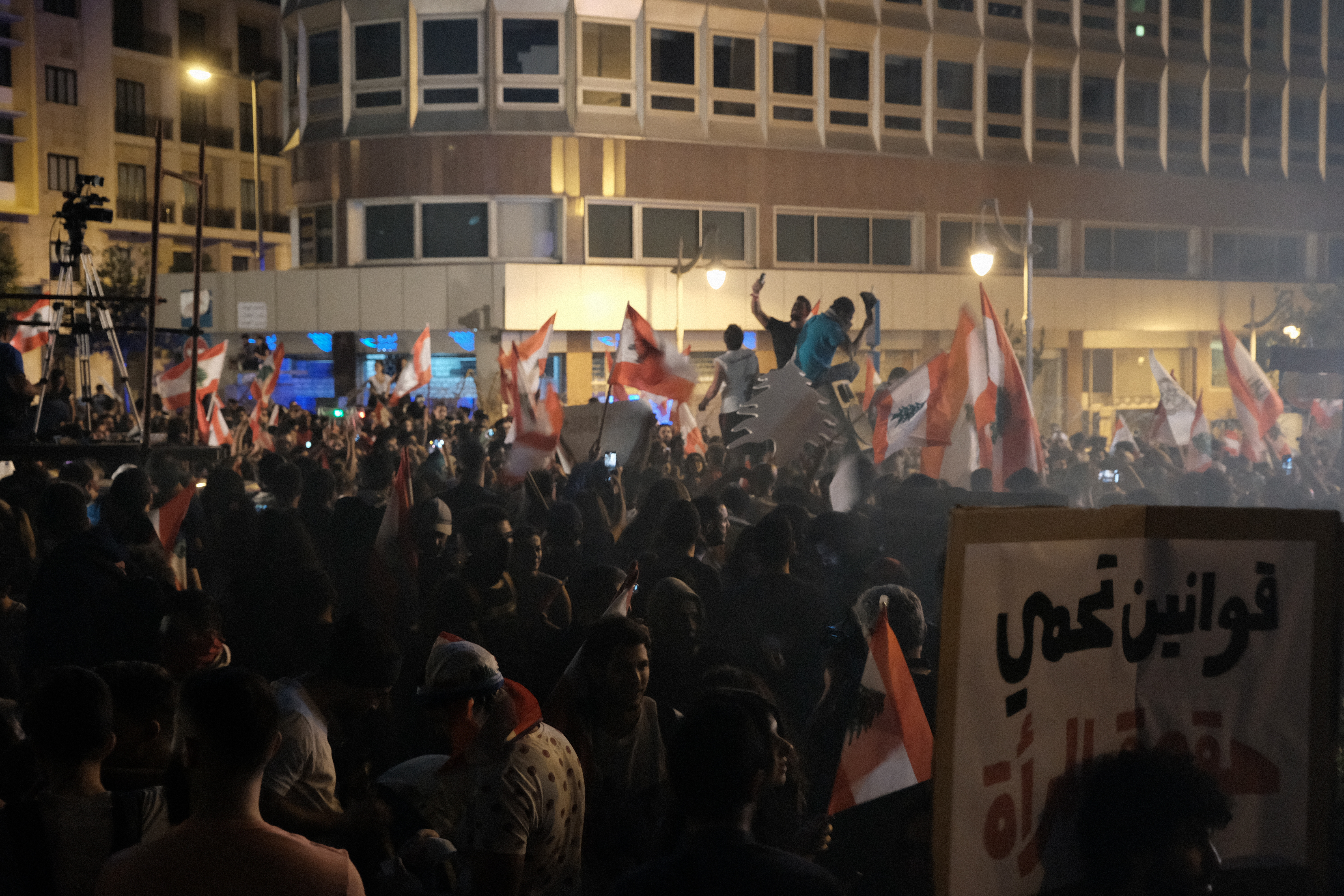
Demonstranten auf dem Beiruter Riad El Solh Platz am 22. Oktober 2019

Die Demonstranten warfen der herrschenden Elite vor, über Jahrzehnte „den Mittelmeerstaat als Selbstbedienungsladen betrachtet“ zu haben. Korruption werde im großen Stil betrieben – politische Ämter an Verwandte übergeben, Staatsaufträge überteuert an die Firmen der Politiker vergeben. „Seit den 90ern hatten wir keine Reformen mehr. Das Meer ist verschmutzt, es gibt kein fließendes Wasser und keine Arbeit“, beklagte in einem ZDF-Interview der Journalist und Aktivist Hussein Baydoun. Hunderttausende Anhänger aller Parteien und aller 18 offiziell anerkannten Religionen nahmen Sonntagnachmittag (20. Oktober) an der größten Demonstration in der Geschichte des Landes teil. Bis Sonntag sollen mehr als eine Million Menschen an Demonstrationen in mehr als siebzig Städten und Dörfern teilgenommen haben.
Internationale Aufmerksamkeit erlangte die Baby Shark Episode: Eine Frau, die mit ihrem Kleinkind durch die libanesische Hauptstadt Beirut fuhr, wurde in die Proteste verwickelt. Ihr Junge bekam Angst und die Mutter bat die Demonstranten, nicht zu schreien, als sie vorbeigingen. Zu ihrer Überraschung sangen sie stattdessen das Kinderlied „Baby Shark“ für ihn.
Ein Generalstreik legte das Land am Montag (21. Oktober) weitgehend lahm. Trotz der Reformangebote der Regierung gingen die Proteste am Dienstag (22. Oktober) weiter; sie richteten sich auch gegen die Zentralbank in Beirut. „Wir bezahlen nicht für die Schulden, die ihr uns aufsattelt“, lautete ein Slogan der Demonstrierenden. Zu den Zielen der Empörung gehörte Riad Salameh, der Chef der libanesischen Zentralbank, „der eine Hauptrolle in einem System spielt, gegen das sich die gegenwärtigen Proteste im Libanon richten.“ Die Konfrontation verschärfte sich am Montagabend, als eine große Motorradkolonne mit Hisbollah- und Amal-Fahnen in der Hauptstadt Beirut zum zentralen Protestplatz vor der großen Freitagsmoschee fuhr, wo noch immer Tausende von Demonstranten versammelt waren. Die Armee hielt den Konvoi auf und verhinderte somit Zusammenstöße. Hisbollah und Amal beteuerten danach, nichts mit der Aktion zu tun zu haben.
Bildungsminister Akram Chehayeb forderte am Dienstag (22. Oktober) Schulen und Universitäten auf, den seit Freitag ruhenden Lehrbetrieb wieder aufzunehmen und ausgefallene Unterrichtseinheiten zu kompensieren. Im Gegenzug riefen Studierende und Dozenten dazu auf, die Anweisung des Ministeriums zu ignorieren und sich weiter an Protesten zu beteiligen. Die libanesische Bankenvereinigung kündigte an, dass die Geldinstitute auch am Mittwoch geschlossen blieben. Diejenigen, die am 22. Oktober auf der Straße sind, fordern ein Ende der klientelistischen Regierungsform des Libanon. Sie behaupten, diese hätte die Führer der verschiedenen christlichen und muslimischen Fraktionen des Landes fest verwurzelt, Netzwerke von Mäzenatentum und Klientelismus geschürt und die Entwicklung des Landes behindert.
Am selben Tag kündigte Libanons Maronitenpatriarch Kardinal Béchara Pierre Raï an, den Massenprotesten mit einem „christlich-spirituellen Gipfel“ begegnen zu wollen. In einer Stellungnahme lud er die katholischen und orthodoxen Patriarchen und Bischöfe zu einem Treffen an seinem Amtssitz in Bkerke ein, wie die Zeitung Naharnet berichtete. In den Gesprächen soll es demnach um „die tragische Situation im Land“, die „legitimen Forderungen“ der Demonstranten sowie um die vom Kabinett verabschiedeten Reformpläne gehen. Nach Beobachtungen des National Public Radio blieben die Proteste bisher friedlich, aber es gäbe Bedenken, dass sie gewalttätig werden könnten, insbesondere in Gebieten, die Hochburgen der Hisbollah sind. Und es bestehe auch die Sorge, dass der Libanon, ein Land, das in den letzten Jahren eine relative Stabilität im Nahen Osten gezeigt habe, ins Chaos geraten könnte.
Am siebten Tag der Proteste (Mittwoch, 23. Oktober) stieß die libanesische Armee mit Demonstranten zusammen, die eine wichtige Autobahn blockierten, die den Nordlibanon mit der Hauptstadt verbindet. Dabei versuchte die Armee die Straße im Norden Beiruts zwischen der Vorstadt Jal el-Dib und dem Fluss Nahr al-Kalb freizuräumen.
Truppen der libanesischen Armee versuchten laut Augenzeugen, die versammelten Menschen auseinanderzutreiben. Demnach drängten die Soldaten, die mit gepanzerten Fahrzeugen angerückt waren, die Demonstranten zur Seite. „Wir werden die Straßen nicht verlassen, ehe diese ganze politische Gruppe geht“, stand auf einem Plakat in Beirut geschrieben. Am Mittwoch (23. Oktober) wurden die Forderung laut, dass in einem ersten Schritt die Regierung zurücktreten solle; in einem zweiten Schritt soll eine Regierung aus Experten gebildet werden. Die hätte „zwei Hauptaufgaben: Die erste ist, dass die Forderungen umgesetzt werden, die die Leute auf der Straße haben: Der Kampf gegen Korruption, keine Misswirtschaft, Verbesserung der Infrastruktur, Erhöhung des Lebensstandards. Und die zweite Aufgabe ist, dass sie eine vorgezogene Wahl für das Parlament vorbereiten.“
„Die sieben Tage alte Revolte gegen die Regierung im Libanon hat bis zu einem Viertel der vier Millionen Menschen des Landes auf die Straße gebracht und den Widerstand der Regierung, die Anfänge einer konfessionellen Gegenreaktion und schlechtes Wetter überdauert, schrieb The New York Times. Sie sind die größten und vielfältigsten Proteste seit der Unabhängigkeit des Landes und zugleich die ehrgeizigsten: Die Menschenmassen fordern zunächst nur ein neues politisches System, weil sie sich über die wirtschaftlichen Bedingungen und die Korruption aufregen.“

## Zweite Woche (ab 24. Oktober)

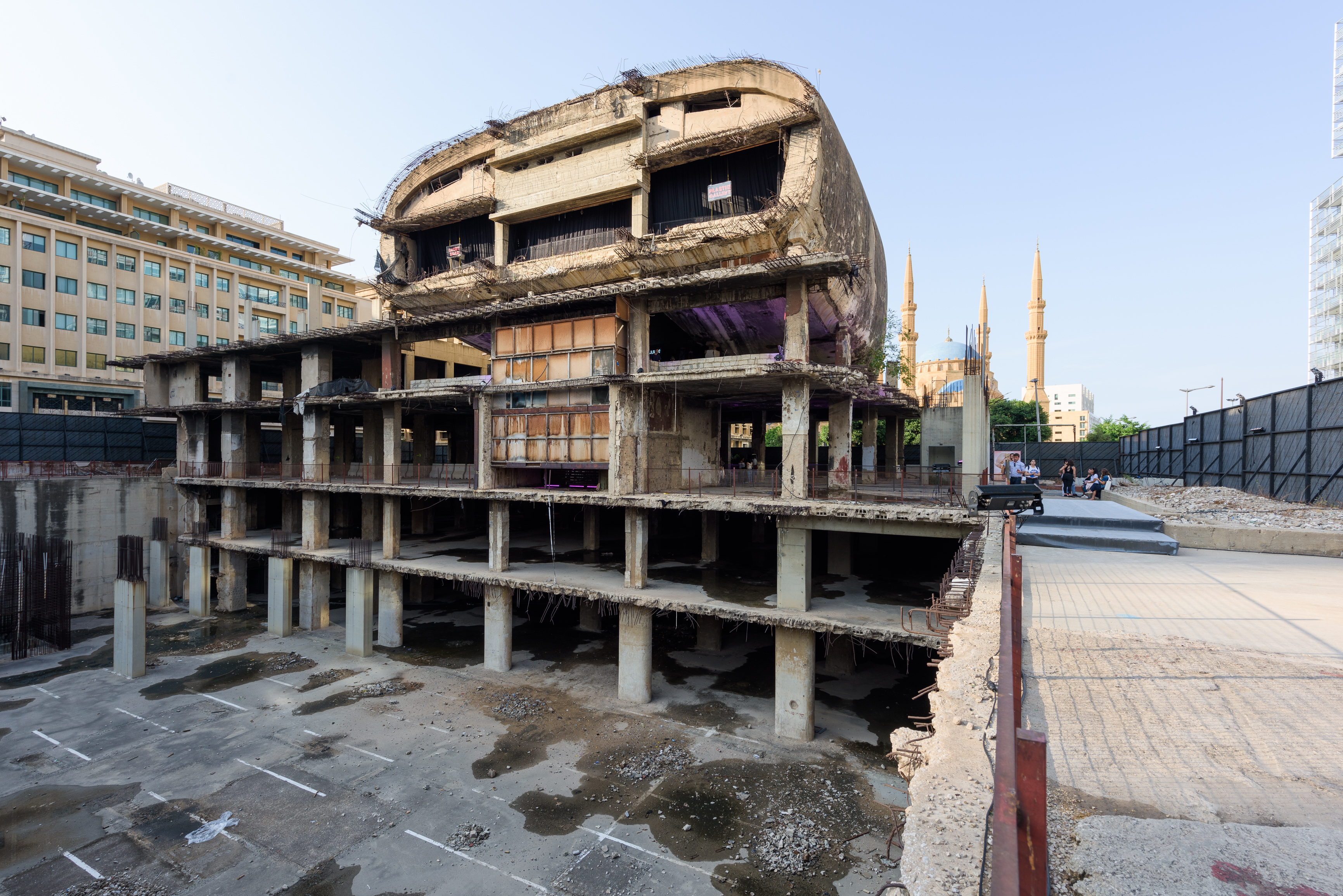
Das unvollendete Kinogebäude Ei (Egg) in Beirut, das im Zuge der Proteste besetzt wurde. Das in den 1960er Jahren erbaute Egg sollte Teil eines Mehrzweckkomplexes sein, bevor der Bürgerkrieg im Libanon 1975–1990 das Gebäude beschädigte und die Entwicklungspläne zunichtemachte.

Der Protest im Libanon begann eine zweite Woche mit Demonstranten, die die Hauptstraßen in Beirut und anderen Teilen des Landes blockierten, twitterte Arab News. Am Donnerstagmorgen (24. Oktober) errichteten Demonstranten Straßensperren in der Hauptstadt. Eine große Ost-West-Verkehrsader wurde von einem Dutzend junger Demonstranten blockiert, die mitten auf der Straße Zelte aufschlugen. Die Armee versuchte nun, die Hauptrouten wieder zu öffnen. Derweil blieben Banken, Schulen und Universitäten weiter geschlossen, meldete Al Jazeera. Libanons Präsident Michel Aoun äußerte sich an diesem Tag zum ersten Mal öffentlich und versprach Wirtschaftsreformen, um das Land vor dem wirtschaftlichen Zusammenbruch zu bewahren. Auf den Straßen in Beirut wurde die Rede von Aoun verspottet und schürte mehr das Misstrauen, das ihm und Außenminister Gebran Bassil aus allen Gesellschaftsschichten Libanons begegnet.
In der südlichen Schiitenhochburg Nabatieh kam es erneut zu Protesten; fünf Mitglieder des Gemeinderat von Nabatieh traten am Donnerstag nach den Zusammenstößen mit Demonstranten am Mittwoch zurück. Auch in Tripoli versammelten sich weiterhin viele Menschen. „Tripolis war traditionell eine Unterstützungsbasis für den libanesischen Premierminister Saad Hariri. Aber die Stadt mit sunnitischer Mehrheit wurde vernachlässigt und hat einige der ärmsten Gebiete des Landes“, berichtet Al Jazeera (24. Oktober). Die Proteste Libanon im bringen inzwischen auch Syrer und Palästinenser auf die Straße.
Die libanesische Transparency Association – No Corruption (LTA), die nationale Sektion von Transparency International, drückt am Donnerstag (24. Oktober) „zutiefst enttäuscht“ über die Reaktion der libanesischen Exekutive und Legislative auf die Forderungen der Demonstranten. Um den akuten Vertrauensmangel zwischen Bürgern und öffentlichen Institutionen zu beheben, fordert die LTA die Regierung auf, die zur wirksamen Bekämpfung der Korruption erforderlichen Gesetze und Verordnungen dringend zu verabschieden. (→ Proteste im Libanon 2019#Forderungen der Opposition)
Am Donnerstag (24. Oktober) kam es in den Straßen der Innenstadt von Beirut zu Kämpfen zwischen Anhängern der Hisbollah und regierungsfeindlichen Demonstranten, als die Unruhen in der libanesischen Hauptstadt anhielten, meldete die Nachrichtenagentur AP.
Die Kämpfe fanden statt, als Anhänger der Hisbollah Parolen zugunsten des Hisbollah-Führers Hassan Nasrallah sangen – einem der Politiker, deren Rücktritt die Demonstranten fordern. Die Bereitschaftspolizei wurde zum Riad El-Solh-Platz gebracht, um die Demonstranten zu zerstreuen. Zwei Frauen wurden infolge des Kampfes verwundet.
Libanons Banken bleiben am Freitag (25. Oktober) aufgrund von Sicherheitsbedenken bei anhaltenden landesweiten Protesten geschlossen, sollen aber wieder geöffnet werden, sobald sich die Situation stabilisiert, teilte der Bankenverband des Landes am Donnerstag mit. In einer Erklärung der libanesischen staatlichen Nachrichtenagentur erklärte der libanesische Bankenverband: „Die Bankgeschäfte beschränken sich auf die Bereitstellung der Löhne von Kunden und Mitarbeitern zum Ende des laufenden Monats über Geldautomaten.“
Demonstranten in der libanesischen Hauptstadt Beirut lehnten den Aufruf von Präsident Michel Aoun zum Dialog ab und forderten den Rücktritt der Regierung, bevor solche Gespräche stattfinden. „Die Reaktion auf Aouns Rede spiegelte die Resonanz auf die von Hariri am Montag angekündigten Maßnahmen wider, die eine Verpflichtung zu keinen neuen Steuern und bescheidenen Staatsausgaben für Wohnungsbaukredite und Sozialprogramme beinhalteten“, schreibt Al Jazeera (25. Oktober).

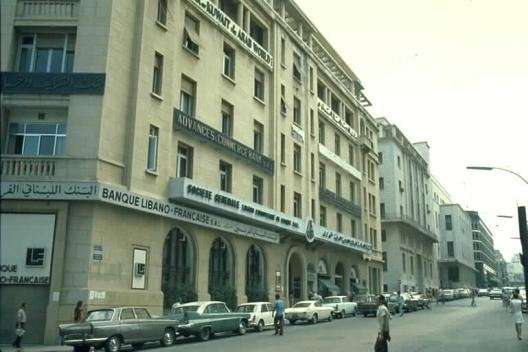
Die Banks Street in Beirut, Aufnahme von 1970

Seit Beginn der weit verbreiteten Proteste im Libanon in der vergangenen Woche sind Banken und Kreditinstitute geschlossen geblieben, was die Befürchtungen einer bevorstehenden landesweiten Währungskrise schürt. Die Banque du Liban, die libanesische Zentralbank, steht ebenfalls unter Beschuss, weil sie mutmaßlich korrupten Politikern erlaubt hat, Geld aus dem Land zu veruntreuen. Die einzige Aktivität, die derzeit von den anderen Banken und Kreditgebern des Landes zugelassen wird, ist die Auszahlung des Kunden- und des Arbeitnehmerlohns am Monatsende über Geldautomaten, wie eine Erklärung einer staatlichen Nachrichtenagentur bestätigt.
Am Freitag (25. Oktober) versammelten sich Demonstranten, um vor der Hauptniederlassung der libanesischen Zentralbank in Beirut zu protestieren. Einige libanesische Twitter-Nutzer gaben an, es gebe einen Medienausfall und man versuche, die Berichterstattung über das Ereignis zu unterdrücken. Ein Video ist auf Arabisch beschriftet: Die Entscheidung der Bank fällt. Vor der Banque du Liban. Die Proteste im Libanon begannen am neunten Tag mit Demonstranten, die die Hauptstraßen in der Hauptstadt und anderen Teilen des Landes blockierten. Das Syndikat der Bäckereibesitzer forderte die Durchfahrt von Fahrzeugen mit Weizenmehl und Kraftstoff. Am Freitag gab das Syndikat bekannt, dass ihnen das Weizenmehl und der Brennstoff ausgehen. Sie sagten, Fahrzeuge, die Weizenmehl und Kraftstoff transportieren, müssen in alle Gebiete eingelassen werden dürfen. Der Aoun nahestehende Minister für Präsidentschaftsangelegenheiten Salim Jreissati erklärte gegenüber dem Privatfernsehen LBCI, dass die Regierung drei Optionen habe: Ersetzung von vier Ministern der libanesischen Streitkräfte, die am Samstag aus der Regierung ausgetreten sind, eine breitere Umbildung oder die Schaffung einer neuen Regierung.
Auseinandersetzungen mit der Hisbollah
Am Freitag kam es auch zu Raufereien zwischen Demonstranten und Anhängern der Hisbollah auf dem Riad al-Solh-Platz. Eine Truppe der Anti-Aufstands-Truppe der Beiruter Polizei kam auf den Platz, um die Schlägereien zu unterbinden und die Gruppen zu trennen. Diese Gruppe der Hisbollah versuchte zu verhindern, dass der LBCI-Reporter Edmond Sassine die Schlägereien aufdeckte. Der Reporter Robert Fisk (The Independent) berichtete von den Ereignissen am Freitag:
„Zehntausende größtenteils junge Demonstranten, die einen nichtsektiererischen Libanon forderten, waren fröhlich, voller Glück und entschlossen, diesmal die elende konfessionelle Natur ihres Staates für immer zu ändern. Dann tauchte die Hisbollah auf, eine Lastwagenladung von ihnen, schwarz gekleidet und durch Lautsprecher schreiend, und sie hielt Plakate ihrer allschiitischen Milizhelden hoch. In den Seitenstraßen erschienen Trupps der libanesischen Innenpolizei“.
Männer, die die Hisbollah unterstützen, riefen „Wir hören auf Ihren Ruf, Nasrallah“. Sie warfen der Protestbewegung vor, ihren Anführer Hassan Nasrallah beleidigt zu haben. In der Tat war die Rücktrittsforderung an die politische Klasse im Verlauf der Proteste erweitert worden: „Alle heißt alle – und Nasrallah gehört dazu“. Nasrallah selbst bestreitet vehement, Teil des korrupten Establishments zu sein. Entsprechend modifizierten seine Anhänger den Slogan zu „Alle heißt alle – außer der Sayyid“ – eine Anspielung auf die vornehme Abstammung des Hisbollah-Generalsekretärs (Sayyid werden Nachfahren des Propheten Mohammed genannt, woraus sich eine gewisse religiöse Legitimation ableitet). Laut dem Roten Kreuz des Libanon wurden zwei Demonstranten in den Schlägereien verwundet. Die Bereitschaftspolizei mit Masken und Schlagstöcken wurde auf den Platz geschickt, um die Situation zu entschärfen, als die Leute anfingen, Steine und Stöcke zu schleudern.
Zur gleichen Zeit sprach Hisbollah-Anführer Nasrallah vor seinen Anhängern über die Libanon-Krise. In seiner Rede, die am späten Nachmittag zu Ende ging, warnte Nasrallah vor Chaos und einem Machtvakuum im Land: „Wir sind offen für den Dialog und haben gesagt, dass wir den Rücktritt der derzeitigen und die Abhaltung von vorgezogenen Parlamentswahlen nicht unterstützen“, betonte Nasrallah in seiner Rede. „Angesichts der gegenwärtigen Währungs- und Wirtschaftslage und des fragilen politischen Klimas sowie der zahlreichen internationalen und regionalen Angriffe wird die Leere zum Chaos und die Leere zur Zerstörung führen“, warnte Nasrallah in einer Rede, die Ängste vor dem 15-jährigen libanesischen Bürgerkrieg beschwor, der 1990 zu Ende ging, so Al Jazeera. „Wir akzeptieren weder den Sturz der Präsidentschaft noch den Rücktritt der Regierung, und wir akzeptieren unter diesen Bedingungen keine vorgezogenen Parlamentswahlen.“ Während seiner Rede argumentierte Nasrallah auch, dass die Massenproteste zwar als spontane Bewegung begonnen hätten, aber kürzlich gekapert worden seien.
In Zentral-Beirut, wo bis in die frühen Morgenstunden Straßenfeste stattfanden, versammelten sich unterdessen erneut Gruppen von Freiwilligen, um den Müll zu sammeln. Es gab am Freitag keine Anzeichen für eine von Aoun geplante Umbildung der Regierung. Die Zeitung al-Akhbar schrieb an diesem Tag, „alle Anzeichen“ zeigten, dass die Initiative Aouns nicht unbedingt zu einer Umbildung führen würde. Am frühen Freitag (25. Oktober) sperrten Demonstranten kurzzeitig die Autobahn zwischen der südlichen Stadt Sidon und Beirut, verbrannten Reifen und blockierten den Verkehr. Auf der Autobahn zwischen Ost- und Westbeirut stellten Demonstranten Zelte auf, um den Verkehr zu blockieren.

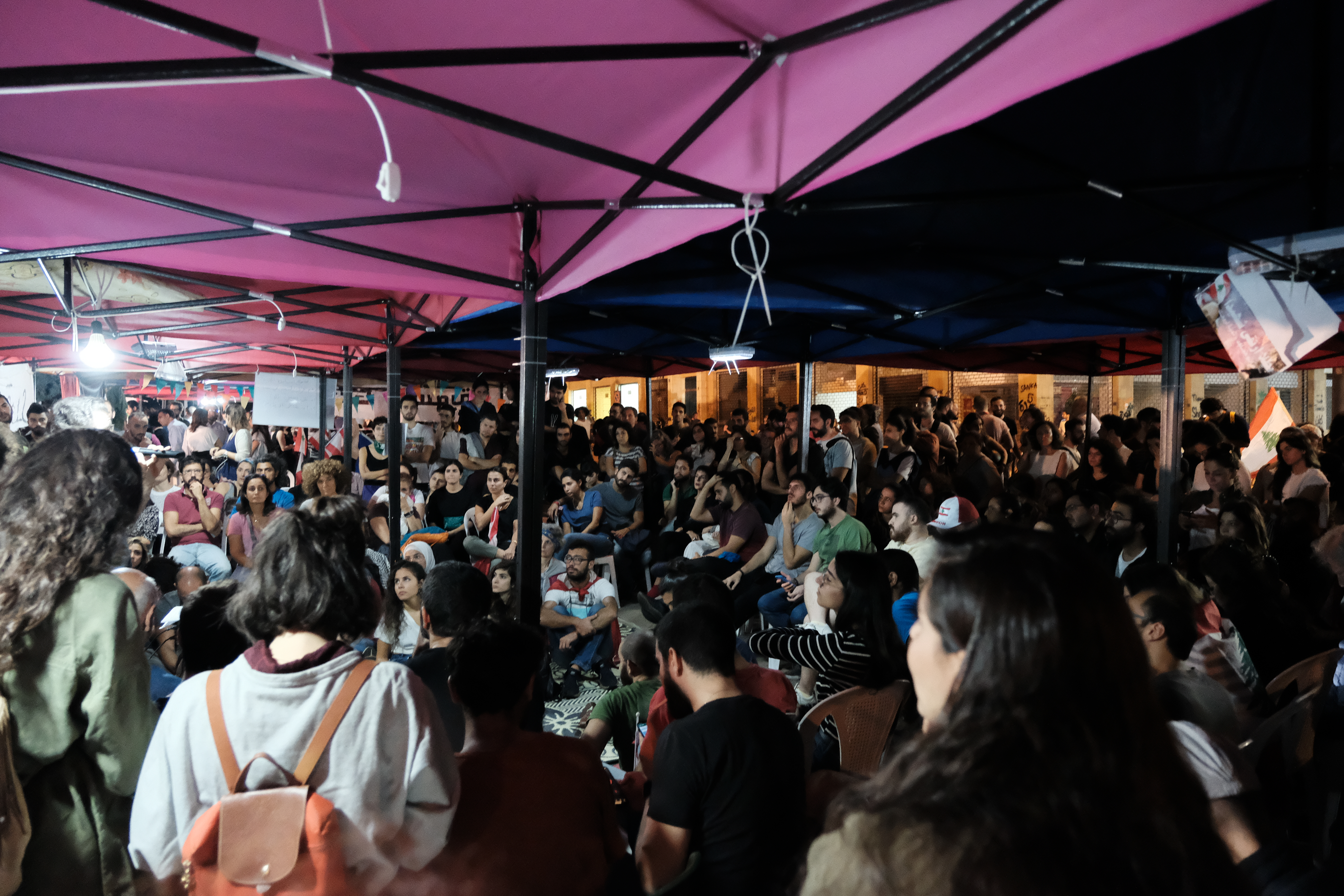
Da die libanesischen Schulen während der Proteste geschlossen bleiben, wurden in Beirut öffentliche Lehrveranstaltungen und Debatten angeboten, die von säkularen politischen Gruppen und Interessenverbänden organisiert wurden. (Foto: 25. Oktober 2019)

Nach Ansicht von Al Jazeera ist angesichts der Straßenblockaden zu erwarten, dass eine Menge Unterstützung für politische Parteien und Menschen, die Anhänger dieser Parteien sind, die nun versuchen werden, Ärger unter den Demonstranten zu verursachen. „Hier liegen unsichere Zeiten vor uns. Niemand weiß, wie sich dies auswirken wird.“ Am Nachmittag demonstrierten in Tyros und im Beiruter Stadtteil Dahiye Anhänger Nasrallahs, während in Tyros auch Anhänger von Nabih Berri mit Parteiflaggen der Amal-Bewegung auf die Straße gingen.
Am Freitag (25. Oktober) erging eine Teilreisewarnung des Auswärtigen Amtes; in den Reise- und Sicherheitshinweisen wurde mitgeteilt, dass wichtige Verkehrsverbindungen des Landes teils nur eingeschränkt oder gar nicht befahrbar sind. „Zeitweise war der Flughafen nicht erreichbar. Das öffentliche Leben ist überwiegend zum Erliegen gekommen, Banken, Schulen und Ämter haben weitestgehend geschlossen. Auch wenn die Proteste bisher überwiegend friedlich verliefen, ist mit einer Fortsetzung zu rechnen.“
Die Ratingagentur Standard & Poor’s sagte am Freitag, dass die eingeschränkte Fähigkeit der Regierung, den Forderungen der Demonstranten nachzukommen, das Vertrauen in die Banken schädigen und die Währungsreserven beeinträchtigen könnte.
Sulome Anderson (NBC) berichtet (26. Oktober) von dem Führer eines Hisbollah-Panzerbataillons. „Es war ein ziemlicher Schock, als er den von seinen Anhängern verehrten Hisbollah-Führer Hassan Nasrallah kritisierte und seine Unterstützung für die Proteste gegen die Regierung zum Ausdruck brachte.“ Er unterstütze die Protestbewegung, „weil ich vom Leben hier angewidert bin“, er bemerkte des Weiteren, dass einige Anhänger der Hisbollah erst am Freitag (25. Oktober) mit Demonstranten zusammenstießen, während andere sich tatsächlich an den Demonstrationen beteiligten. Die Hisbollah-Führung befinde sich in einer Situation des Chaos. „Sie wissen momentan nicht, was sie tun sollen.“
Demonstranten besetzten die westliche Route der Byblos-Autobahn einige Meter vom Universitätskrankenhaus Notre Dame des Secours entfernt und unter der Brücke, die zum Gemeindehaus von Byblos führt, wie am Samstag (26. Oktober) berichtet wurde. Die Autobahn Jal El-Dib bleibt in beide Richtungen gesperrt, wie am Samstagmorgen gemeldet wurde. Eine Reihe von Jugendlichen führte vor den Protesten eine Aufräumaktion in der Gegend durch. Unterdessen haben die libanesischen Streitkräfte am Samstag Morgen in Beirut die „Chevrolet“-Kreuzung (an der Damaskus-Straße nahe dem Nationalmuseum) wieder für den Verkehr freigegeben. Eine Einheit der Marinekommandos der libanesischen Streitkräfte traf am Samstagmorgen in der Region Okaibe ein, um die Straße wieder zu öffnen. Die Armee führte friedliche Verhandlungen mit den Demonstranten, die darauf bestanden, friedlich weiterzusitzen, und sich weigerten, die Straße wieder zu öffnen.
Am Samstag wurde eine Kampagne gestartet, die auf Social-Media-Plattformen unter dem Titel Libanon Human Chain – South to North verbreitet wird, bei der libanesische Bürger Hand in Hand in Form einer Menschenkette als Symbol für ein geeintes Volk stehen sollen.

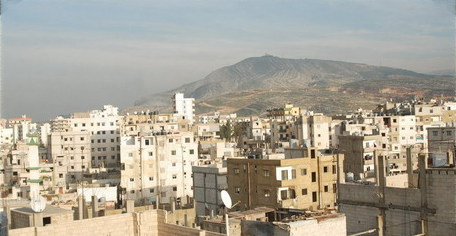
Baddawi

Der Ort al-Baddawi (bzw. Beddawi, 5 km nördlich von Tripoli; dort befindet sich auch das UNRWA-Flüchtlingslager Beddawi Camp) war Samstag Nachmittag von zunehmenden Spannungen betroffen: Bei dem Vorfall in Beddawi wurden fünf Soldaten und eine Reihe von Bürgern verwundet. In einem am Samstagabend von der Armee herausgegebenen Kommuniqué heißt es:
„Aufgrund eines Zusammenstoßes, der heute Nachmittag im Gebiet Beddawi in Tripolis zwischen einer Gruppe von Demonstranten auf der Straße und einer Reihe von Bürgern, die versuchten, die Straße mit ihren Fahrzeugen zu überqueren, ausgebrochen ist, griff die Armee ein, um die Bürger zu zerstreuen, wurde aber mit Steinen und großen Feuerwerkskörpern beschossen, die zur Verletzung von fünf ihrer Mitglieder führten.“ 

Infolgedessen feuerte die Armee Tränengas ab, um die Zivilbevölkerung zu zerstreuen, und wurde später gezwungen, Gummigeschosse in die Luft zu schießen. Während des Vorfalls wurden Verletzte gemeldet. Einheiten der libanesischen Armee und der Sicherheitskräfte versuchten indessen, die mit Erdhügeln versperrte Kfar-Hazir-Autobahn wieder zu öffnen, aber die Demonstranten widersetzten sich den Versuchen und saßen mitten auf der Straße, berichtete die Nationale Nachrichtenagentur am Samstag. In der südlichen Küstenstadt Sidon öffneten am Samstag einige Geschäfte nach Tagen der Schließung ihre Türen.

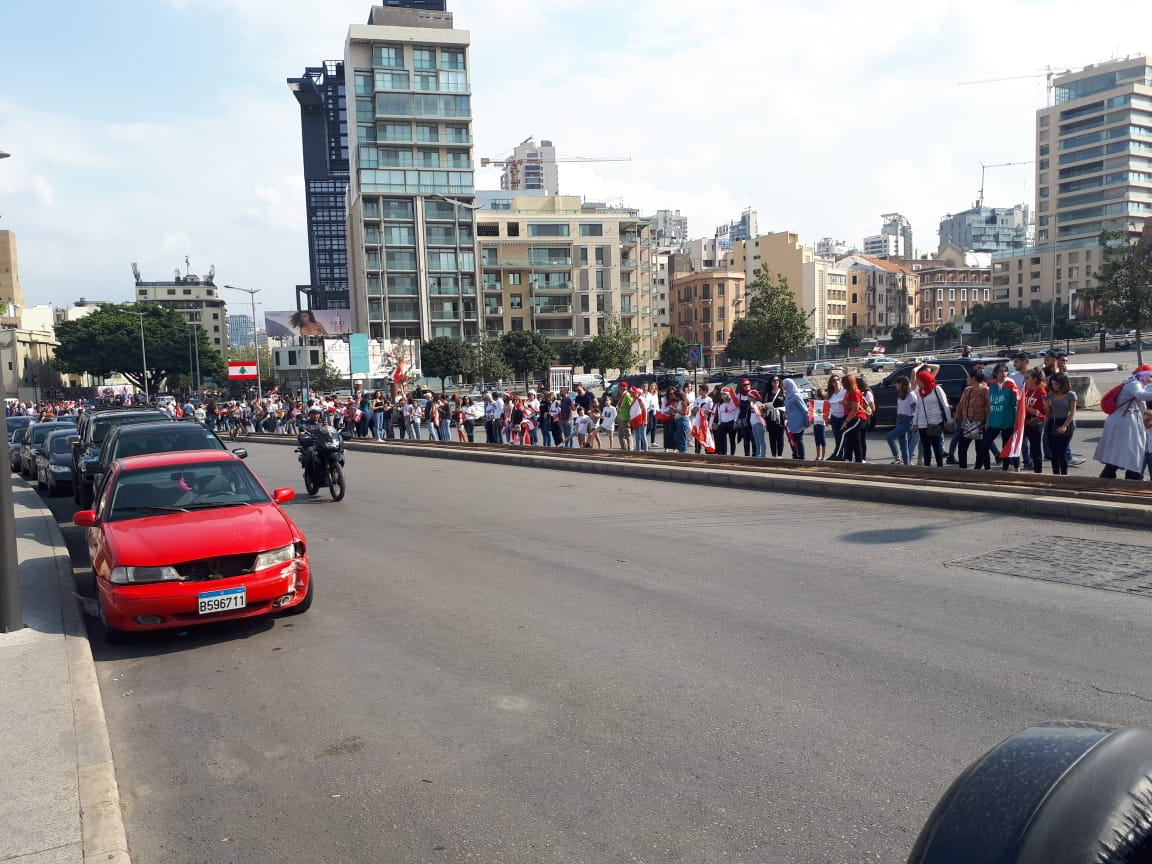
Proteste in Beirut: Menschen bilden am 27. Oktober eine Menschenkette am Märtyrerplatz.

Menschenkette, Sit-ins und Blockaden
Zehntausende libanesische Demonstranten haben erfolgreich eine Menschenkette gebildet, die vom Süden in den Norden des Landes führt, um die neu entdeckte nationale Einheit zu symbolisieren. „Die Demonstranten reisten von Tripolis nach Tyrus, einer 170 km langen Kette, die durch die Hauptstadt Beirut führt, wo Proteste im Rahmen einer beispiellosen Mobilisierung über sektiererische Grenzen hinweg geführt wurden.“

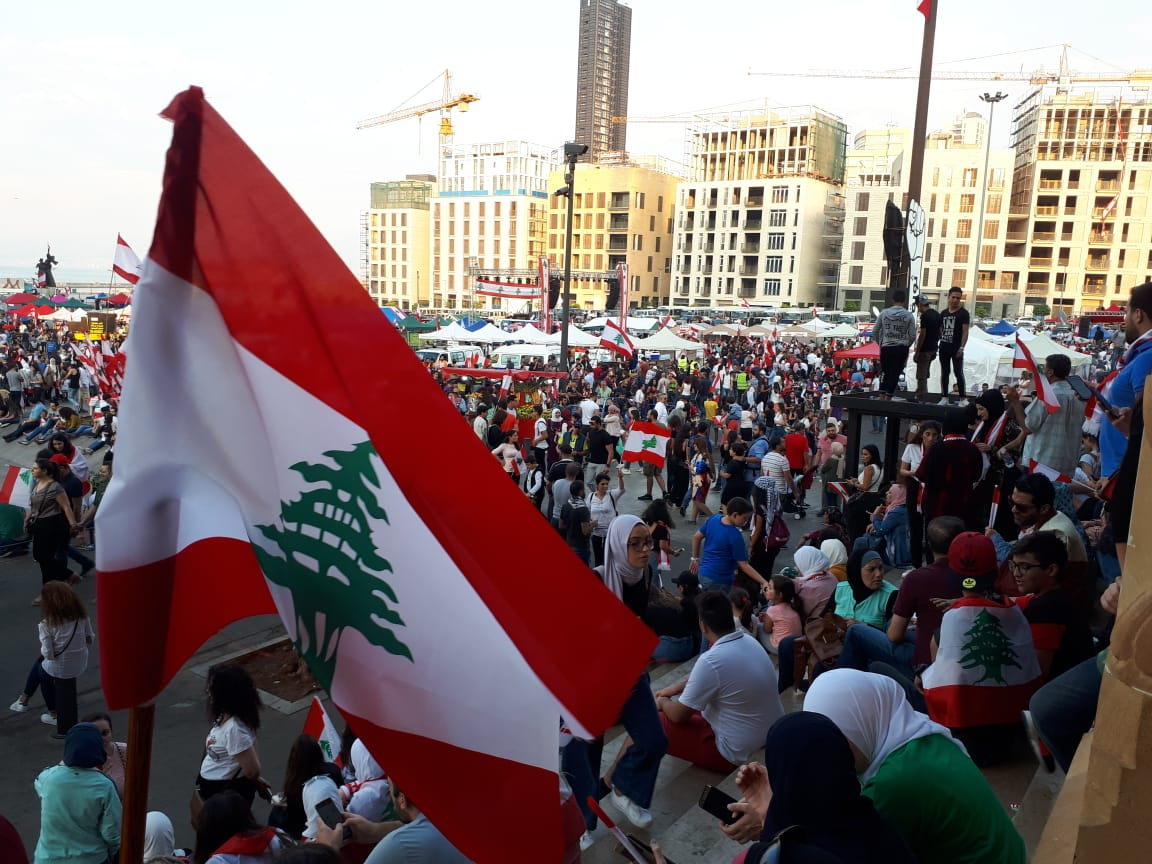
Proteste auf dem Märtyrerplatz in Beirut am 27. Oktober

Der Parteichef der Progressiven Sozialistischen Partei, Walid Dschumblat betonte am Sonntag, dass es ohne die Bildung einer „neuen Regierung“ keine Lösung für die derzeitige Pattsituation im Land geben könne. „Abgesehen von Verschwörungstheorien und Skepsis, von welcher Seite sie auch kommen mögen, liegt der Kern des Problems in den meisten Demokratien in der fehlerhaften Verteilung des Reichtums, aufgrund der liberalen Politik, die das progressive Steuersystem und die Besteuerung des Reichtums meidet und aufgrund von vollständige Privatisierung“, twitterte Jumblat. Es könne daher keine Lösung ohne die Bildung einer neuen Regierung und die Organisation von Wahlen nach einem nicht-sektiererischen Gesetz geben, fügte der PSP-Vorsitzende hinzu.
Am zwölften Protesttag wurden erneut Verbindungsstraßen mit Autos blockiert. Aktivisten eröffneten auf dem Al-Nour-Platz in Tripoli eine Feldküche, um Demonstranten zu ernähren. Die Demonstranten betonten, dass das Essen täglich von den Bürgern gespendet werde. Eine Reihe von Demonstranten veranstaltete Sitzstreiks vor den Filialen der Banque du Liban in mehreren Regionen, darunter an der Hamra-Straße in Beirut sowie in Sidon, Baalbek und Nabatäa. Zu Protesten kam es auch auf dem Alam-Platz in Tyroc, während sich das Leben in der ganzen Stadt normalisierte, berichtete der Korrespondent der Nationalen Nachrichtenagentur am Montag.
Eine Reihe von Anwälten veranstaltete am Montag eine Protestaktion vor dem Justizpalast von Beirut und blockierte die Straße für kurze Zeit, als symbolische Geste, um die Demonstranten im gesamten Libanon zu unterstützen. Aus einem Protestzelt in der Stadt Ghazze im Westen der Bekaa-Ebene eröffneten unbekannte Angreifer am Montag mit einem Sturmgewehr das Feuer in einem Protestzelt, teilte die Nationale Nachrichtenagentur mit. Die Schüsse hätten den Wassertank getroffen, der die Stadt versorgt, was bei den Anwesenden in der Region Panik auslöste, teilte die NNA mit.
Die meisten Anwohner haben Straßensperrungen befürwortet, und Unternehmer haben am Sonntagabend zu einem Solidaritätsstreik aufgerufen. In den letzten Tagen haben jedoch politische Funktionäre und nervöse Autofahrer Demonstranten beschuldigt, Menschen ihres Lebensunterhalts beraubt zu haben.
Premierminister Saad Hariri hat am Montag (28. Oktober) die in der Hisbollah-Tageszeitung al-Akhbar veröffentlichten Behauptungen zurückgewiesen, dass Saudi-Arabien und die Vereinigten Arabischen Emirate angeblich die Berichterstattung der Medien über die Proteste im Libanon finanzieren.
Ebenfalls am Montag sagte Ex-Sozialminister Richard Kouyoumjian, er sei überrascht, dass die politische Klasse die berechtigten Forderungen der Demonstranten weiterhin ignoriere. „Wie kann das Gewissen von Präsidenten und Ministern nicht erschüttert werden, wenn sie die Schreie der Menschen und das Dröhnen des nationalen Aufstands in allen Regionen hören“, schrieb Richard Kouyoumjian in einem Tweet. Der Minister trat zusammen mit drei anderen LF-Ministern am dritten Tag nach Protesten gegen Steuererhöhungen und angeblicher offizieller Korruption aus dem Kabinett aus. Er sagte, die politische Klasse müsse auf die Forderungen des Volkes hören, einen „modernen Staat und eine nicht korrupte Autorität“ zu bilden.
Drohender wirtschaftlicher Zusammenbruch
Der Libanon stehe kurz vor dem wirtschaftlichen Zusammenbruch, es sei denn, es könne eine „sofortige Lösung“ gefunden werden, um die Tage der landesweiten Proteste zu beenden, die das Land lähmen, sagte der Gouverneur der Zentralbank, Riad Salameh, gegenüber CNN in einem Interview am Montag. Die libanesischen Banken wurden geschlossen, seit die Demonstrationen vor fast zwei Wochen begannen. Es sei „eine Frage von Tagen, denn die Kosten sind für das Land hoch“, sagte Salame, der eine sofortige Lösung forderte, um die Krise abzuwehren und gleichzeitig vor einem längerfristigen Schaden für das Vertrauen der Anleger zu warnen.

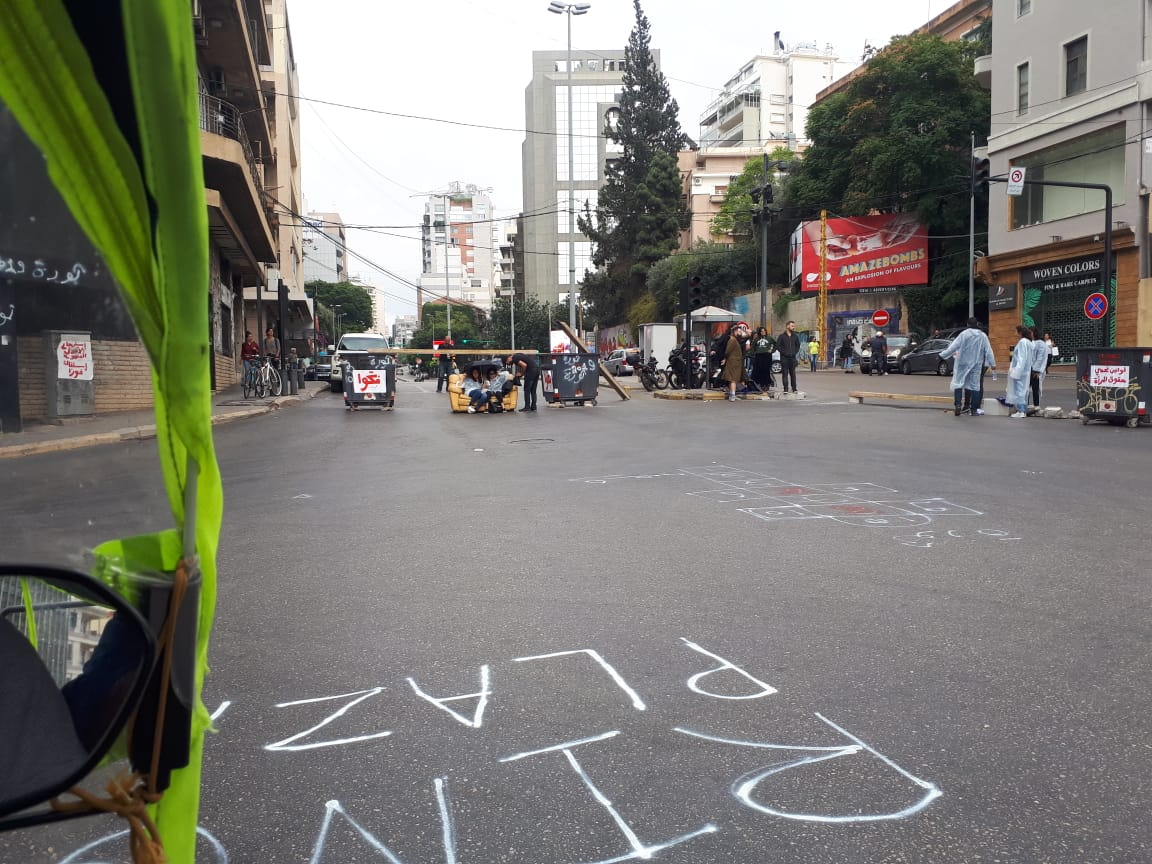
Straßenblockade bei den Protesten in Beirut (28. Oktober)

An vielen Orten haben Demonstranten in den letzten Tagen in Form von zivilem Ungehorsam auf den Straßen gesessen oder gelegen und die Sicherheitskräfte gezwungen, sie an Armen und Beinen wegzuziehen. In anderen Landesteilen haben sie Routen mit umgestürzten Müllcontainern und verbrannten Reifen blockiert und schwarzen Rauch in die Luft geschleudert. Die Demonstranten setzten am frühen Montag Feuer, um die Flughafenstraße in Beirut zu blockieren, bevor libanesische Truppen in gepanzerten Personaltransportern eintrafen, um den Weg freizumachen, berichtete die Zeitung The Times of Israel.
Libanesische Soldaten entfernten gewaltsam Demonstranten von einer Autobahn, die die südliche Stadt Sidon mit der Hauptstadt Beirut verband, und hielten für kurze Zeit etwa ein Dutzend von ihnen fest. Es wurden keine Waffen eingesetzt und es gab keine Berichte über ernsthafte Verletzungen durch die Konfrontation. Die Proteste verliefen weitgehend friedlich und die Sicherheitskräfte hielten sich zurück. Seit Beginn der Demonstrationen sind nur wenige Fälle von Festnahmen oder schweren Verletzungen bekannt geworden, und die Sicherheitskräfte haben sich ruhig um die auf öffentlichen Plätzen abgehaltenen Massenkundgebungen gekümmert. Die nach wie vor bei der Bevölkerung populären Proteste, bei denen in den letzten Tagen Hunderttausende Libanesen mobilisiert wurden, zeigten am Wiochenbeginn trotz einer abnehmenden Teilnehmerzahl und starken Regenfällen keine Anzeichen einer Entspannung, schrieb Daily Star.
Der Bankenverband im Libanon erklärte, die Banken würden am Dienstag (29, Oktober) am 13. Tag in Folge geschlossen bleiben, „angesichts der anhaltenden Volksbewegungen und der Erwartung, dass sich die allgemeinen Bedingungen stabilisieren.“ Die Banken sagten jedoch, sie seien entschlossen, die Gehälter des öffentlichen Sektors, insbesondere der Sicherheitskräfte, auszuzahlen, und würden über ausreichende Liquidität verfügen, um dies zu tun. Inzwischen hat man an den Geldautomaten die Ausgabe von US-Dollar weitgehend eingestellt, die lange Zeit als allgemein akzeptierte zweite Landeswährung gedient haben. Dies hat zu den Bedenken beigetragen, dass die Regierung möglicherweise nicht mehr in der Lage ist, einen festen Wechselkurs zum libanesischen Pfund aufrechtzuerhalten.
Kata’ib-Parteichef Sami Gemayel forderte am Montag (28. Oktober) den Rücktritt der Regierung und die Bildung einer „neutralen Expertenregierung“. Nur so könne das Vertrauen der Menschen und der internationalen Gemeinschaft in den Staat wiederhergestellt werden, twitterte Gemayel.
Um die Mittagszeit ging eine Reuters-Meldung ein, Hariri werde als Ministerpräsident zurücktreten; sen Rücktritt werde er möglicherweise am Dienstag oder Mittwoch bekannt geben. Laut Reuters haben Anhänger der libanesischen schiitischen Gruppen Hisbollah und Amal am Dienstag mit Demonstranten an einer Straßensperre in Beirut gekämpft.
Erneute Auseinandersetzungen mit der Hisbollah in Beirut

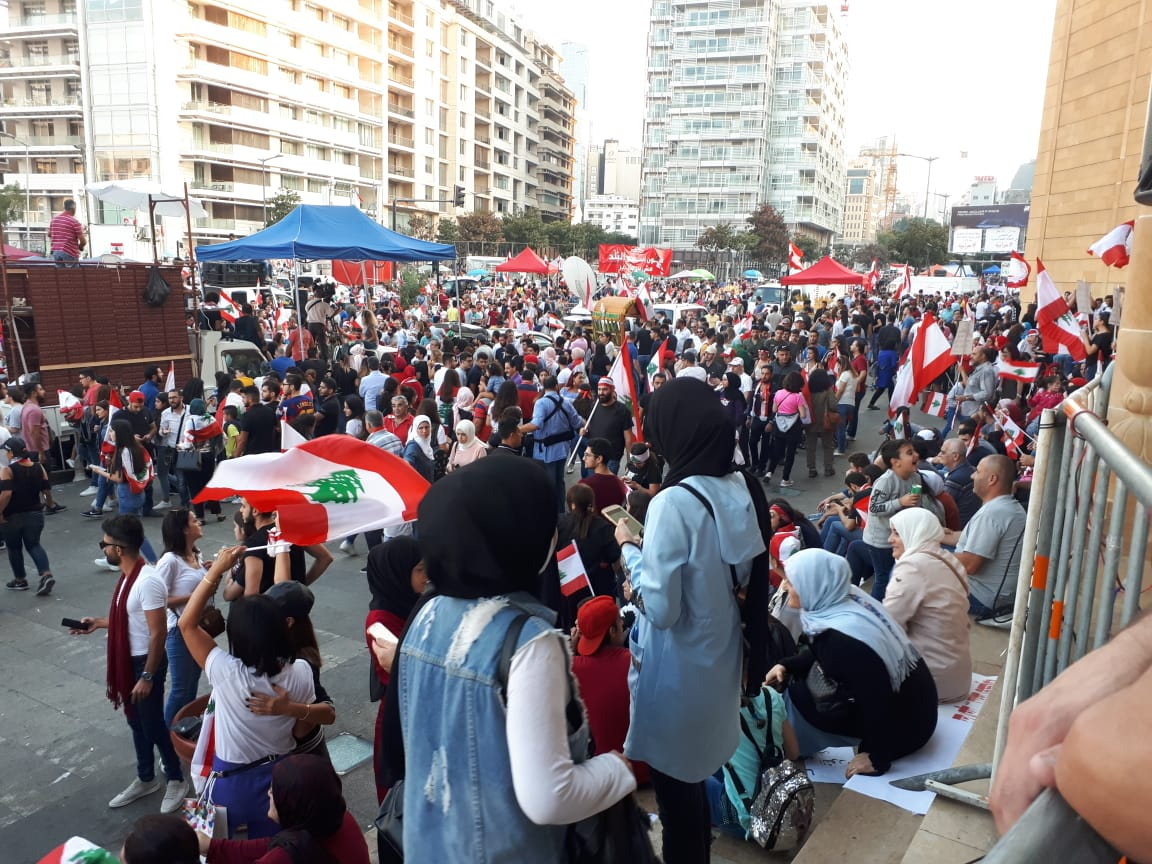
Proteste auf dem Beiruter Märtyrerplatz (27. Oktober), auf dem zwei Tage später Auseinandersetzungen mit der Hisbollah stattfanden.

Bei Spannungen im Beiruter Vorort Hamra im Westen der Stadt am Dienstagmorgen (29. Oktober), versuchten Hisbollah- und Amal-Unterstützer, die Blockaden aufzubrechen. Ähnliches habe sich auf der Beiruter Ringautobahn zutragen, die von Yoga-Aktivisten besetzt waren. Gegendemonstranten sangen Lieder, die Nasrallah und Nabih Berri preisen.
Hunderte libanesische Anhänger der Hisbollah, einige mit Stöcken, haben ein von regierungsfeindlichen Demonstranten in Zentral-Beirut errichtetes Protestlager angegriffen, einige seiner Zelte niedergebrannt und andere abgebaut. Die Gewalt entstand, kurz nachdem Dutzende anderer Anhänger der Hisbollah, die ebenfalls Stöcke trugen, eine Straßensperre angegriffen hatten, die von den Demonstranten auf einer Hauptverkehrsstraße in der Hauptstadt errichtet worden war. Die Bereitschaftspolizei und das Militär versuchten zunächst, die rivalisierenden Gruppen zu trennen, aber die Sicherheitskräfte konnten den Sturm auf den Märtyrerplatz, auf dem sich regierungsfeindliche Demonstranten seit dem 17. Oktober behaupten, nicht stoppen. Viele unter der aufgebrachten Menge sangen: „Gott, Nasrallah und die ganze Dahieh“, in Bezug auf den südlichen Vorort al-Dahieh al-Janubiya, der eine Hochburg der vom Iran unterstützten militanten Gruppe ist. Andere erzählten den Fernsehteams, dass sie über die Straßensperren und Beleidigungen ihres Führers verärgert seien. Dann marschierten sie zum zentralen Platz, rissen Zelte ab, zertrümmerten Plastikstühle und bohrten mit Metallstangen Löcher in die Zelte, die sie später verbrannten. Sie schlugen auch einige regierungsfeindliche Demonstranten. Ein Fernsehmoderator beschrieb es als „Kriegsschauplatz“.

## Die Situation nach dem Rücktritt Saad Hariris (29. Oktober)
Der libanesische Ministerpräsident Saad Hariri gab am Dienstag Nachmittag (29. Oktober) seinen Rücktritt bekannt und gab damit den Forderungen der Demonstranten nach, die seit fast zwei Wochen landesweite Demonstrationen veranstalten. Hariri leitete seit weniger als zwei Jahren eine Regierung der nationalen Einheit, zu der auch einige seiner politischen Gegner gehören. Hariri sagte, er habe eine „Sackgasse“ erreicht, nachdem beispiellose Proteste das Land gelähmt hatten. Libanesen gingen auf die Straße, um seinen Rücktritt zu feiern.

Samir Geagea (2015)

Der Anführer der Partei Libanesische Kräfte, Samir Geagea, lobte am Dienstag den Rücktritt Hariris und meinte, er sei „eine Reaktion auf die massiven Forderungen der Bevölkerung“. Der zweite Schritt sollte die Bildung einer neuen Expertenregierung sein, die vor allem völlig unabhängig von den politischen Kräften sein sollte, fügte Geagea hinzu. Er forderte auch die Sicherheitsbehörden auf, die Sicherheit der Demonstranten im gesamten Libanon nach den hässlichen Angriffen, unter denen Demonstranten auf der Ringautobahn am 29. Oktober in Zentral-Beirut zu leiden hatten, zu wahren.
Laut AFP-Reportern waren am Dienstag mehr Autos auf Beiruts Straßen unterwegs, um die von Demonstranten am 13. Tag der Demonstrationen errichteten Sperrfeuer zu umgehen. Banken und Schulen blieben geschlossen und die normalerweise überlasteten Hauptverkehrsadern in Beirut wurden von Demonstranten blockiert – einige lagerten auf Sofas an einer Hauptkreuzung im Zentrum der Stadt. Nach mehreren Tagen, an denen die Straßen fast menschenleer waren, sahen AFP-Reporter am Dienstag weniger Demonstranten, obwohl wichtige Strecken gesperrt blieben.
Mit erhobenen Fäusten und traditionellen „Dabkeh“-Tänzen feierten Tausende Libanesen am Dienstag Nachmittag das Angebot Hariris, am Dienstag nach fast zwei Wochen beispielloser Proteste zurückzutreten. Überall im Libanon füllten Demonstranten die Hauptplätze, wehten mit libanesischen Flaggen und feierten ihren ersten großen Sieg seit dem Start der Protestbewegung am 17. Oktober. Die nördliche Stadt Tripolis – eigentlich eine Hochburg von Hariris Zukunftsbewegung – erlebte eine der größten Beteiligungen; hunderte ließen rote, weiße und grüne Luftballons frei – die Farben der libanesischen Flagge. „Unsere Revolution ist noch nicht vorbei“, sangen sie, nachdem Hariri verkündet hatte, dass er den Rücktritt seiner Regierung als Reaktion auf den Druck der Straße einreicht. Die südliche Stadt Sidon, aus der die Familie Hariri stammt, war nach der Rede des Premiers von einer Festivalatmosphäre erfüllt, schrieb der britische Daily Mail. Hunderte von weiteren Demonanstranten waren am Dienstagabend in Städten und Dörfern im ganzen Land unterwegs, darunter in Jal al-Dib, Zouk Mosbeh und Jbeil nördlich von Beirut sowie in Nabatieh und Tyrus südlich der Hauptstadt.
Nachdem die Armee die Demonstranten aufgefordert hatte, die Initiative zu ergreifen und die Straßenblockaden aufzuheben, teilten die Vertreter der Protestbewegung am späten Dienstag per tweets mit, die Aktionen auf den Plätzen und rund um die Regierungsgebäude wie den Grand Serail aufrechtzuerhalten. Die Demonstranten begrüßten am Mittwoch (30. Oktober) den Rücktritt des Ministerpräsidenten, versprachen jedoch, auf den Straßen zu bleiben, bis alle ihre Forderungen erfüllt seien. „Es ist ein guter erster Schritt, aber wir bleiben trotzdem auf der Straße“, sagte ein 21-jähriger Filmemacher, zu Al Jazeera in Zentral-Beirut. „Hariri ist Teil des Problems, aber er ist nicht das ganze Problem … Ich glaube, niemand denkt, dass wir fertig sind.“ Eine Demonstrantin meinte, Hariris Rücktritt habe ihre Hoffnungen der Bewegung, der sie angehörte, keineswegs zufriedengestellt; „Der zweite Schritt ist, das Geld zurückzuerhalten, das uns die Politiker gestohlen haben.“
Der Abgeordnete des Blocks Starker Libanon (FPB), George Atallah, betonte am Mittwoch (30. Oktober), dass „der Rücktritt der Regierung nicht aus dem allgemeinen Kontext des bestehenden Aufstands herausgenommen werden sollte“, und wies darauf hin, dass „es gerechte und grundlegende Forderungen gibt, die einen gemeinsamen Nenner aller Libanesen bilden.“ "Wenn die Forderung von Hariris Rücktritt beiseite lasse, beschränke sich die Protestbewegung auf einige Fraktionen, die in zwei Teile unterteilt seien, einem „mit gerechten Forderungen und einem mit Parteien, die versuchen, die Bewegung auszunutzen“, betonte Atallah und sagte, dass der Rücktritt zustande gekommen sei, geschah nach der Devise „Rette sich wer kann.“
Präsident Aoun hat Hariris Rücktritt noch nicht akzeptiert, und es gibt keine klare Lösung für die politische Krise, die Warnungen der libanesischen Partner aus dem Ausland hervorgerufen hat. Indessen haben die libanesischen Streitkräfte und Sicherheitskräfte mit Einverständnis der Demonstranten am Mittwochmorgen die Autobahn nach Zouk Mosbeh (12 Kilometer nördlich von Beirut) in beide Richtungen wiedereröffnet. Sie entfernten auch die Zelte.

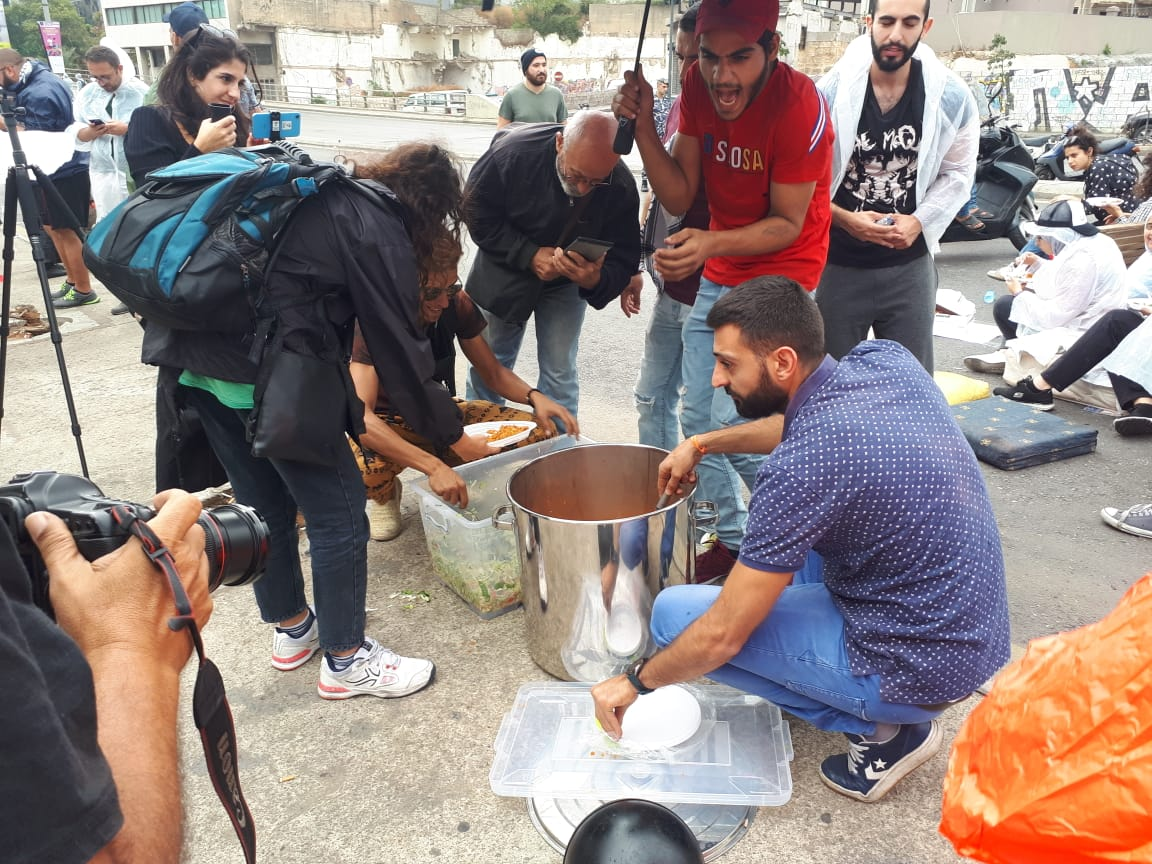
Improvisierte Suppenküche bei den Protesten auf dem Märtyrerplatz in Beirut am 28. Oktober

Mit dem Einverständnis der Demonstranten räumte die libanesische Armee am Mittwoch (30. Oktober) die letzten Blockaden und gab die Straßen frei. Stefanie Dekker von Al Jazeera, aus Beirut berichtend, bestätigte, dass Demonstranten mit Sicherheitskräften zusammenarbeiteten und Straßen in den zentralen Bezirken der Stadt räumten. Obwohl Hariris Rücktritt eine wichtige Forderung der Demonstranten war, wiesen sie schnell darauf hin, dass es ihr Ziel sei, das politische System in seiner Gesamtheit zu verändern. „Wir öffnen die Straßen, seit uns das Militär darum gebeten hat. Sie haben uns in den letzten Tagen sehr gut beschützt und uns sehr gut gedient“, sagte eine Demonstrantin. „Wir müssen ihnen [Politikern] ein oder zwei Tage Zeit geben, um auf unsere Forderungen einzugehen. […] Wir versuchen immer noch zu verstehen, wie wir auf friedliche, liebevolle und respektvolle Weise damit umgehen sollen.“
Bildungsminister Akram Chehayeb forderte alle öffentlichen und privaten Schulen und Universitäten auf, den Unterricht am Donnerstag, den 31. Oktober 2019, wieder aufzunehmen. Libanesische Banken werden am Freitag (1. November) ihren normalen Geschäftsbetrieb wieder aufnehmen und Kunden empfangen, sagte der Bankenverband und beendete eine zweiwöchige Schließung, die durch massive Proteste verursacht wurde.
Nach Ansicht des Analysten und Kolumnisten Zvi Bar’el (Haaretz) geben sich die Demonstranten, hauptsächlich junge Universitätsstudenten und Arbeitslose, [nach dem Rücktritt Hariris] „nicht damit zufrieden, eines ihrer Hauptziele zu erreichen, ohne Blutvergießen und ohne den Libanon in einen Bürgerkrieg zu ziehen – vorerst. Sie wollen die Regierungsstruktur ändern, ein neues Wahlgesetz verabschieden, Korruption bekämpfen und die Wirtschaft stabilisieren.“
Am Mittwoch Abend kam es in Tripoli erneut zu Kundgebungen und Straßenblockaden, nachdem bekannt wurde, Saad Hariri wäre bereit, wieder als libanesischer Ministerpräsident anzutreten, wenn auch unter Bedingungen. Auch in anderen Landesteilen wurden daraufhin wieder Straßen besetzt; an der Straße im Küstenort al-Aabdeh im Distrikt Akkar schoss die Armee mit Tränengas auf blockierende Demonstranten. Unruhen gab es in der Nacht auch am Elia-Platz in Sidon und in Beirut.
Am Mittwoch wurden in der nördlichen Stadt Tripolis und in der südlichen Stadt Sidon Massendemonstrationen zur Korruptionsbekämpfung fortgesetzt, die nach dem Rücktritt der Regierung im gesamten Libanon wiedereröffnet wurden. Einige Demonstranten auf dem Tripoliser al-Nour-Platz forderten den Sturz des Präsidenten, des Parlamentssprechers und der Abgeordneten. Der Sender MTV meldete, dass einige Straßen in der Stadt nachts gesperrt werden. Währenddessen fand in Sidon eine Massendemo statt, bei der Demonstranten durch die Straßen der Stadt streiften und die Elia-Kreuzung wieder blockierten.
In der Zwischenzeit blockierten Demonstranten die internationale Autobahn zwischen Tripolis und Minieh nach al-Abdeh am Punkt al-Beddawi. In Beirut strömten Dutzende Demonstranten zum Riad al-Solh-Platz und zum Märtyrerplatz. Der Nationalen Nachrichtenagentur zufolge schlossen sich den Demonstranten später einige Anhänger des Premierministers Saad Hariri an. Hariris Anhänger hatten zuvor Beiruts Straßen mit Motorrädern durchstreift, um ihn zu unterstützen. In der Zwischenzeit versuchte die Armee, die von Demonstranten gesperrten Straßen in den Städten Saadnayel, Taalabaya, Barelias, Qab Elias und al-Marj wieder zu öffnen.

## Dritte Woche (ab 31. Oktober)

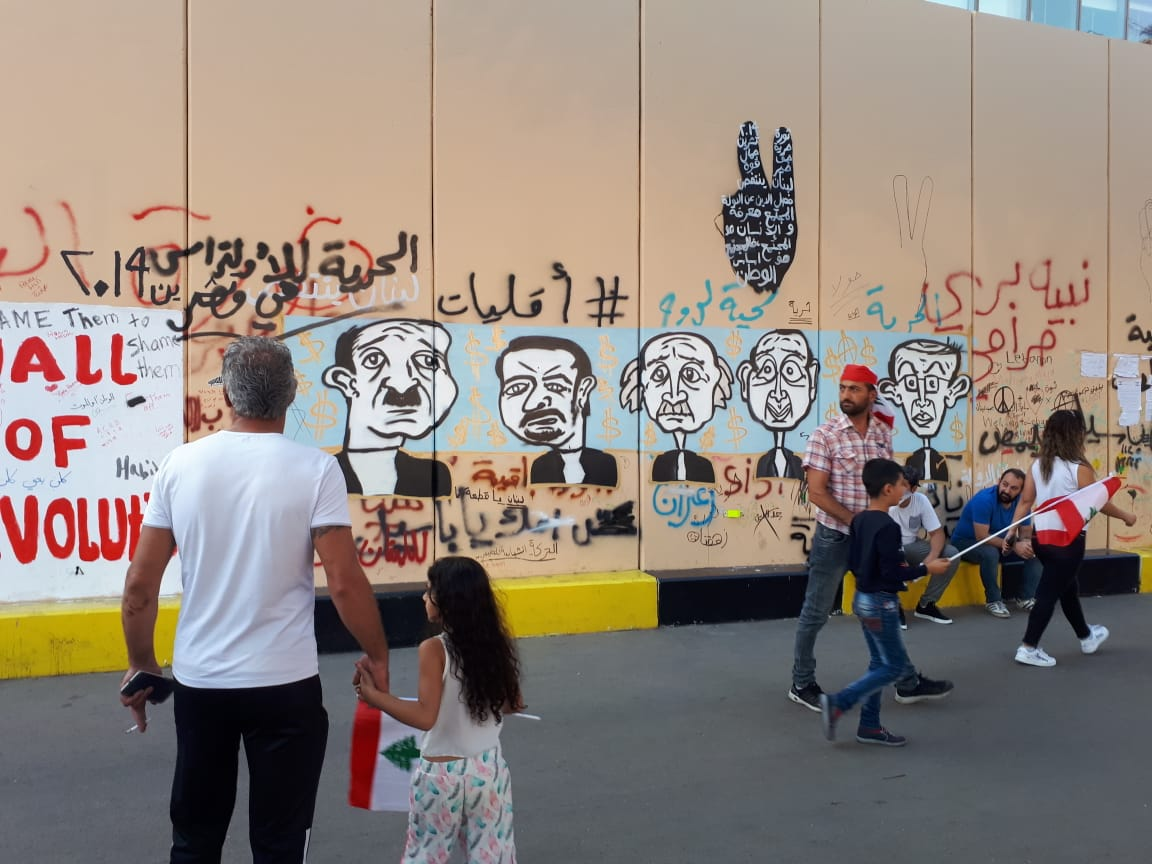
Protesse in Beirut: Graffiti in der Innenstadt Oktober 2019

Im Libanon wird die Mobilisierung der Bevölkerung trotz des Rücktritts von Premierminister Saad Hariri am Dienstag zum 15. Mal in Folge fortgesetzt. Sicherheitskräfte kämpfen darum, die Straßen offen zu halten, meldet der Daily Star am Donnerstag (31. Oktober) Morgen; die Straßen im Libanon (u. a. die Beiruter Ringautobahn) wurden Mittwochabend von Demonstranten blockiert, nachdem sie zuvor von Sicherheitskräften geräumt worden waren.
Diese erneute Spannung zwang die Schulen, die nach zweiwöchiger Unterbrechung des Unterrichts beschlossen hatten, wieder zu öffnen, geschlossen zu bleiben. Gleiches gilt für Universitäten. Diese Entwicklungen ereigneten sich Stunden nach einer Parade von Hunderten von Anhängern des zurückgetretenen Premierministers Saad Hariri, der auch der Führer der größten sunnitischen Partei ist, auf den Straßen von Beirut.
Im Laufe des Vormittags entfernten Sicherheitskräfte nun gewaltsam die Demonstranten von der Ringautobahn. Offenbar gibt es eine klare Entscheidung, die wichtige Route offen zu halten. Die Protestierenden versuchen indes beharrlich, die Knotenpunkte zu blockieren. Am 15. Tag in Folge strömten Demonstranten zum al-Nour-Platz in der nördlichen Stadt Tripolis. Sie bestanden darauf, dass sie auf die Straße gehen, bis alle ihre Forderungen erfüllt sind. Demonstranten versammeln sich außerdem in Majdel Anjar (Bekaa) und um den Hauptkreisverkehr der Stadt Abdeh im Norden des Landes.
Die libanesischen Sicherheitskräfte hatten am Donnerstag immer noch Mühe, einige Straßen zu öffnen, als die Demonstranten ihre Kampagne zum zivilen Ungehorsam fortsetzten, um landesweite Demonstrationen zu unterstützen. In der Zwischenzeit veranstalteten Demonstranten eine Kundgebung vor der Zentralbank in der Hamra von Beirut, bevor sie zur Ringautobahn und zum Märtyrerplatz in der Innenstadt von Beirut marschierten. Die Schulen sollten eigentlich zum ersten Mal seit zwei Wochen wieder geöffnet werden, aber am späten Mittwoch erhielten viele Eltern eine SMS, in der ihnen mitgeteilt wurde, dass ihre Schulen aus Sicherheitsgründen geschlossen bleiben würden. Die Banken sollten am Freitag wieder öffnen, angesichts der Besorgnis, dass sich die schwere Finanzkrise, die den Protesten vorausging, verschlechtern könnte. Regierungsbüros und Unternehmen blieben nach nächtlichen Zusammenstößen, bei denen die Armee mit Tränengas Demonstranten zerstreute und sieben von ihnen verwundete, im gesamten Nordlibanon geschlossen.
Am 31. Oktober versprach Präsident Aoun in seiner Fernsehansprache, in einer neuen Regierung „ein Kabinett der Technokraten“ zu bilden. In einer Fernsehansprache anlässlich des Abschlusses des dritten Jahres seiner Präsidentschaft versprach Aoun, der das Sektierertum als „destruktive Krankheit“ bezeichnete, den Libanon von seinem sektiererischen politischen System in einen bürgerlichen Staat zu verändern.
Der Libanon stehe vor allem in wirtschaftlicher Hinsicht an einem gefährlichen Scheideweg und brauche dringend eine harmonische Regierung, die handlungsfähig ist, fügte er hinzu. Aoun versprach auch, den „Krieg gegen die Korruption“ durch die notwendigen Gesetze und eine faire und unparteiische Justiz fortzusetzen. Damit ging er auf die Forderungen der Demonstranten ein, die eine technokratische Regierung und das Ende eines sektiererischen Systems fordern, in dem die Posten nach religiöser/ethnischer Herkunft aufgeteilt werden,.
Wiedereröffnung der Banken
Nach einer Welle von Protesten, die den Premierminister zum Rücktritt veranlassten, wurden die Banken am Freitag (1. November) zum ersten Mal seit zwei Wochen wieder für Kunden geöffnet. Vor dem Gebäude des libanesischen Bankenverbands kam es zu einem Zusammenstoß zwischen einem Demonstranten und den Sicherheitskräften. Diese nahmen den Mann fest, nachdem er sich dem Fahrzeug genähert hatte, in dem drei junge Männer und eine Frau festgehalten wurden, nachdem sie in das Gebäude eingebrochen waren.
In seiner am Nachmittag des 1. November gehaltenen Fernsehansprache sprach Hizbollahführer Hassan Nasrallah davon, dass mit den Protesten „ein politischer Putsch geplant wurde, um das Land in ein Vakuum zu stürzen, und dies führte zu Spannungen auf den Straßen.“ Doch es sei den Libanesen mit „Achtsamkeit und Geduld“ gelungen, den Plänen einiger Parteien zu entgehen und deren Bestrebungen zu vereiteln, die sich Chaos, Straßenkämpfe und Unruhen wünschen.
Parlamentspräsident Nabih Berri hielt am Freitag in Ain al-Tineh eine Reihe von Treffen ab; zu seinen Gästen gehörten der sein Stellvertreter Elie Ferzli, der Vorsitzende der Nationalen Dialogpartei Fouad Makhzoumi, der frühere Informationsminister Ghazi Aridi, der frühere Abgeordnete Nasser Qandil und der frühere Minister Karim Pakradouni. In der kommenden Woche sollen die parlamentarische Blöcke die Möglichkeit haben, Konsultationen untereinander abzuhalten, um den Namen ihres Kandidaten für den Posten des Ministerpräsidentschaft zu benennen.
In einem Beitrag für The Atlanticmeinte Fadlo R. Khuri, Präsident der Amerikanischen Universität Beirut, die Universität sei „ein wesentlicher Inkubator für eine bessere Art von Führungskräften in der arabischen Welt.“ Man müsse nun herausfinden, wie man den Lehrbetrieb, der seit dem 18. Oktober unterbrochen wurde, wieder aufnehmen könne, „auch wenn wir die Rede- und Protestfreiheit unserer Studenten und Fakultäten unterstützen und schützen. Wir müssen uns durch Dialog und Anpassung vereinen, damit wir die besten jungen Menschen in der Region aufklären können. Eine ernsthafte Selbstbeobachtung kann erforderlich sein, um sicherzustellen, dass wir ein besserer Inkubator werden, um zu erfahren, was wir richtig gemacht haben und wo wir falsch gelegen haben, und um die Verantwortung dafür zu übernehmen, dass viele der grauen Männer unsere eigenen Absolventen sind.“ Aber nur dann könne man die Mission wiederbeleben, wenn sich den Menschen im Libanon und in anderen arabischen Ländern die Gelegenheit für echte Veränderungen biete. Immerhin verdienten „diese mutigen, gebildeten und entschlossenen jungen Leute mehr als das Vorbild, das ihnen eine kleine Gruppe grauer Männer gibt.“
Der Chef der Libanesischen Kräfte, Samir Geagea, betonte, dass die jüngste Volksbewegung „ehrlich und transparent“ sei und dass die großen Bewegungen, die in der Vergangenheit stattfanden, wie der 14. März, immer eine gewisse politische Ausrichtung ausdrückten, während die Bewegung vom 17. Oktober alle Sekten und Grenzen überschritten habe. In einer Erklärung nach dem Treffen des Blocks „Starke Republik“ lobte Geagea die libanesischen Streitkräfte und die inneren Sicherheitskräfte, die trotz des Drucks auf die Sicherheitsapparate den Menschen zur Seite gestanden und sie geschützt hätten. Er forderte, dass es sich bei der einer neuen Regierung um eine aus unabhängigen Experten gebildete technokratische Regierung handelt, und wies darauf hin, dass dies der einzige Weg sei, um das Land zu retten. „Wären die politischen Kabinette erfolgreich gewesen, hätten die Straßen nicht so reagiert, wie sie es taten“, erklärte er.
Rund 30 Demonstranten veranstalteten am Freitag eine symbolische Kundgebung in der Nähe des Präsidentenpalastes in Baabda und forderten die „Beschleunigung der (verbindlichen) parlamentarischen Konsultationen“, die zur Bildung einer neuen Regierung erforderlich sind. Beratungen jetzt! stand auf den Bannern, die sie trugen. In einer Erklärung, die während der Protestversammlung vorgetragen wurde, sagten die Demonstranten, dass die neue Regierung kompetente Persönlichkeiten von außerhalb der politischen Klasse umfassen sollte, und warnten, dass der Prozess der Kabinettsbildung nicht länger als zwei Wochen dauern sollte.
Eine weitere Gruppe von Demonstranten versammelte sich vor der Al-Helou-Kaserne (Corniche al-Mazraa an der Beiruter Saeb Salam Straße), um die Freilassung eines Aktivisten zu fordern, der am Morgen im Zusammenhang mit dem Sturm auf das Gebäude des Bankenverbands im Libanon in der Innenstadt von Beirut festgehalten wurde. Alle anderen Aktivisten, die wegen des Umzugs festgehalten wurden, waren früher am Tag freigelassen worden. Die Demonstranten verließen das Gebiet später, nachdem ihnen mitgeteilt wurde, dass der Aktivist später am Tag freigelassen wird. Sie hatten die Straße vor der Kaserne in beide Richtungen blockiert.
In der südlichen Stadt Sidon seien inzwischen fünf Demonstranten und zwei Soldaten verletzt worden, als die Armee eingegriffen habe, um den blockierten Elia-Kreisverkehr wieder zu öffnen, teilte MTV mit.

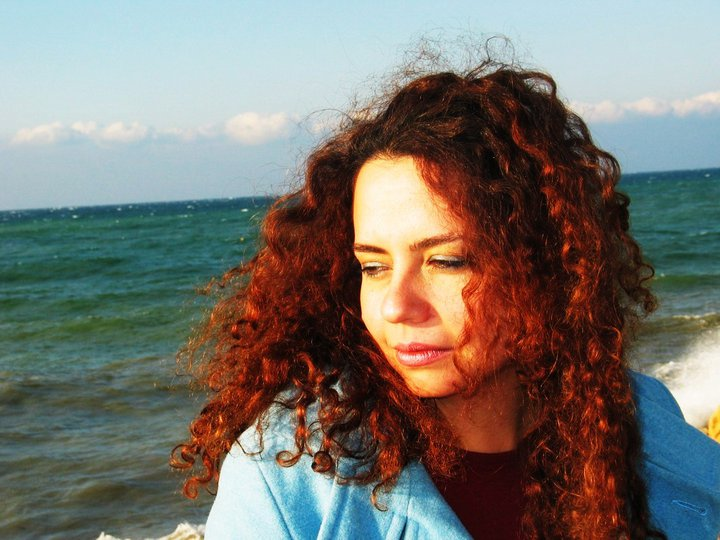
Tamirace Fakhoury.

Laut Tamirace Fakhoury, außerordentliche Professorin für Politikwissenschaft an der Libanese American University in Beirut waren die Straßensperren ein notwendiges Manöver für eine Gesellschaft, in der die meisten zivilen Organisationen von sektiererischen politischen Parteien kooptiert wurden. „Es hat sich als eine sehr effiziente Protesttechnik herausgestellt, um den Aufstand aufrechtzuerhalten und aufrechtzuerhalten, der sonst ausbrechen würde“, meint sie. „Aktivisten haben aus früheren Strategien gelernt, dass Lobbyarbeit und Kampagnen und Proteste auf isolierten Plätzen keine Auswirkungen auf das System haben, es nicht stören und die Politik nicht dazu bringen, sie anzuhören.“
Die bisher von der Regierung angekündigten Reformen haben die Demonstranten nicht beschwichtigt. An den Barrikaden und auf den Plätzen ist zu spüren, dass diese Proteste bei vielen Libanesen zu einer Art Aufbruch geführt haben, beschrieb der Journalist Richard Hall (The Independent) die Situation in den ersten Novembertagen. „Sie sagen, dass die Wirtschaft zusammenbrechen wird, weil wir die Straße blockieren“, sagt ein Demonstrant. „Sie versuchen, uns die Schuld für ihr eigenes Durcheinander zu geben. Aber es sind die korrupten Politiker, es ist der Gouverneur der Zentralbank, weil sie alle gestohlen haben, dass wir hier sind.“ Ein weiterer meinte: „In den letzten zwei Wochen haben wir den Sektierertum überwunden und eine neue nationale Identität geschaffen. Wir haben es hier auf den Straßen geschafft und verlassen die Straßen erst, wenn wir Rechenschaft ablegen.“

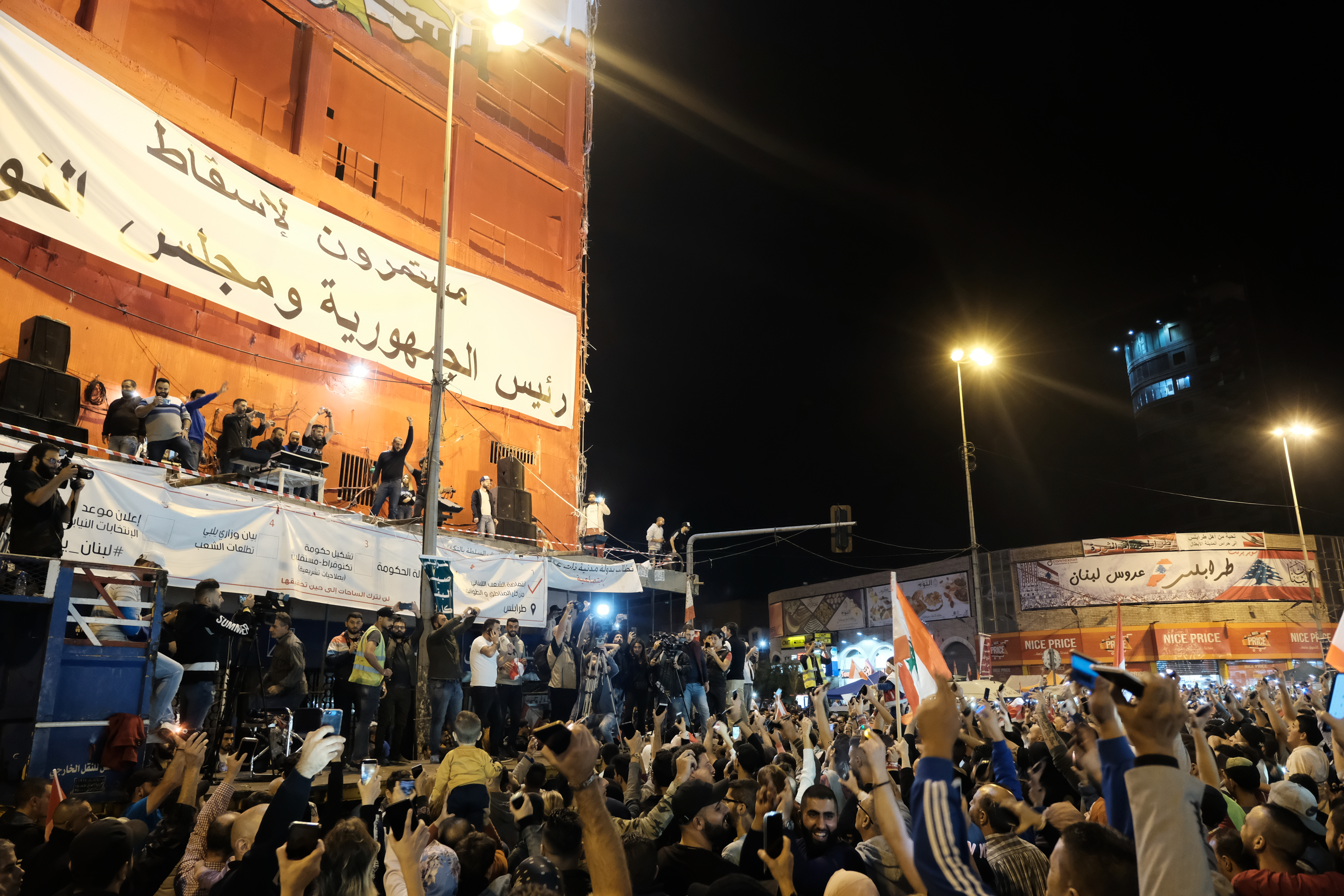
„Wir bleiben hier, bis der Präsident und das Parlament zurückgetreten sind“ – Proteste in Tripoli am 2. November 2019.

Der Regen hat die Teilnehmerzahlen bei Kundgebungen am Samstag (2. November) gedämpft, aber die Menschen forderten die rasche Bildung einer nicht-politischen, nicht-korrupten Regierung. Die Straßen waren am Samstag wieder frei, berichtete die staatliche Nachrichtenagentur. Die Banken wurden am Freitag zum ersten Mal seit Beginn der Proteste wieder geöffnet, ohne dass ein viel gefürchteter Run auf den Dollar stattfand, obwohl die Abhebungen je nach Bank auf 2.000 oder 2.500 USD begrenzt waren. Salim Sfeir, Leiter der Vereinigung der libanesischen Banken, erklärte gegenüber Reuters, dass die Kreditgeber „keine außergewöhnliche Geldbewegung“ erlebt hätten.

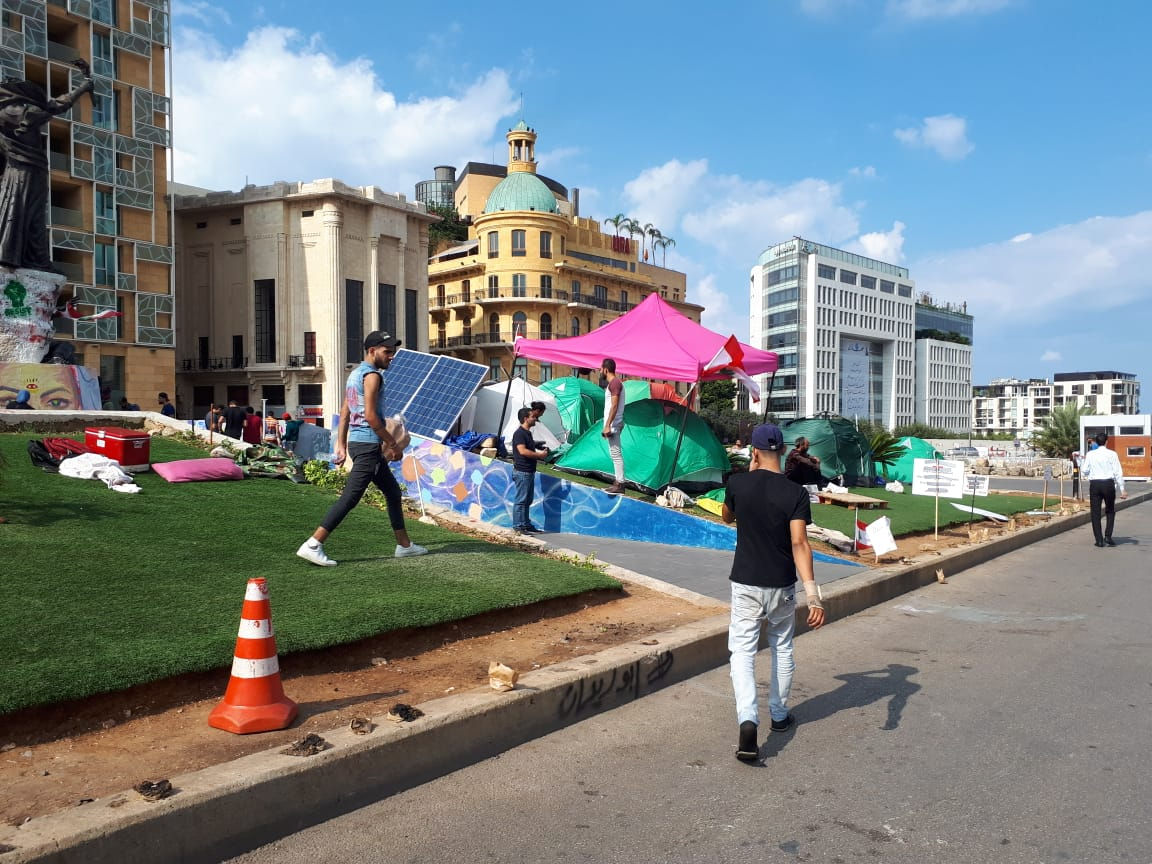
Zeltlager der Demonstranten auf dem Beiruter Martyrerplatz, 1. November 2019

Aber Protestmüdigkeit, kombiniert mit Versprechungen einer neuen Regierung und gewaltsamen Angriffen der Anhänger der Hisbollah und Amal, haben dazu geführt, dass die Zahlen der Demonstranten zurückgegangen sind. Eine Ausnahme war die nördliche Stadt Tripolis, in der diese Woche weitere Proteste stattfanden. Die Menschen haben die Rede von Präsident Michel Aoun am Donnerstagabend ausgebuht und gepfiffen und sangen weiterhin Parolen wie „Die Menschen wollen den Sturz des Regimes“. Der Al Nour-Platz der Stadt schien jedoch weniger belebt zu sein als in der Vorwoche. Die Website The National meldet, dass die Protestbewegung für Sonntag (3. November) einen „Marsch der Millionen“ vorbereite.
Der Fernsehsender Al-Manar teilte am Samstag mit, dass Twitter die meisten seiner Konten ohne Vorwarnung gesperrt habe.
Die Station sagte, dass ihre Konten rund 1 Million Anhänger haben. Der Sender steht der Hisbollah nahe. Die Demonstrationen auf dem zentralen Abdul-Hamid-Karami-Platz in Tripolis wurden am Samstag fortgesetzt, als Demonstranten aus verschiedenen Regionen mit Unterstützung der internen Sicherheitskräfte unter Sicherheitskontrolle von Armeeeinheiten an den Eingängen des Platzes eintrafen. Die Demonstranten marschierten auch durch die Straßen der Stadtteile Azmi und Nadim al-Jisr und hissten libanesische Flaggen und Transparente, um die „Verantwortlichkeit der Korrupten“ anzuklagen und die „Rückgabe von geplündertem Geld“ zu fordern. Das verarmte Tripolis, das für seinen Konservativismus bekannt ist, hat sich seit dem 17. Oktober zu „einem festlichen Zentrum für Antikorruptionsdemonstrationen“ im ganzen Libanon entwickelt, schrieb Al-Araby.
„Sonntag des Drucks“ und Gegendemonstrationen der Aoun-Bewegung (3. November)
Am Sonntag (3. November) werden auf den Straßen Beiruts zwei Demonstrationen erwartet, von denen eine Präsident Michel Aoun und seinen am vergangenen Donnerstag eingeleiteten Reformplan unterstützen soll, während in den Straßen der Innenstadt von Beirut und Tripolis unter dem Motto „Sonntag des Drucks“ mit einem gegensätzlichen Protest zu rechnen ist ein Ziel, die Volksbewegung fortzusetzen, die darauf abzielt, das sektiererische Regime zu stürzen. Bereits am Samstagabend hatten sich die Anhänger von Aoun und seiner Freien Patriotischen Bewegung in Baabda in der Nähe des Präsidentenpalastes versammelt.

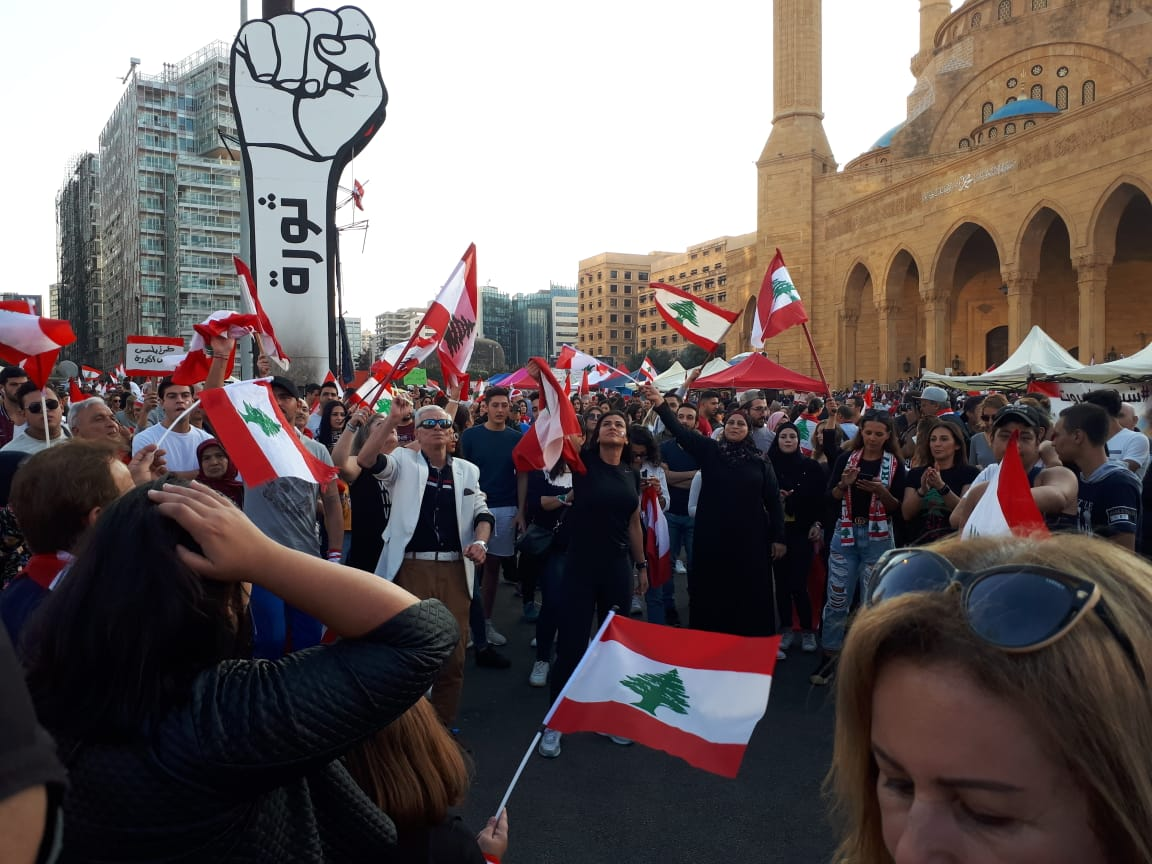
„Sonntag der Einheit“: Proteste in Beirut am 3. November 2019; auf der Faust steht „Revolution“. Im Hintergrund die Mohammed-al-Amin-Moschee

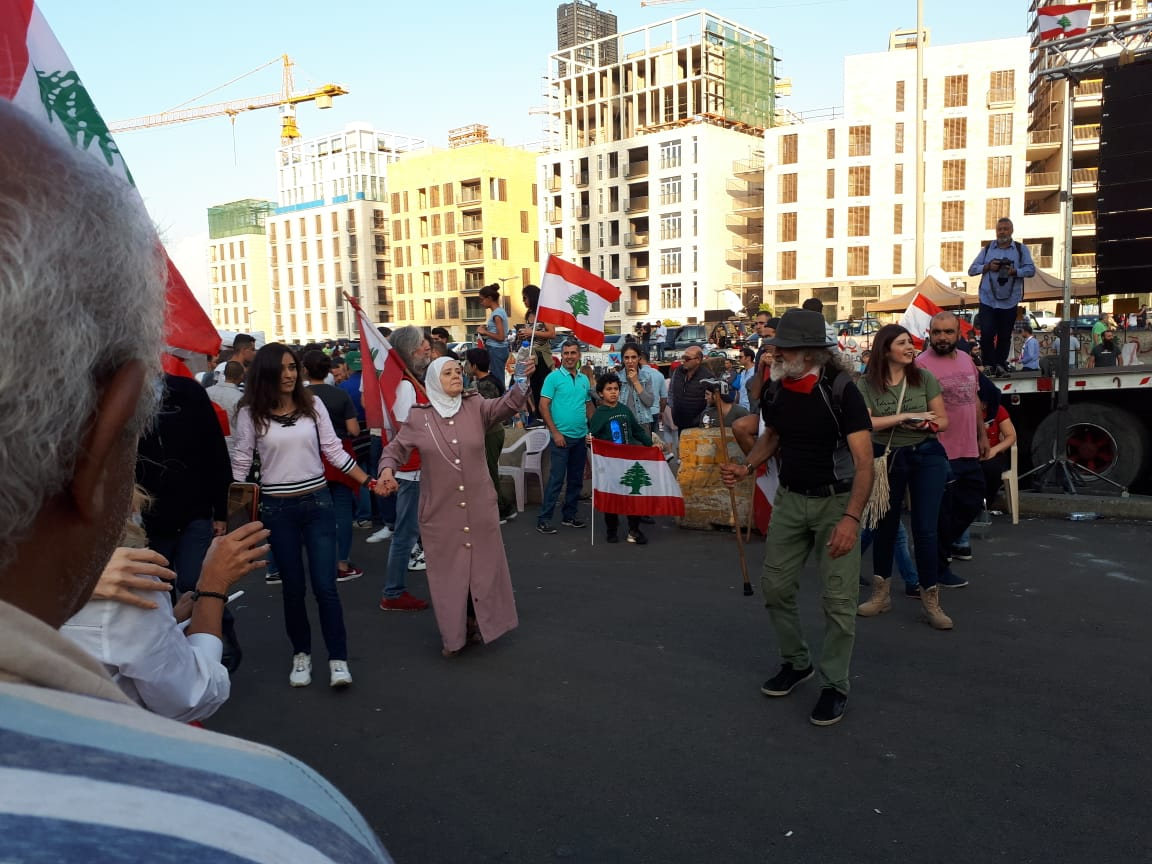
„Sonntag der Einheit“: Proteste auf dem Beiruter Märtyrerpletz, 3. November 2019

Tausende Libanesen haben sich in der Nähe des Präsidentenpalastes nach mehr als zweiwöchigen landesweiten Protesten gegen die herrschende Elite des Landes versammelt, um die Unterstützung des umkämpften Präsidenten Michel Aoun zu demonstrieren. Aouns Anhänger füllten am Sonntag eine zwei Kilometer lange Straße, die zum Palast in Baabda außerhalb von Beirut führte. Der Chef der Freien Patriotischen Bewegung und Außenminister Jebran Bassil bemerkte bei der Versammlung seiner Anhänger am Sonntag, dass das Volk „den Spieß umgedreht“ habe, als er politische Rivalen als „Korrupte“ und „Schläger“ kritisierte. „Wir hatten unsere Partner gewarnt, dass wir dieses Stadium erreichen würden, und die Leute (die an dem beispiellosen Volksaufstand teilgenommen hatten) handelten vor uns und drehten den Spieß um, und wir sind hier, um sie zu unterstützen“, sagte Bassil bei einer FPM-Kundgebung in der Nähe des Präsidenten-Palasts in Baabda. PSP-Parteichef Walid Dschumblat bezeichnete die Reden Präsident Aouns und des Chefs der Freien Patriotischen Bewegung, Jebran Bassil, als „leere populistische Positionen“.
Während am Sonntag Meldungen eintrafen, es werde bald ein „technisch-politisches“ Kabinett abermals unter Saad Hariri gebildet, ermahnte der maronitische Patriarch, Kardinal Beshara Boutros Rai am Sonntag Beamte und Politiker, das libanesische Volk nicht erneut zu enttäuschen und sie nicht zu zwingen, auf die Straßen und Plätze zurückzukehren. „Das Volk fordert eine neutrale Regierung libanesischer Persönlichkeiten, die für ihre moralischen Werte, ihre großen Errungenschaften und ihre Freiheit vom Geist der Sekten und ihrer politischen Zugehörigkeit bekannt ist.“, sagte Rai während des Sonntagsgottesdienstes im Kloster Bkerke. Die anwesenden libanesischen Jugendlichen forderte er „jede Ausrichtung abzulehnen, die die Einheit untergräbt, und mit Weisheit und Unterscheidungsvermögen gegenüber all jenen zu handeln, die sektiererische Spaltungen hervorrufen.“ „Die Würde des Libanon, seine Unabhängigkeit und Souveränität sind vor allem andere“, schloss der Patriarch.
Unterdessen versammelten sich Libanesen im ganzen Land am 3. November, dem dritten Sonntag und 18. Tag der regierungskritischen Proteste, diesmal unter den Mottos „Sonntag der Einheit“ und „Sonntag des Drucks“. Die Demonstranten in der Innenstadt sangen Protestsogans gegen Aoun und das politische Establishment des Landes und skandierten, „alle von ihnen“ sollten gehen. Es waren die größten Proteste in Beirut seit Dienstag (29. Oktober), als zahlreiche Anhänger der Hisbollah eine Sitzstreife gegen die Regierung durchsuchten und einige der Demonstranten verletzten.
Lange Demonstrationszüge aus den umliegenden Orten Bischarri, aus dem Distrikt Koura und aus Batrun trafen in Tripoli ein. Auch in anderen Landesteilen demonstrierten die Menschen den „Sonntag der Einheit“, wie in Sidon auf dem Elia-Platz, auf dem al-Alam-Platz in Tyros, auf dem al-Nour-Platz in Tripoli, in Baalbek in Zahlé und in Kfarremane bei Nabatäa.
In der Nacht zum 4. November wurden erneut Verbindungsstraßen blockiert, wie von Talabaya nach Saad Nayel, die Jal el-Dib Autobahn und die Beiruter Ringbrücke von Ashrafieh zur Hamra Straße. Die Demonstranten riefen für den Montag (4. November) zu einem Generalstreik auf und forderten die Regierung auf, den politischen Übergang nach dem Rücktritt von Premierminister Saad Hariri in der vergangenen Woche zu beschleunigen.
Nach Ansicht von Timour Azhari (Al Jazeera) liegt der Grund, dass weiterhin Tausende im libanesischen Tripolis protestieren, an der starken wirtschaftlichen Benachteiligung in der nördlichen Stadt; daher hätten die Einheimischen wenig Grund, zum normalen Leben zurückzukehren.
Zwei Journalisten der von der Hisbollah geführten Zeitung Al-Akhbar haben kürzlich ihren Rücktritt eingereicht; sie begründeten dies mit der Ablehnung der Position der Zeitung zu den landesweiten Demonstrationen. Es handelte sich um Mohammed Zbeeb, den Chefredakteur des Wirtschaftsressorts der Zeitung, und um die Journalistin Joy Slim. Sie schrieb auf ihrer Facebook-Seite:
„Die vergangenen Tage waren für mich entscheidend. Ich war enttäuscht, wie die Zeitung den Aufstand nach monatelanger (und vielleicht jahrelanger) Arbeit dokumentierte, um zu beweisen, dass dies geschehen musste. Sobald dies geschah, schloss sich die Zeitung schnell der Konterrevolution an und führte aufhetzerische Verschwörungen und Gerüchte ein, die das Geschehen auf der Straße und den Angriff von „Bürgern“ (wie al-Akhbar sie auf Facebook nannte) auf die Demonstranten anfachten.“
Es sei bemerkenswert, dass viele Artikel des Chefredakteurs der Zeitung al-Akhbar, Ibrahim al-Amin, den Aufstand vom 17. Oktober als „verdächtig und von ausländischen Botschaften finanziert“ betrachteten.
In den frühen Morgenstunden des Montags traten jedoch neue Straßensperren in Beirut und im ganzen Land auf, die die Hauptverkehrsadern, einschließlich der Hauptküstenautobahn nördlich und südlich der Hauptstadt, betrafen. Die Schulen haben ihre Pläne zur Wiedereröffnung abgesagt und befinden sich nun in ihrer dritten Schließungswoche. Die Demonstranten versprachen, ihre Straßenblockaden aufrechtzuerhalten, bis alle ihre Forderungen erfüllt sind, einschließlich der Bildung einer technokratischen Regierung. Der Slogan lautete: „Diese Revolution kennt keinen Schlaf, bildet heute eine neue Regierung!“ „Die Machthaber meinen es nicht ernst mit der Bildung einer neuen Regierung“, sagte ein 30-jähriger Demonstrant, der eine Straße blockierte, die die Hauptstadt mit der südlichen Stadt Sidon verbindet. Erstmals kam es auch im Dorf Baaklin im Verwaltungsdistrikt Chouf zu Protesten, wo Demonstranten Straßen blockierten und die lokale Bankfiliaie belagerten.
Im Ort Zgharta östlich von Tripoli veranstalteten Bewohner einen Schweigemarsch.

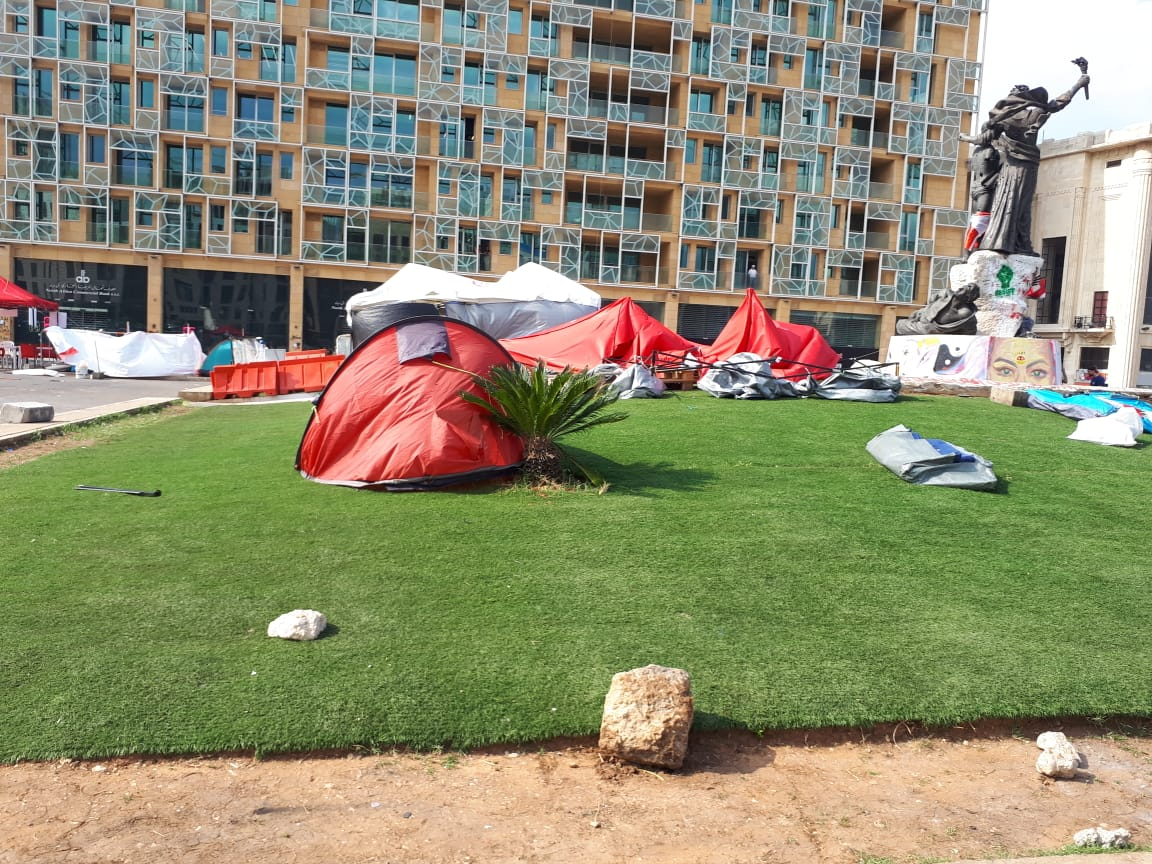
Zeltlager der Demongtranten auf dem Beiruter Märtytreplatz während der Proteste im November 2019

Kata’ib-Parteichef Sami Gemayel sagte am Montag, der Libanon brauche eine unabhängige neutrale Regierung und keine techno-politische. „Das Kabinett muss spezialisierte Minister umfassen, die in der Lage sind, vorgezogene Parlamentswahlen zu organisieren“, fügte Gemayel während einer Pressekonferenz hinzu. Der Politiker sagte: „Es ist beschämend, auf die Niederlage des Volkes zu wetten.“ Berichten zufolge hatte sich Hariri am Montagnachmittag in seiner Residenz mit Minister Gebran Bassil getroffen. Die Konsultationen finden außerhalb der Medienberichterstattung statt, „da die Situation kritisch ist und die Suche nach Lösungen im Gange ist, damit das Land nicht zusammenbrechen kann“, so Arab News. Protestierende gegen die Regierung stießen mit Sicherheitskräften zusammen, als Demonstranten am Montag auf die Straße gingen und erneut Straßen im gesamten Libanon blockierten.
20. Tag der Proteste – Fortsetzung der Straßenblockaden
Am Dienstag (5. November) blockieren Demonstranten den Eingang des MTC-Gebäudes im Gemmayzeh-Viertel Beiruts, MTC (touch) ist einer der beiden Mobilfunk- und Datenbetreiber im Libanon. Andere Demonstranten gingen zum Firmensitz in Corniche al-Nahr und schlossen das Haupttor, um die Senkung der Kosten für Telekommunikationsdienste zu fordern. Aus Protest gegen die Politik der Bank haben sich zahlreiche Demonstranten vor der Zentralbank in Nabatieh versammelt und die Entlassung ihres Gouverneurs Riad Salameh gefordert, wie am Dienstag berichtet wurde.
Am 20. Tag des Aufstands eröffneten die libanesische Armee und die Demonstranten am Dienstag einige Hauptstraßen im ganzen Land. Andere Demonstranten weigerten sich jedoch, Straßen freizugeben, um die Politiker weiterhin unter Druck zu setzen, schnell eine technokratische Regierung zu bilden. Die libanesischen Streitkräfte arbeiteten am Dienstag an der Wiedereröffnung der Autobahn in der Region Zouk Mosbeh in beide Richtungen. Während der Mission kam es zu einem Zusammenstoß zwischen den Streitkräften und den Demonstranten, die sich weigerten, die Straße zu öffnen, was zu Festnahmen führte. Die Demonstranten verhandelten dann mit der Armee, um die verhafteten Personen freizulassen. Eine Reihe von Studenten veranstaltete ein Sit-In vor dem Campus der American University of Science and Technology, Beirut-Aschrafiyya, wo sie versuchten, die Universität zu schließen. Es kam zu einem Zusammenstoß mit der libanesischen Armee und den Sicherheitskräften, die versuchten, die Demonstranten vom Campus fernzuhalten, und die Medien daran hinderten, zu filmen. Demonstranten in Baalbek veranstalteten ein Sit-in auf dem Khalil Mutran-Platz, wo sie libanesische Flaggen und Transparente mit Anti-Korruptions-Parolen hissten. Sicherheitskräfte versuchten am Abend, eine Reihe von Demonstranten daran zu hindern, in die Bucht von Zaitouna in Beirut zu gelangen.
Die internationale Ratingagentur Moody’s hat am Dienstag die Emittentenratings des Libanon von Caa1 auf Caa2 herabgestuft. „Die Herabstufung auf Caa2 spiegelt die erhöhte Wahrscheinlichkeit einer Umschuldung oder eines anderen Haftungsmanagements wider, die nach Moody's Definition einen Ausfall darstellen kann, seit die Überprüfung der Herabstufung der Caa1-Ratings Anfang Oktober eingeleitet wurde“, gab die Agentur bekannt.
Libanesische Demonstranten haben begonnen, Regierungsinstitutionen in der Hauptstadt Beirut und anderen Städten zu umzingeln; so kam es am Mittwoch (6. November) zu einer Demonstration von Studenten vor dem Kultusministerium, bei der die Nationalhymne gesungen wurde. Man versucht, an staatlichen Standorten Sitzstreiks durchzuführen, um den Druck auf das politische Establishment aufrechtzuerhalten, schrieb Al Jazeera. Derweil kursierte im Internet eine Audioaufnahme über WhatsApp, die Mona Wazen, Direktorin des Collège Notre Dame Des Soeurs Salvatoriennes in Aabra (nahe Sidon), ihren Schülern schickte. Darin drphte sie, ihre Schüler von der Schule zu suspendieren, sollten sie an den landesweiten Protesten teilnehmen.

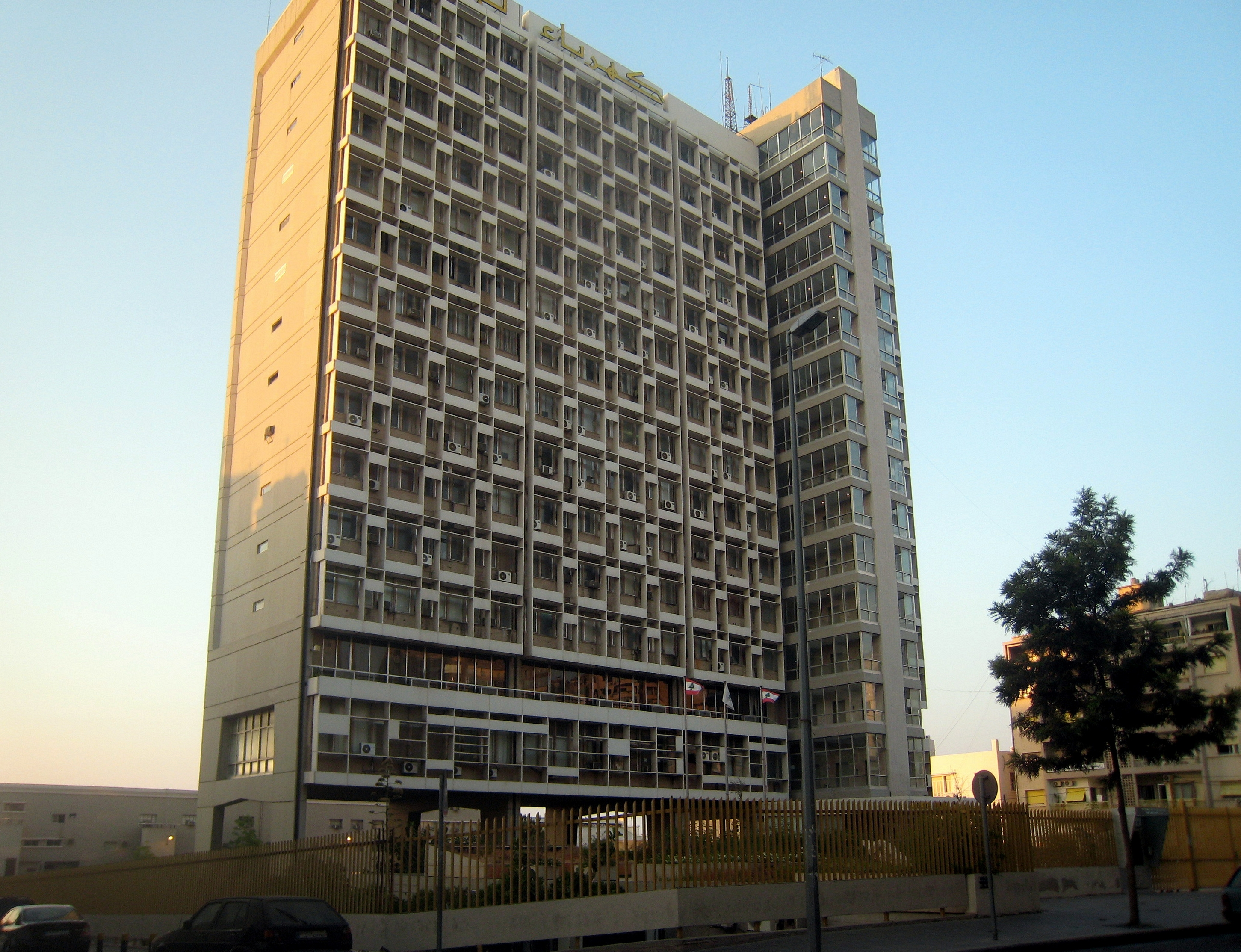
Das EDL-Gebäude in Beirut

Aktivisten protestierten am Mittwoch vor dem Gebäude des Mobilfunkunternehmens Alfa in Dekwaneh;
andere Die Demonstranten blockierten das Gebäude der Electricité du Liban (EDL) in Akkar. Eine weitere Gruppe veranstaltete am Mittwoch ein Sit-In vor der Zentralbank im Beiruter Stadtteil Hamra. Hunderte von Schülern führten am Mittwoch Demonstrationen im ganzen Libanon durch und weigerten sich, zum Unterricht zurückzukehren. Bei dem größten von Schülern geführten Protest strömten Menschenmengen auf einen zentralen Platz in der südlichen Stadt Sidon, um eine bessere öffentliche Bildung und mehr Beschäftigungsmöglichkeiten für Schulabgänger zu fordern, berichtete die staatliche National News Agency.
Tausende Frauen versammelten sich am Mittwochabend in der Nähe des Regierungssitzes auf dem Riad al-Solh-Platz in Beirut und trugen Kerzen, von denen einige auf Kasserollen schlugen. „O patriarchalische Mächte, die Rechte der Frauen sind keine Fußnote“, riefen sie.
In anderen Landesteilen gaben einige Bürger auf ihren Balkonen ähnliche Solidaritätsbekundungen ab. Im Viertel Ramlet al-Bayda an der Küste von Beirut stießen Sicherheitskräfte und Aktivisten zusammen, nachdem Demonstranten versucht hatten, in das Resort Eden Bay einzudringen; sie prangerten die illegale Privatisierung von öffentlichem Eigentum an.

## Vierte Woche (ab 7. November)

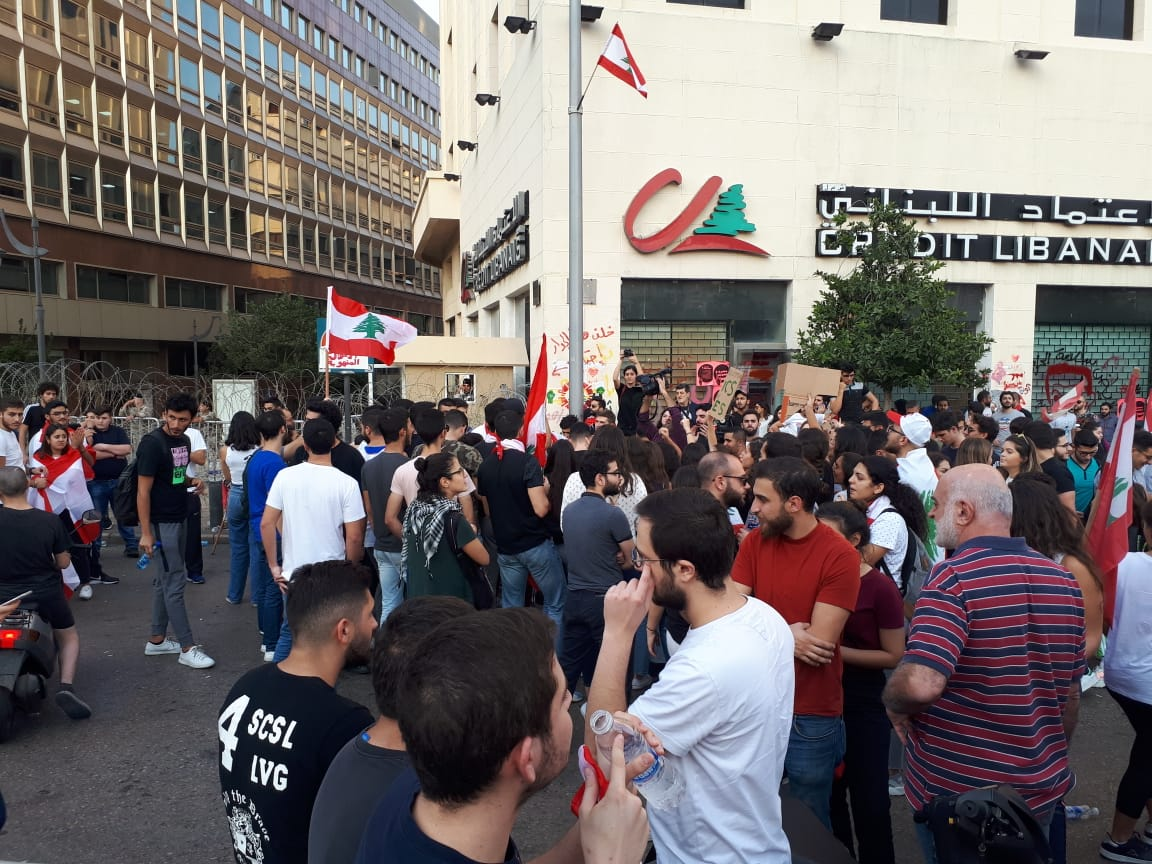
Demonstranten vor einer Filiale der Credit Libanais am 7. November 2019

Tausende Studenten verließen am Donnerstag (7. November) zum zweiten Mal die Universitäten und die Schule und nahmen an landesweiten Demonstrationen teil, die am 22. Tag gegen eine korrupte politische Klasse stattfanden. In Tripolis, wo die Mobilisierung seit dem Ausbruch der Proteste am 17. Oktober umfassend war, planten Demonstranten, die riesigen Porträts oder Politiker, die in allen Gebäuden der Stadt verputzt waren, niederzureißen bzw. zu übermalen. Tausende Studenten und Gymnasiasten strömten in die Straßen von Beirut und anderen Städten, um die Proteste zu verstärken. Eine Reihe von Demonstranten veranstaltete am Donnerstagabend ein Sit-In vor dem Wohnsitz des ehemaligen Premierministers Fouad Siniora in der Bliss-Straße in Hamra, Beirut, während andere vor seinem Wohnsitz in Sidon ein Sit-in veranstalteten. Die Demonstranten forderten die Rückforderung der gestohlenen öffentlichen Gelder und die strafrechtliche Verfolgung aller korrupten Beamten. Später schlossen sich eine Reihe von Anhängern der Freien Patriotischen Bewegung dem Protest in Hamra an. Eine Reihe von Bürgern setzte sich vor der Residenz des ehemaligen Ministers Nouhad al-Mashnouq im Beiruter Stadtteil Koraytem auf die Straße, wo sie mit ihren Fahrzeugen die Straße blockierten.
Laut Asharq al-Awsat soll die neue Regierung im Zuge ausgedehnter Treffen zwischen parlamentarischen Blöcken Gestalt annehmen, auch um festzulegen, ob das Kabinett ausschließlich aus Technokraten oder Vertretern der wichtigsten politischen Blöcke zusammen mit Technokraten bestehen soll. Die Quellen gingen davon aus, dass diese Vorschläge innerhalb der nächsten 48 Stunden ausgearbeitet werden könnten, und fügten hinzu, dass die laufenden Bemühungen mit einer Gruppe von Vertretern der Zivilgesellschaft koordiniert würden, die ihre Offenheit für den Dialog zum Ausdruck brachten. Ärzteverbände forderten am Donnerstag Krankenhäuser und Ärzte auf, nächste Woche gegen die Verschlechterung des Sektors zu streiken, da der Staat seine Beiträge nicht entrichtet hat.

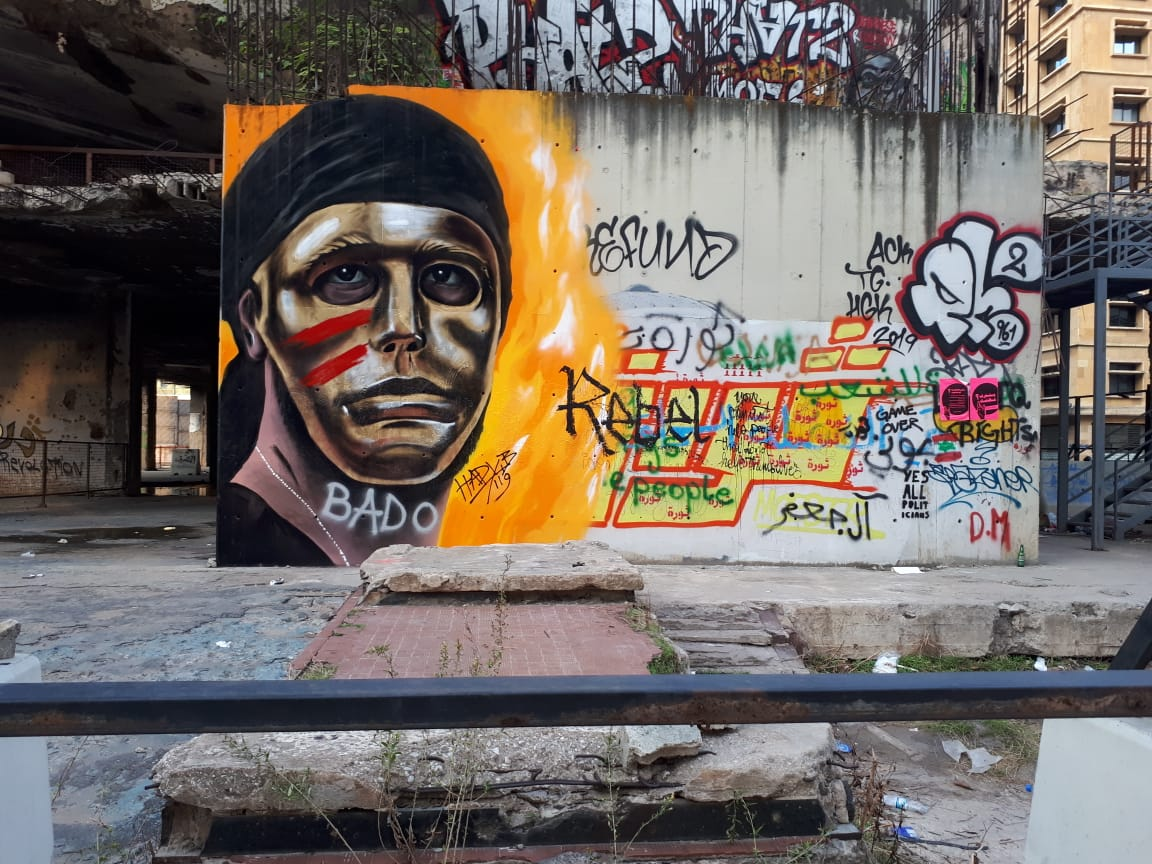
Graffiti in Beirut (Aufnahme vom 6. November 2019)

Die Finanzstaatsanwaltschaft des Libanon hat am Donnerstag umfassende Ermittlungen in Bezug auf Korruptionsverdacht und Verschwendung öffentlicher Gelder durch hohe Beamte angeordnet, berichtete die staatliche Nationale Nachrichtenagentur. Finanzstaatsanwalt Ali Ibrahim hat Ermittlungen gegen Chef der Zollbehörde Badri al-Daher wegen des Verdachts auf „Verschwendung öffentlicher Gelder“ eingeleitet, berichtete die NNA. Er habe eine Untersuchung „aller Minister aufeinanderfolgender Regierungen seit 1990“ angeordnet. Fahrzeuge standen am Donnerstag an den Tankstellen in Beirut und Sidon an, nachdem die Tankstellenbesitzer angekündigt hatten, dass sie aufgrund einer erneuten Dollar-Wechselkurskrise bald keine Lagerbestände mehr haben würden. Unterdessen gingen die Beratungen zur Ernennung des neuen Kabinetts und des neuen Ministerpräsidenten weiter, teilte der geschäftsführende Ministerpräsident Saad Hariri am Donnerstag nach einem Treffen mit Präsident Michel Aoun mit.
Am Freitag (8. November) gingen die Proteste vor staatlichen Einrichtungen und Unternehmen weiter; Demonstranten versammelten sich in Beirut erneut vor dem EDL-Gebäude, der libanesischen Post, der Telefongesellschaft Ogero und der Filiale der Zentralbank in Jounieh. Eine Gruppe von Demonstranten traf am Freitag im Gebäude des Nationalen Sozialversicherungsfonds in Jounieh ein, um die Tore zu blockieren und die Mitarbeiter daran zu hindern, ihre Büros zu betreten. Am Freitag schossen Proteste in verschiedenen Landesteilen in die Höhe. Studenten, pensionierte Soldaten und Aktivisten marschierten vom Beiruter Märtyrerplatz zum Hafen von Beirut, um gegen die „Verschwendung öffentlicher Gelder“ zu protestieren. Andere führten Sit-ins in der Nähe der staatlichen Institutionen in Dekwaneh, Jounieh, Hasbaya, Zahlé, Jbeil und anderen Teilen des Landes durch. In der östlichen Stadt Baalbek versammelten sich die Studenten auf dem Hauptplatz und marschierten zu den örtlichen Banken in der Gegend; die Zentralbank des Landes wird beschuldigt, die Wirtschaftskrise angeheizt zu haben.
Der Rechtsanwalt Marwan Salam erklärte am Freitag, er habe eine Klage gegen Außenminister Gebran Bassil eingereicht, in der er der Veruntreuung öffentliche Gelder, Geldwäsche, unerlaubter Bereicherung und Unterschlagung beschuldigt wurde.
Einer der wichtigsten christlichen Politiker des Landes, Samir Geagea (FL) warnte am Freitag vor sozialen Unruhen, wenn die Grundgüter knapp werden. Er meinte, der einzige Ausweg aus der Krise sei die Bildung einer kompetenten, von politischen Parteien unabhängigen Regierung, wie es Demonstranten forderten. Geagea stellte fest, dass die Gespräche über eine neue Regierung bislang nichts gebracht hatten; vielmehr handelten seiner Ansicht nach die Politiker so, als hätte sich nichts geändert, seit die Proteste am 17. Oktober das Land erfasst hatten. Geagea meinte, die finanzielle Situation des Landes sei „sehr, sehr heikel“ geworden. „Ich mache mir Sorgen, dass der erforderliche Kredit für den Kauf von Benzin oder für den Kauf von Waren aus dem Ausland nicht bereitgestellt wird“, sagte er. Dies würde seiner Ansicht nach zu großen Unruhen in der Gesellschaft führen. Geagea beschuldigte die Hisbollah, versucht zu haben, eine Regierung zu bilden, die der scheidenden Regierung ähnelte, unter anderem, indem sie auf der Aufnahme ihres christlichen Verbündeten Gebran Bassil bestand. Wäre Hariri in der Lage, eine unabhängige Regierung zu bilden, würden ihn die libanesischen Streitkräfte als ihren Premierminister unterstützen, sagte Geagea.
Auch am 24. Tag der Proteste (9. November) kam es zu Demonstrationen in der Stadt Qab Elias im Gouvernement Bekaa, in Tyros und anderen Orten des Landes. Eine Reihe von Studenten marschierten am Samstag durch die verschiedenen Straßen des Libanon und sangen Parolen, um die Bildung einer neutralen Regierung zu beschleunigen, die Korruption zu verfolgen und geplünderte öffentliche Gelder zurückzuerhalten. Am Samstag schlossen sich zum ersten Mal auch Schüler aus der südlichen Stadt Tyrus den Protesten an; sie sangen „Revolution, Revolution“, drückten den Zorn angesichts einer zunehmenden Arbeitslosigkeit aus und forderten neue Lehrpläne und soziale Rechte.

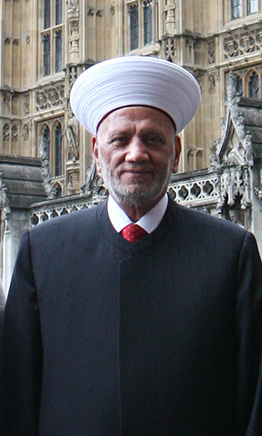
Der Großmufti, Scheich Abdullatif Deryan (2016)

Der Großmufti der Republik, Scheich Abdullatif Deryan, forderte am Samstag die politischen Autoritäten des Landes auf, den „Forderungen der Menschen“ im Rahmen landesweiter Proteste gegen die politische Klasse zuzuhören. „Es ist Zeit, auf die Forderungen der Menschen und auf ihren freien nationalen Willen zu reagieren. Es ist Zeit, dass die Menschen ihr Vertrauen in den Staat und seine Verwaltungseinrichtungen zurückgewinnen. Es ist Zeit, die Grundsätze der Demokratie zu respektieren.“ sagte in einer Nachricht anlässlich des Geburtstages des Propheten Mohammed. „Ich fordere die Verantwortlichen auf, eine Regierung mit kompetenten Fachleuten zu bilden und unverzüglich mit der Umsetzung des Reformpapiers von Premierminister Hariri zu beginnen, um die Probleme des Landes anzugehen.“ Schließlich forderte Deryan die politische Klasse auf, „sich über ihre persönlichen Interessen und engen Kalkulationen für Land und Leute zu erheben“.
Der Direktor des Verbraucherschutzes im Wirtschaftsministerium, Tarek Younes, sagte, dass nach Patrouillen der Inspektoren des Ministeriums die Preise für Konsumgüter und Dienstleistungen um 6 bis 8 Prozent gestiegen seien, berichtete Asharq Al-Awsat Samstag.
Darüber hinaus erklärte Nabil Fahd, Vorsitzender des Supermarktbesitzerverbandes, der Tageszeitung: „Der Preisanstieg bei einigen Konsumgütern hängt mit mehreren Problemen zusammen, die vor der Dollarkrise auftraten.“
Der 25. Tag der Proteste – „Sonntag der Beharrlichkeit“
Am Sonntagmorgen, dem 25. Tag in Folge des landesweiten Aufstands, setzten Studenten und Bewohner mehrerer Städte ihre Proteste fort; Demonstranten positionierten sich vor dem Flughafen Kleiat in Akkar und fordern dessen Wiedereröffnung. Tausende libanesische Mütter und andere Bürgerinnen veranstalteten am Sonntag eine Kundgebung der Kampagne „Meine Nationalität, meine Würde“, bei der sie von außerhalb des Innenministeriums in Hamra zum Riad al-Solh-Platz marschierten. Die Demonstrantinnen forderten die Gewährleistung des Rechts der libanesischen Frauen, ihre Staatsangehörigkeit an ihre Kinder weiterzugeben. Weitere Protestkundgebungen gab es vor den Ruinen von Baalbek, in Tripolis, wo Demonstranten Sitzstreiks vor den Häusern der Politiker veranstalteten und im Beiruter Resort Zaitouna Bay, wo die versammelten Demonstranten unerlaubter Weise ins Wasser sprangen. Unter dem Slogan Sonntag der Beharrlichkeit fand am Nachmittag eine Kundgebung auf dem Beiruter Märtyrerplatz statt. Die Demonstranten prangerten am Sonntag die anhaltende Verzögerung bei der Festlegung eines Termins für die verbindlichen parlamentarischen Konsultationen zur Ernennung eines neuen Ministerpräsidenten an.
Der maronitische Patriarch Kardinal Béchara Pierre Raï sagte bei der Sonntagsmesse in Bkerke in seiner Predigt, er bedaueredie Hindernisse für die Regierungsbildung, die das Vertrauen der Bevölkerung gewannen. Laut Raï werde diese Verzögerung zum Zusammenbruch und zum Sturz des Staates führen. Subhi at-Tufaili, der frühere Generalsekretär der libanesischen Hisbollah, eine wichtige Verbündete des Iran, kritisierte den höchsten iranischen Führer Ali Chamene’i am Sonntag dafür, hinter der Korruption im Libanon und im Irak zu stehen, wo Anti-Regierungs- und Korruptionsproteste andauern. Subhi at-Tufaili kritisierte auch, dass die friedlichen Demonstranten im Libanon von Anhängern der Hisbollah und der Amal-Bewegung angegriffen wurden und behauptete, die Angreifer seien mit dem iranischen Obersten Führer verbunden. Er beschuldigte iranisch unterstützte Gruppen im Libanon, seit 1972 für Ungerechtigkeit und Plünderungen im Libanon verantwortlich zu sein, und Khamenei Hätte Geld ausgegeben, um während des syrischen Bürgerkriegs Medien zu seinen Gunsten zu kaufen.

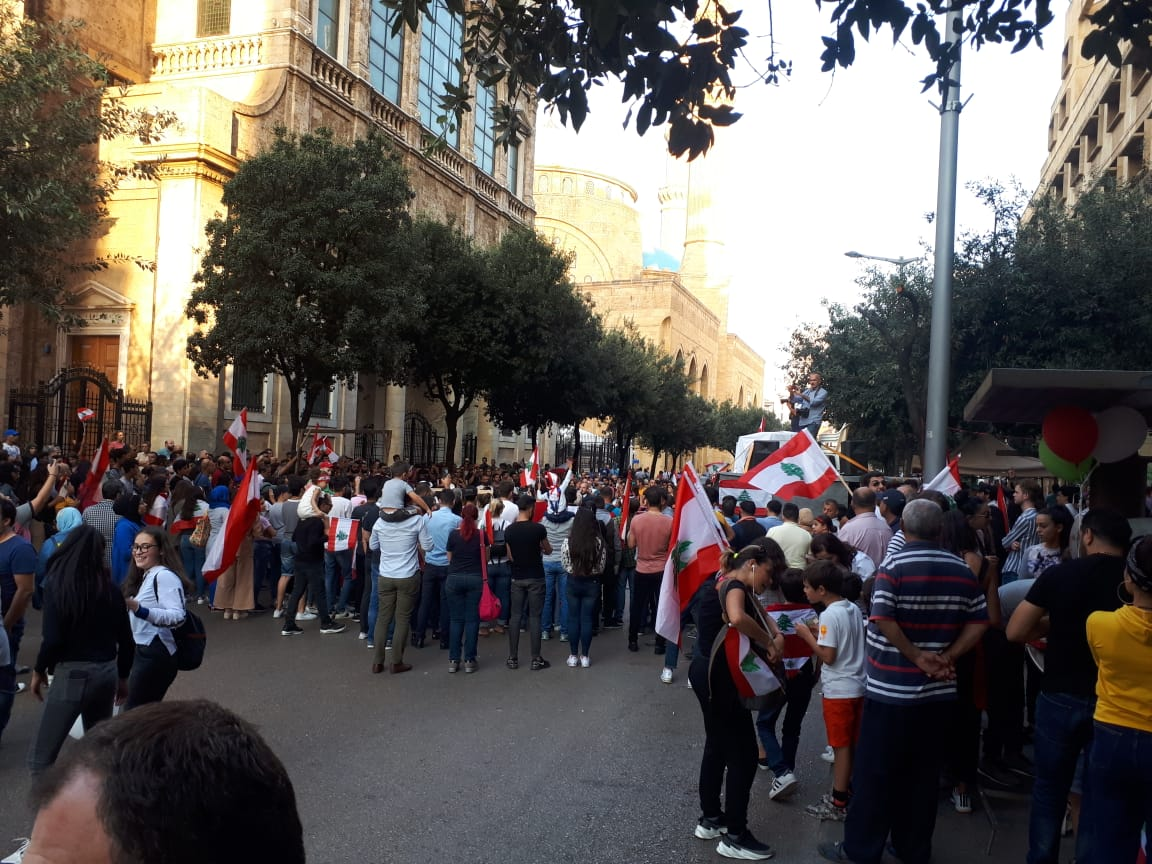
Proteste in der Beiruter Innenstadt vor der maronitischen St. George Kirche, 10. November 2019

Auch am 26. Tag in Folge setzten sich am Montag (11. November) die Demonstrationen gegen die herrschende Klasse im Libanon fort; Demonstranten schliefen in Zelten vor dem staatlichen Hauptquartier von Electricité du Liban in Corniche al-Nahr und forderten 24-Stunden-Strom. Aufgrund des veralteten Stromnetzes, der grassierenden Korruption und des Mangels an Reformen ist die Stromversorgung seit dem libanesischen Bürgerkrieg von 1975 bis 1990 weit hinter der steigenden Nachfrage zurückgeblieben. In Kaslik nördlich von Beirut versperrten Universitätsstudenten vor der Universität St. Esprit die Eingänge zur Einrichtung.
Der maronitische Patriarch Bechara Rahi betonte am Montag (11. November), dass es inakzeptabel sei, dass Politiker „den Staat in Geiselhaft zugunsten einer Person oder einer Gruppe halten, egal wie wahnhaft sie von ihrer Stärke und Macht sind.“ Die Menschen hätten in ihrem Aufstand gezeigt, dass ihre Zugehörigkeit zur Staatsbürgerschaft jeder anderen Zugehörigkeit überlegen ist, und haben daher die Grundlage wiederbelebt, auf der das libanesische Regime ursprünglich beruhte, d. h. Staatsbürgerschaft und nicht Religion, fügte er hinzu. Seiner Ansicht nach würden die Libanesen eine neutrale Regierung fordern, die frei von Politikern und Parteien ist, um die notwendigen Reformen der Infrastruktur durchführen, die Korruption bekämpfen und die öffentlichen Ausgaben kontrollieren zu können.
Der Patriarch bedauerte, dass bestimmte Seiten sich immer noch nicht mit der Stimme der Jugend und des Volkes und dem Zusammenbruch des Staates befassen und damit den Aufstieg in eine vielversprechendere Zukunft behindern.
Debatte um ein Amnestiegesetz im Libanon
Das vorgeschlagene Amnestiegesetz im Libanon würde laut Transparency International die Rechenschaftspflicht schwächen und die Staatseinnahmen verringern. Das vorgeschlagene Gesetz sage zwar Nein zur Korruption, widerspreche jedoch der Verpflichtung des libanesischen Staates, Korruption, Steuerhinterziehung, Geldwäsche und unerlaubte Bereicherung einzudämmen, so die NGO. Es gefährde auch einen großen Teil der dringend benötigten Staatseinnahmen und trage in keiner Weise zur Wiederherstellung des Vertrauens zwischen Bürgern und politischen Behörden bei. Nach drei Wochen ununterbrochener Proteste der Bevölkerung, die Maßnahmen gegen Korruption und ernsthafte Reformen der nationalen Finanzpolitik fordern, werde dies nur zu Verwirrung und weiteren Unruhen führen. Wohl nicht zuletzt wegen der massiven Kritik an dem geplanten Amnestiegesetz hat Parlamentspräsident Nabih Berri am Montag die für Dienstag geplante Legislatursitzung unter Berufung auf „Sicherheitsbedenken“ um eine Woche verschoben, als er einige Demonstranten beschuldigte, den Zustand des „politischen Vakuums“ im Land zu verlängern.

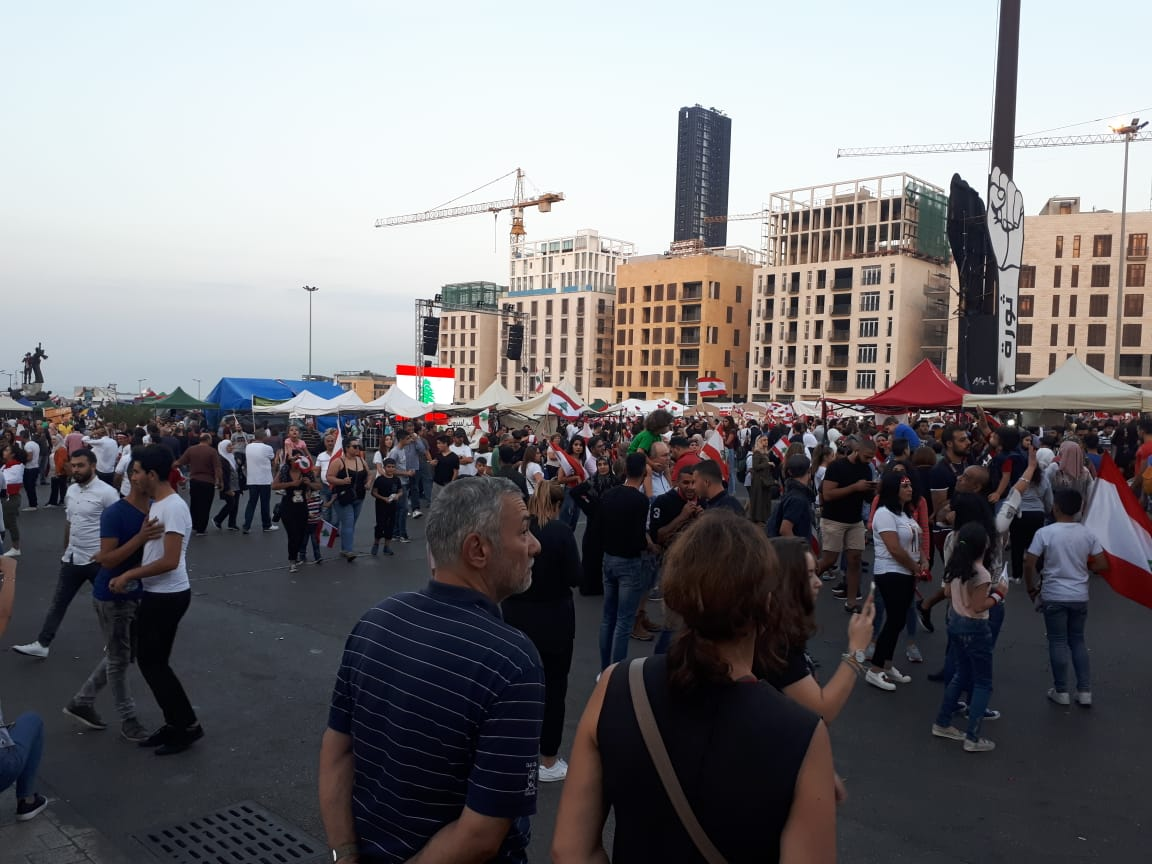
Demonstration auf dem Beiruter Märtyrerplatz am 10. November 2019

Für den Dienstag (12. November) ist eine „vollständige Lahmlegung“ des Landes angekündigt; Banken, Schulen und Universitäten sollen geschlossen werden, und Demonstranten wollen erneut landesweit Straßen sperren. Vor dem Justizministerium und dem Justizpalast in Beirut versperrten Demonstranten mit einem Sit-in die Eingänge. „Die libanesische Regierung ist vor 13 Tagen zurückgetreten, und die politische Klasse hat die Tatsache ignoriert, dass das Land mehr als nur eine Geschäftsführende Regierung braucht und erneut auf den Zeitfaktor spielt, während sie vergisst, dass der Libanon keinen Luxus für Zeitverschwendung hat“, so ein Kommentar des TV-Senders LBCI am 12. November.
Erster Todesfall (12. November)
Am Dienstag wurde ein Demonstrant nach einer Auseinandersetzung mit libanesischen Soldaten in der Nähe von Beirut erschossen. Die Schießerei in Khaldeh südlich der Hauptstadt war die erste ihrer Art in fast vier Wochen landesweiter Proteste gegen die herrschende Elite. Der Mann, der getötet wurde, war ein Mitglied der PSP, angeführt von Drusenführer Walid Jumblat. In einer Erklärung teilte die Armee mit, ein Soldat habe das Feuer eröffnet, um Demonstranten zu zerstreuen, die eine Straße in Khaldeh blockierten und eine Person verwundeten. Der Soldat wurde festgenommen und der Vorfall untersucht. In Beirut kam es bis spät in die Nacht zu Spannungen; im Cola-Viertel im Beiruter Stadtteil Mala’ab warfen Dutzende Männer Steine auf Soldaten und einen Panzer.
Die Eskalation entstand, nachdem Präsident Aoun in einem Fernsehinterview angedeutet hatte, dass es keinen Durchbruch bei den Gesprächen über die Bildung einer neuen Regierung als Nachfolger des Koalitionskabinetts von Saad Hariri gegeben habe. Aoun sagte auch, dass eine rein technokratische Regierung, wie von vielen in der führerlosen Protestbewegung gefordert, nicht in der Lage sein würde, den Libanon zu regieren, weshalb sie Politiker einbeziehen sollte. An die Demonstranten gerichtet sagte er: „Wenn Sie so weitermachen, werden Sie den Libanon und Ihre Interessen angreifen. Wir arbeiten Tag und Nacht, um die Situation in Ordnung zu bringen. Wenn sie weitermachen, gibt es eine Katastrophe. Wenn sie aufhören, ist immer noch Platz für (uns), um Dinge zu reparieren:“
Wütende Demonstranten blockierten am Dienstagabend die Straßen im Libanon, nachdem Präsident Michel Aoun sie aufgefordert hatte, vier Wochen Demonstrationen zu beenden und nach Hause zu gehen. Die Demonstranten haben am Dienstagabend die Beiruter Ringbrücke mit brennenden Reifen blockiert. Aoun warnte die Demonstranten davor, ihr Geld von den Banken abzuheben, und versprach, dass die Gelder „garantiert“ werden. Die Banken sollten am Dienstag nach einer dreitägigen Schließung wieder öffnen, blieben jedoch geschlossen, nachdem die Mitarbeiter in den Streik getreten waren, und einige klagten über aggressives Verhalten der Kunden. Libanesische Demonstranten blockierten am Mittwoch (13. November) erneut Autobahnen mit brennenden Reifen und Straßensperren. Schulen und Universitäten haben am Mittwoch geschlossen, ebenso die Banken – „ein Spiegelbild der sich verschärfenden politischen und finanziellen Krise, mit der das kleine Land konfrontiert ist.“

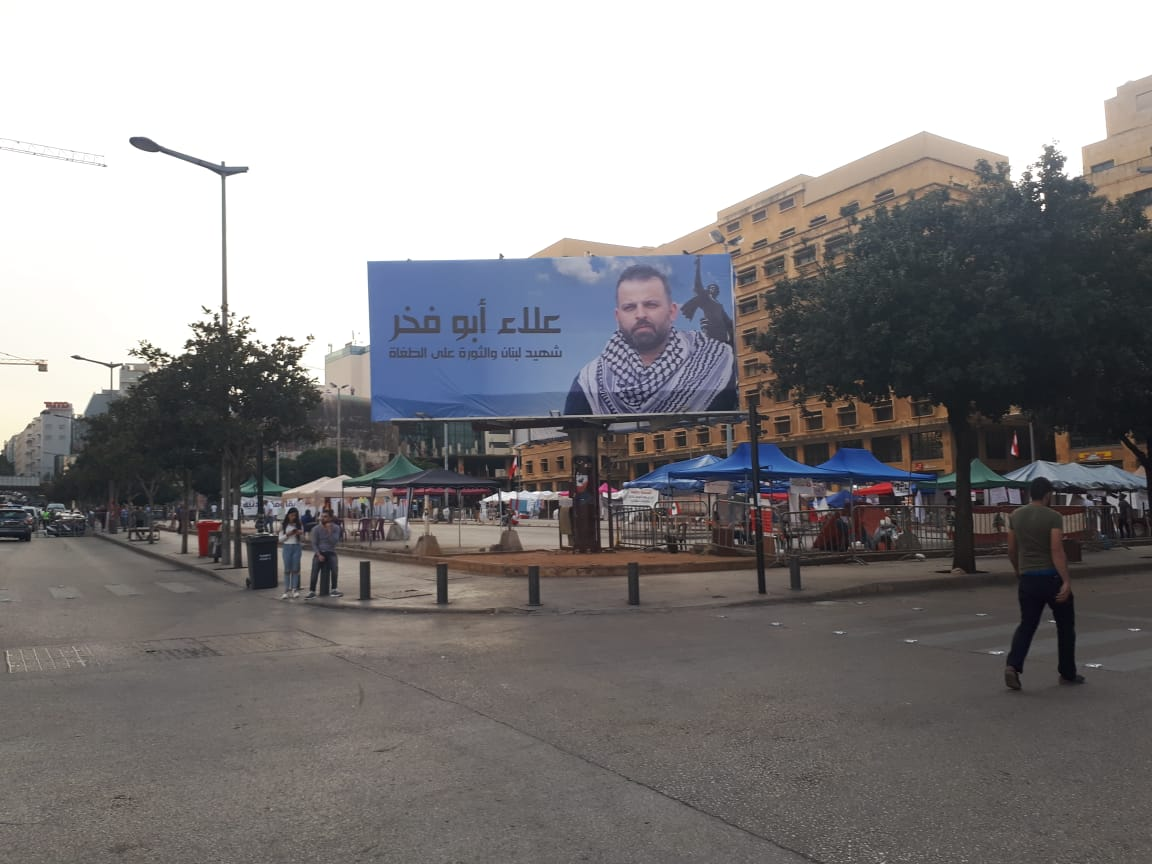
Banner mit dem Bild Alaa Abou Fakhers auf dem Beiruter Märtyrerplatz

Der Stellvertretende Vorsitzende der PSP in Chouaifet El Aamroussieh, Marwan Abou Fara, rief das tote Parteimitglied Alaa Abou Fakher zum Märtyrer aus und forderte die Bürger auf, zu seiner Beerdigung zu kommen. Fakher war Mitglied des Gemeinderats in Chouaifet El Aamroussieh. Die Demonstranten in Tripoli ehrten Fakher mit einem Mauerporträt am Al-Nour-Platz; Das Bild schufGhayath al-Rawbeh, ein palästinensischer Flüchtling. Indessen wurde die Straße im Raum Khaldeh von Demonstranten gesperrt.
PSP-Parteichef Walid Jumblat nannte den getöteten Demonstranten Alaa Abu Fakher am Mittwoch „den Märtyrer der libanesischen Revolution und der PSP“; der beste Weg, ihn zu ehren, twitterte Jumblat, sei „die Aufrechterhaltung der friedlichen Revolution, ohne Spannung, Aufruhr oder enge Parteilichkeit.“ Die Protestbewegung habe alle Grenzen gesprengt, die Libanesen vereint und „Alaa war an der Spitze“, fügte der PSP-Führer hinzu. Demonstranten in den libanesischen Regionen zündeten Kerzen an, um den Märtyrer der Revolution, Alaa Abou Fakher, zu ehren, der am Dienstagabend bei einem Zusammenstoß getötet wurde, der während einer Demonstration in der Region Khaldeh ausbrach. Tausende Menschen versammelten sich am Mittwochabend auf der Autobahn in Khalde, um Alaa Abou Fakher ihren Respekt zu zollen. Der Sarg des zum Revolutionsmärtyrer erklärten Alaa Abou Fakher traf am Mittwochabend auf dem Beiruter Riad al-Solh-Platz ein, wo die Demonstranten ihn trugen und regimekritische Parolen sangen, um den Vorfall zu verurteilen, der ihm das Leben kostete. Auch die Nationalhymne und andere patriotische und revolutionäre Lieder wurden gespielt.

## Fünfte Woche (ab 14. November)

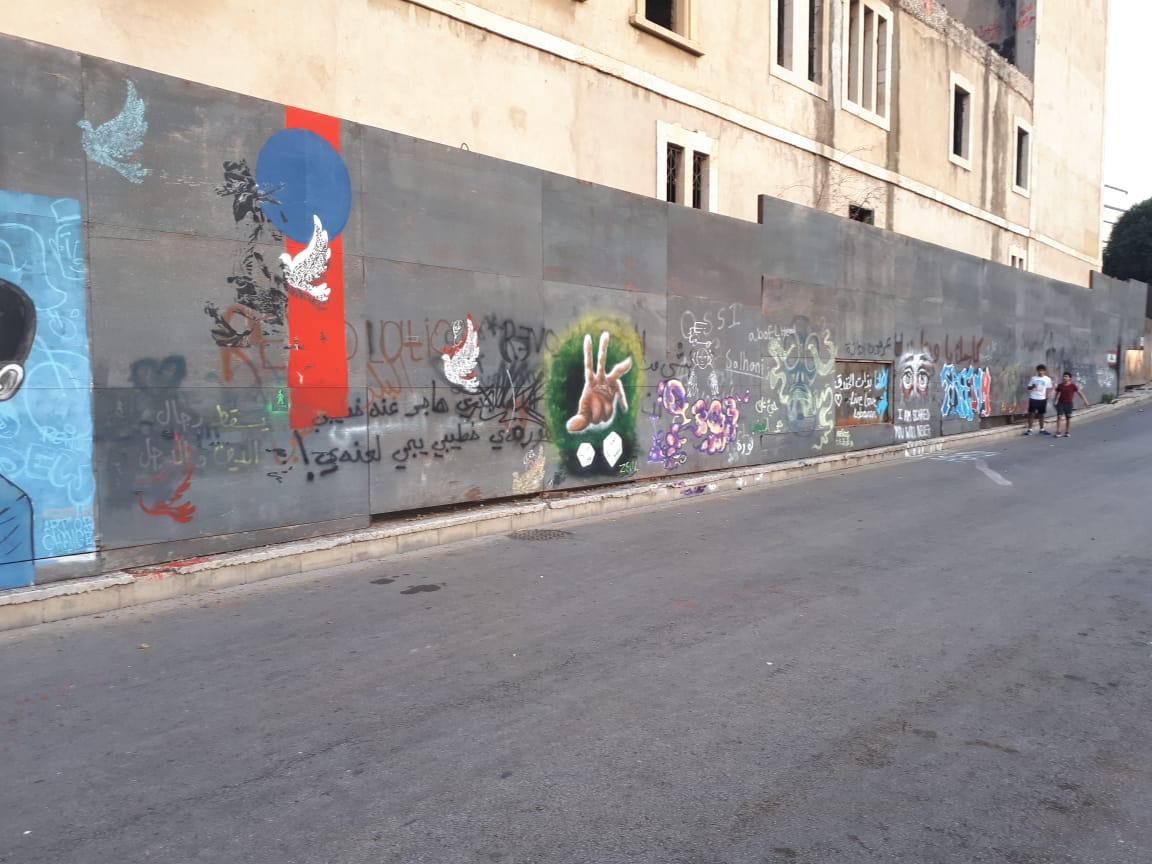
Graffiti in der Beiruter Innenstadt. Foto vom 12. November 2019

Nachdem die Demonstranten in der Region vor einigen Stunden die Autobahn Nahr El-Kalb den ganzen Tag in beide Richtungen gesperrt und Stacheldrähte verlegt hatten, setzten sie am Mittwochabend einen neuen Weg ein, um die Straßenöffnung zu verhindern; sie bauten eine Mauer im Tunnel von Nahr El-Kalb. Bald erlebten die Demonstranten heftige Gegenreaktionen von Seiten der Bevölkerung, weil dieser Schritt sie daran erinnerte, wie die Regionen während des libanesischen Bürgerkriegs geteilt wurden. Die Demonstranten im Tunnel von Nahr al-Kalb entfernten dann die zuvor errichtete Zementmauer wieder. Sie hatten auch die Crew des TV-Senders LBCI am Filmen gehindert.
Der Geschäftsführende Außenminister Jebran Bassil beschrieb am Donnerstag die Mauer, die von Demonstranten unter Jouniehs Nahr el-Kalb-Brücke errichtet und später entfernt wurde, als „Isolationsmauer“. „Heute geht es vor allem darum“, sate er weiter, „eine Regierung der Rettung zu bilden und zu verhindern, dass destruktives Denken das Land in einen Konflikt bringt. Hüten Sie sich vor den Mauern der Segregation, die die Menschen in den Kampf hineinziehen“, sagte Bassil in einem Tweet. Er fügte hinzu, indem er sich an seine Parteigenossen der Freien Patriotischen Bewegung wandte: „Ihr dürft keine Reaktion darauf auslösen, denn die Verschwörung beginnt sich zu entfalten und die guten Leute unter den Demonstranten und den Menschen zu Hause werden sie niederschlagen.“
Nach Ansicht der Gulf News ist die Krise gegenwärtig (14. November) in eine Sackgasse geraten: „Die Führung besteht darauf, die Kontrolle zu behalten, und die Demonstranten sagen, dass sie die Straße nicht verlassen werden. Die Möglichkeit gewaltsamer Auseinandersetzungen wächst von Tag zu Tag, da sektiererische Spannungen und alte politische Rivalitäten wieder auftauchen. Eine schlimme finanzielle Situation hat die Mischung noch brennbarer gemacht.“ Die Protestbewegung sei weiterhin führerlos, so die Zeitung, obwohl die Demonstrationen, die als spontane Bewegung begannen, mit der Zeit organisierter und strukturierter wurden. Einige politische Parteien hätten versucht, die Proteste zu kooptieren und spielten nun eine wichtige Rolle bei der Planung – eine ironische Wende, da die Führer dieser Partei selbst ein Ziel der Protestierenden sind. Die Proteste werden jedoch nach wie vor hauptsächlich von der echten Enttäuschung über die jahrelange Misswirtschaft der politischen Elite im Land getrieben.
Seit dem Dienstag würden die Spannungen zunehmen; am Mittwoch eröffnete ein Mann in einer Stadt nördlich von Beirut das Feuer über die Köpfe der Demonstranten, und es kam zu Schlägereien, Faustkämpfen und Steinwürfen zwischen Anhängern und Gegnern von Präsident Michel Aoun. Schon Monate vor den Unruhen hatten viele Libanesen begonnen, Ersparnisse ins Ausland zu transferieren und Bargeld in ihren Häusern abzuheben und zu sparen. Der Gouverneur der Zentralbank hat diese Woche geschätzt, dass 3 Milliarden Dollar abgezogen wurden. Die Proteste haben die Situation verschlechtert. Anfänglich waren die Banken zwei Wochen lang geschlossen, was zu einem Ansturm auf die Banken führte, als sie schließlich öffneten. In der Stadt Taalabaya (Bekaa) warfen Demonstranten Steine auf libanesische Soldaten, die gewaltsam versucht hatten, sie von einer Hauptstraße zu drängen. Dies war bislang die größte Eskalation zwischen Demonstranten und Sicherheitskräften am Donnerstag.
Während der Trauerfeier für Alaa Abou Fakhe sagte der Abgeordnete Taymour Jumblatt am Donnerstag, dass nur eine „gerechte und unabhängige Justiz Alaa gerecht werden kann.“ Demonstranten marschierten am Donnerstag (14. November) in Richtung des Präsidentenpalastes in Baabda, wütend wegen der Behauptung des Präsidenten Michel Aoun in einem Fernsehinterview am Dienstag, dass wenn die Demonstranten „keine anständigen Menschen in diesem Staat sehen, sie auswandern lassen. Sie werden nicht an die Macht kommen“. Hunderte libanesische Soldaten hielten die Protestierenden mehrere hundert Meter vom Palast entfernt an und versperrten die Straße mit Jeeps, Stacheldraht und drei Mann tiefen Bereitschaftspolizeilinien in voller Rüstung. Die Spannungen nahmen im Laufe des Tages mit mehreren Schlägereien zu. Die Demonstranten beschmutzten die Strecke mit Graffiti mit einem Slogan: „Wie schlafen Sie nachts, Herr Präsident?“ Im Augenblick, als das Land in den zweiten Monat kontinuierlicher Demonstrationen eintritt, bleiben die Banken, Universitäten und Schulen bis auf Weiteres geschlossen; Tankstellen haben z.T. noch Kraftstoff oder sind geschlossen. Ihre Reserven werden innerhalb einer Woche aufgebraucht sein, beschrieb Leila Molana-Allen in Al Jazeera die Lage. „Aoun warnte das Land vor einer ‚Katastrophe‘, bot aber in seiner dritten Rede in ebenso vielen Wochen keine konkreten Lösungen für die Beschwerden der Demonstranten an,“ zitiert sie eine Demonstrantin. Diese erwarte zwar nicht, dass sich das politische System über Nacht ändere, aber meinte, dass die Weigerung der Regierung, in der Politik neuen Gesichtern Platz zu machen, die Demonstranten weiter entfremdet und ihre Wut steigern wird.

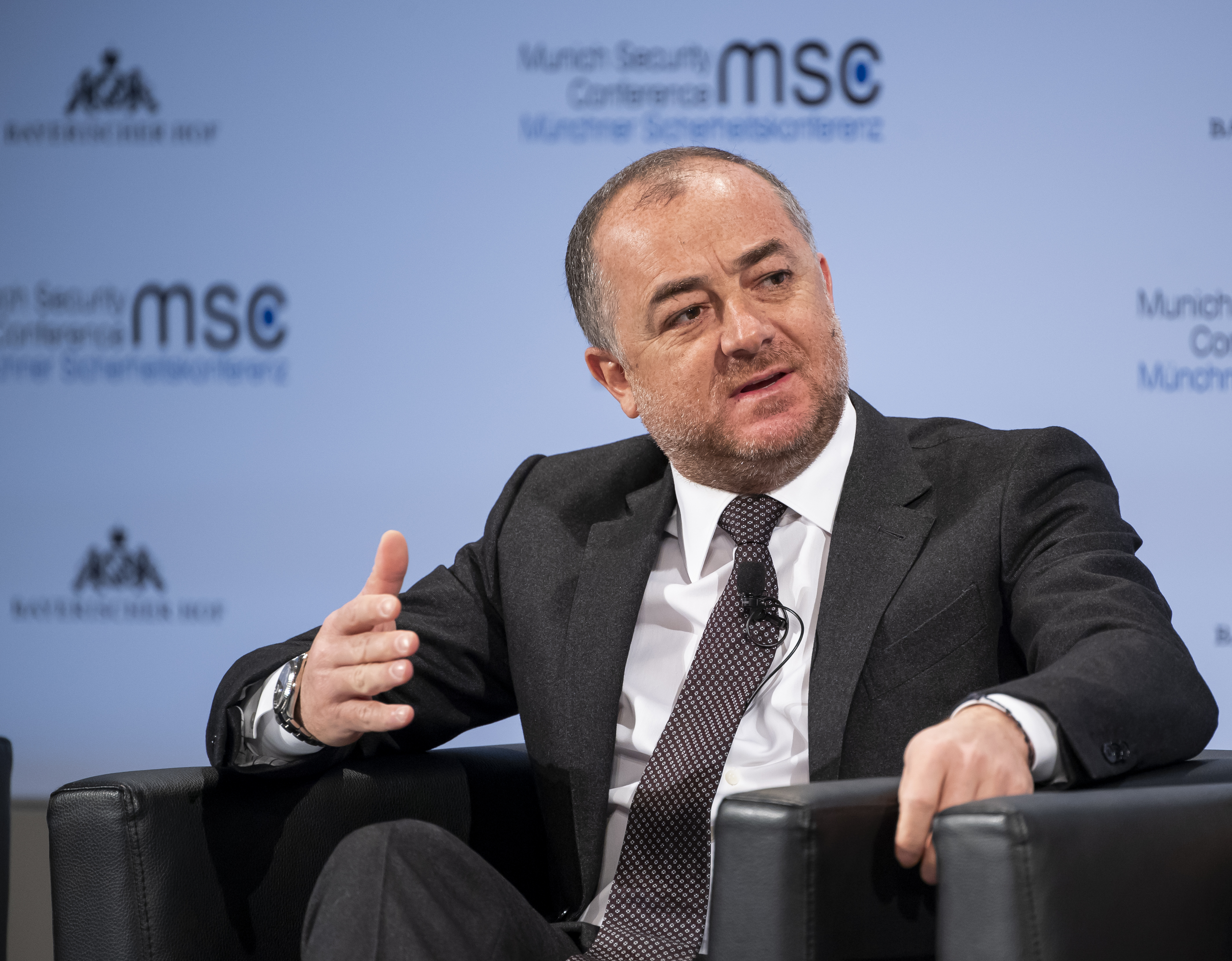
Elias Bou Saab 2019 auf der Münchner Sicherheitskonferenz

Verteidigungsminister Elias Bou Saab sagte, der Libanon befände sich am Donnerstag in einer „sehr gefährlichen Situation“ und verglich die Unruhen auf der Straße oder die letzten Tage mit dem Beginn des Bürgerkriegs von 1975–1990. Bou Saab sagte den Reportern, die „demokratische Bewegung“ der Demonstranten sei nicht schuld an der Lage, und die Demonstranten hätten das Recht, zu protestieren und geschützt zu werden. Er fügte jedoch hinzu, dass die libanesische Armee und die Sicherheitsdienste niemanden akzeptieren könnten, der gewalttätig handelt. Er hoffe, dass in den kommenden Tagen eine Regierung gebildet werde, um die Forderungen der Demonstranten zu befriedigen.
Beisetzung Alaa Abou Fakhers
Mit großer Beteiligung der PSP und der Bevölkerung von Choueifat fand am Donnerstag die Beerdigung Alaa Abou Fakher in Dhour Choueifat statt; an der Beisetzung nahmen der drusische Scheich Akl, Naim Hassan an der Spitze einer Delegation der Gemeinde, die Minister Akram Shehayeb und Wael Abou Faour sowie der Parlamentsabgeordnete Teymour Jumbaltt teil. Anwesend war auch eine große Anzahl von geistlichen, militärischen, parteipolitischen und politischen Delegationen, wie Vorsitzer der Libanesischen Kräfte, Samir Geagea. Der Abgeordnete Jumblat lobte Alaa Abou Fakher und sagte: „Wir haben nur das Land, für das du gekämpft und dein Leben für seine Geburt aufgegeben hast“; er betonte die Notwendigkeit, auf die Stimme der Vernunft zurückzugreifen, und forderte eine gerechte und faire Justiz, um Alaas vergossenem Blut gerecht zu werden. Jumblat rief auch dazu auf, weiterhin friedlich und ruhig gemeinsam für die Zukunft des Libanon zu kämpfen. In seiner Rede lobte Scheich Hassan den verstorbenen Abou Fakher als „Märtyrer der Nation“ und forderte die Politiker auf, Vorsicht und Weisheit walten zu lassen und die übergeordneten nationalen Interessen des unabhängigen und verfassungsmäßigen Staates sowie der gerechten Regierungsführung verantwortungsvoll zu berücksichtigen.
Reaktionen auf die Proklamation Mohammad Safadis als neuer Ministerpräsident
Unterdessen wurde gemeldet, mehrere führende libanesische Politiker hätten sich laut einer Quelle von al-Arabiya darauf geeinigt, den ehemaligen Finanzminister Mohammad Safadi zum Ministerpräsidenten einer neuen Regierung zu ernennen. Die Einigung erfolgte nach einem Treffen am Freitag zwischen dem scheidenden Premierminister Saad Hariri, dem führenden sunnitischen Politiker des Libanon, und hochrangigen Vertretern von Amal und der Hisbollah. Der libanesische Sender MTV sagte, die Regierung sei eine Mischung aus Politikern und Technokraten.
Die Berichte, wonach die politischen Parteien sich auf den ehemaligen Finanzminister Mohammed al-Safadi als neuen libanesischen Regierungschef geeinigt hätten, beschwichtigten den 30 Tage alten Aufstand nicht. Am späten Donnerstag brachen erneut Proteste aus; es kam auch wieder Blockaden der Autobahn von Zouk Mosbeh mit brennenden Reifen. Die Zeitung Al-Joumhouria zitierte „Beobachter“, die sich fragten, ob Safadis Nominierung eine „Falle“ sei, um die Revolution anzuheizen, oder eine „Lösung“, um die Forderungen der Menschen zu erfüllen. Am Beginn des 30. Tags der Demonstrationen (15. November) nahm die libanesische Armee Blockierer fest und stieß mit Demonstranten zusammen. Die Mitarbeiter der privaten Krankenhäuser traten in einen eintägigen Streik, um gegen die Nichtzahlung von Gehältern durch die Regierung zu demonstrieren. Unterdessen blockierten Demonstranten am Freitag in der Region Tripoli mehrere Straßen.
Das Armee-Kmmando gab am Freitag folgende Erklärung ab: „Während die Streitkräfte ihre Aufgaben beim Öffnen von Straßen in verschiedenen libanesischen Regionen wahrnahmen, versuchten einige Demonstranten, sie anzugreifen und mit provokanten Äußerungen anzusprechen. Infolgedessen erlitten einige Soldaten verschiedene Blutergüsse und Verletzungen, die zur Festnahme von 20 Angreifern führten, die später zur weiteren Untersuchung überführt wurden. Inzwischen wurden neun der Festgenommenen freigelassen und sieben von der zuständigen Justiz für weitere Ermittlungen inhaftiert. Vier von ihnen, darunter ein Syrer, wurden an die Militärpolizei überwiesen, nachdem festgestellt wurde, dass sie an anderen Straftaten beteiligt waren.“

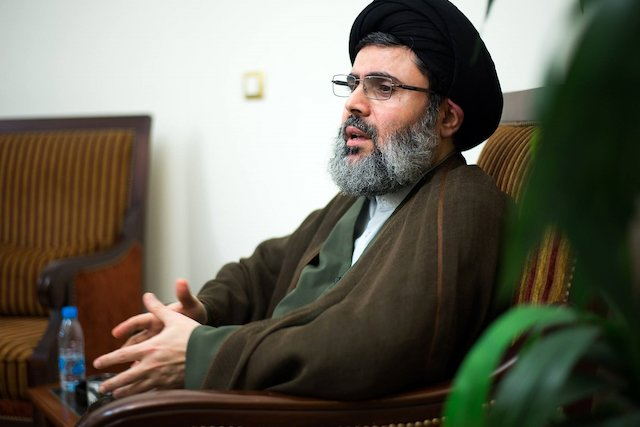
Hachem Safieddine 2015

Hashim Safi Al Din Safieddine, ein hochrangiges Hisbollah-Mitglied sagte am Freitag (15. November), die Spannungen der letzten Tage im Libanon seien „völlig ungerechtfertigt“. „Nach dem, was in den letzten Tagen geschehen ist, und nach den offensichtlichen politischen und parteilichen Einmischung müssen wir fragen, und die Protestbewegung muss nach der Identität jener Seiten fragen, die ein politisches Programm haben und versuchen, das Land in Spannungen zu bringen und drängen sie die Protestbewegung, um Schaden und Aggression gegen den Rest des Volkes zu üben“, sagte der Chef des Exekutivrates der Hisbollah, Sayyed Hashem Safieddine. Er kritisierte die Straßensperrungen als eine feindliche Handlung; diese Druckmethode führe zu einer falschen Vorgehensweise, fügte Safieddine hinzu. „Ihr habt eure Haltung zum Ausdruck gebracht und die Menschen haben sie gehört, und ich glaube, dass die wahre Protestbewegung sich nicht mit all diesen Methoden befasst, die sie nicht benötigt.“ Safieddine warnte alle Parteien, der Libanon solle nicht „in weitere Spannungen geraten“, und beklagte die politische „Abwesenheit“ der Protestbewegung. Er forderte sie auf, statt die Straßen zu blockieren, ein politisches Programm vorzulegen. Der libanesische Abgeordnete Toni Frangieh sagte hingegen, die Protest im Libanon müssten eine Gelegenheit sein, um „die chronische Krise des Landes zu bewältigen und in einen richtigen Staat überzugehen“. Frangieh forderte die rasche Bildung eines neuen Kabinetts, das das Vertrauen der libanesischen Bevölkerung stärke. „Das neue Kabinett muss aus ehrlichen und erfahrenen Leuten bestehen.“
Demonstranten lehnen Mohammad Safadi als MP-Kandidat ab
Libanesische Demonstranten lehnen Mohammad Safadi als einen der „weiteren Elite“-Kandidaten für den Posten des Ministerpräsidenten ab; Aktivisten sagen, der Wirtschaftsmagnat und ehemalige Minister aus Tripolis sei ein Symbol für das System, das sie stürzen wollen. Ein „Revolutionsbus“ startete am frühen Samstagmorgen (16. November) von Akkar im Nordlibanon, um durch die Hauptschauplätze der fast inzwischen einen Monat langen Massendemonstrationen nach Süden zu fahren.

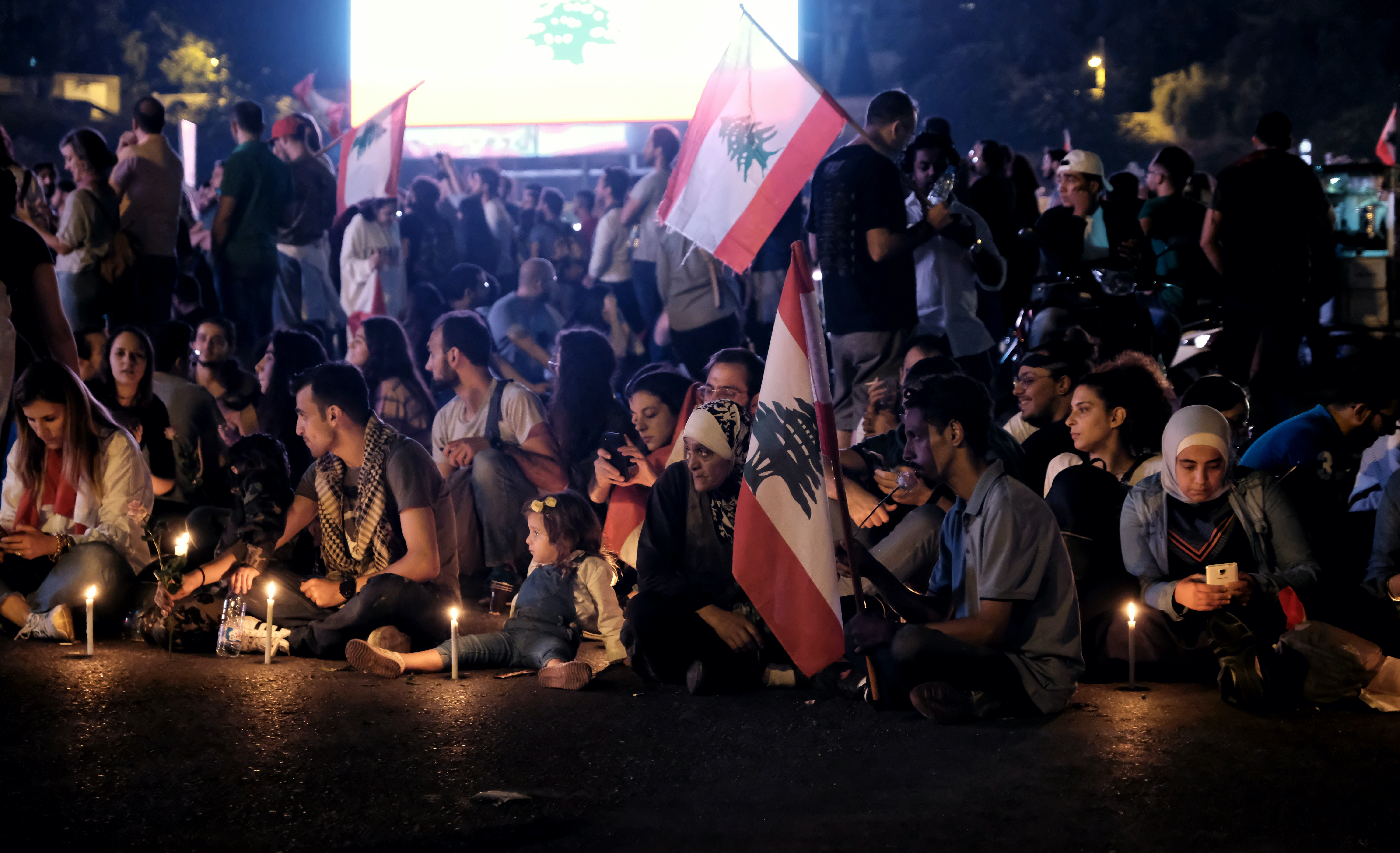
Proteste auf der Beiruter Ring Brücke, eine der Stationen der Bustour

Die Koordinatoren der Kampagne sagten, das Fahrzeug werde alle Plätze und Punkte der Proteste passieren, angefangen vom al-Nour-Platz in Tripolis bis Batroun, Jbeil, Jal el-Dib, Ashrafieh, zur Ringbrücke und dem Märtyrerplatz in Beirut weiter bis Khaldeh, um die dort „Krone der Revolution“ zu platzieren, wo Alaa Abu Fakhr getötet wurde. Der Bus soll die Tour in südlicher Richtung nach Na’ameh, Bardscha, den Städten Sidon, Kafr Rumman und Nabatäa fortsetzen und in Tyros beenden. In Sidon wurde der Bus an der Weiterfahrt gehindert, nachdem Gerüchte aufgetaucht waren, die Aktion sei von den USA unterstützt, was sich bald als Fake News herausstellte. Die US-Botschaft in Beirut bestritt am Samstag auf ihrem Twitter-Account Gerüchte, wonach der „Bus der Revolution“ von der Botschaft finanziert werde. Die Botschaft betonte in ihren Tweets auch die Unterstützung des libanesischen Volkes „in ihren friedlichen Demonstrationen und Ausdrucksformen der nationalen Einheit“. Der Bus drehte sich schließlich um und fuhr nachts zurück nach Beirut, anstatt seinen Kurs nach Süden fortzusetzen.
Der Kandidat der Freien Patriotischen Bewegung für das Amt des Präsidenten der Beiruter Anwaltskammer, Georges Nakhle, gab am Sonntag bekannt, dass er sich aus „Gründen im Zusammenhang mit der allgemeinen Situation im Libanon“ aus dem Rennen zurückzog. Der Sender MTV gab später bekannt, dass Melhem Khalaf, Pierre Hanna, Saadeddine al-Khatib, Nader Kaspar und Ibrahim Musallem ausgewählt wurden, die für die Kandidatur für das Hauptamt in Frage kamen. Die diesjährige Abstimmung findet inmitten eines beispiellosen Volksaufstands im Land gegen die gesamte politische Klasse statt. Gewählt wurde schließlich der unabhängige Kandidat Melhem Khalaf. Damit feierte die Anti-Establishment-Protestbewegung ihren ersten Wahlsieg. „Wir hoffen, dass dieser Tag die Demokratie in den libanesischen Institutionen erneuert“, sagte Khalaf in einer Rede nach der Wahl.

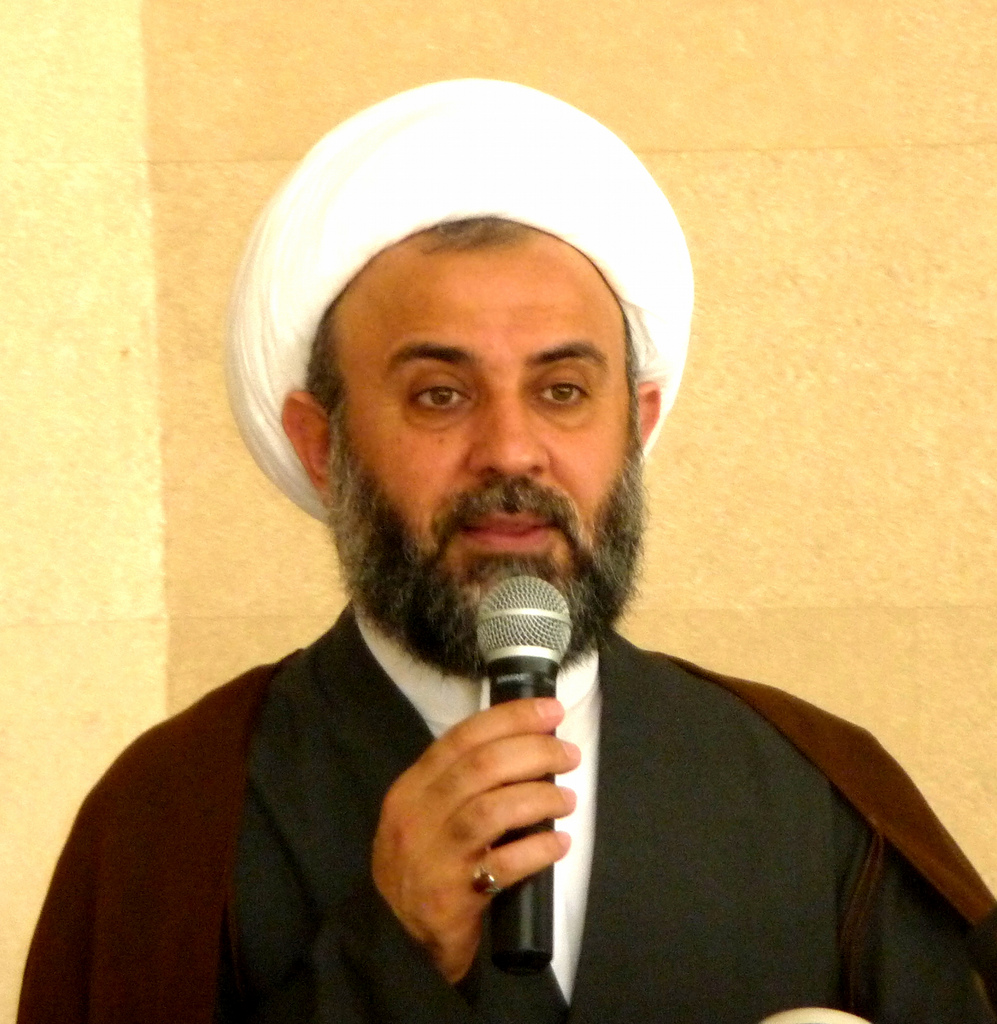
Scheich Nabil Qaouq (2010)

Mohammad Safadi zog sich als Kandidat für den nächsten Ministerpräsidenten zurück, teilte eine politische Quelle am Samstag mit. Erneut wurde die Rückkehr Hariris auf den MP-Posten ins Spiel gebracht. Das Mitglied des Hisbollah-Zentralrats, Scheich Nabil Qaouq, beschuldigte am Sonntag einige Parteien, „Minen auf dem Weg zur Regierungsbildung errichtet zu haben“, um „die politischen Gleichungen im Land zu ändern“. Von der Position der historischen nationalen Verantwortung aus habe die Hisbollah es geschafft, sagte er weiter, die Unruhen und die Ambitionen Israels in Bezug auf den Bürgerkrieg zu vereiteln, und sie sei bestrebt, alle Kontakte und Konsultationen zum Zwecke der Bildung einer neuen Regierung zu erleichtern. Er wies darauf hin, dass Politik und saudische elektronische Medien versuchten, die Bürger zu Zusammenstößen auf den Straßen zu bewegen und warteten auf den Ausbruch von Konflikten unter den Libanesen. Nabil Qaouq räumte ein, dass sich Demonstranten auf den Straßen versammeln, um das Land zu retten und ihre sozialen Rechte einzufordern. Er warnte jedoch, dass „diejenigen, die in die populäre Protestbewegung eingedrungen sind, seien es politische Parteien oder Eingriffe der USA, das Land nicht retten, sondern niederreißen wollen, um politische Erfolge zu erzielen.“

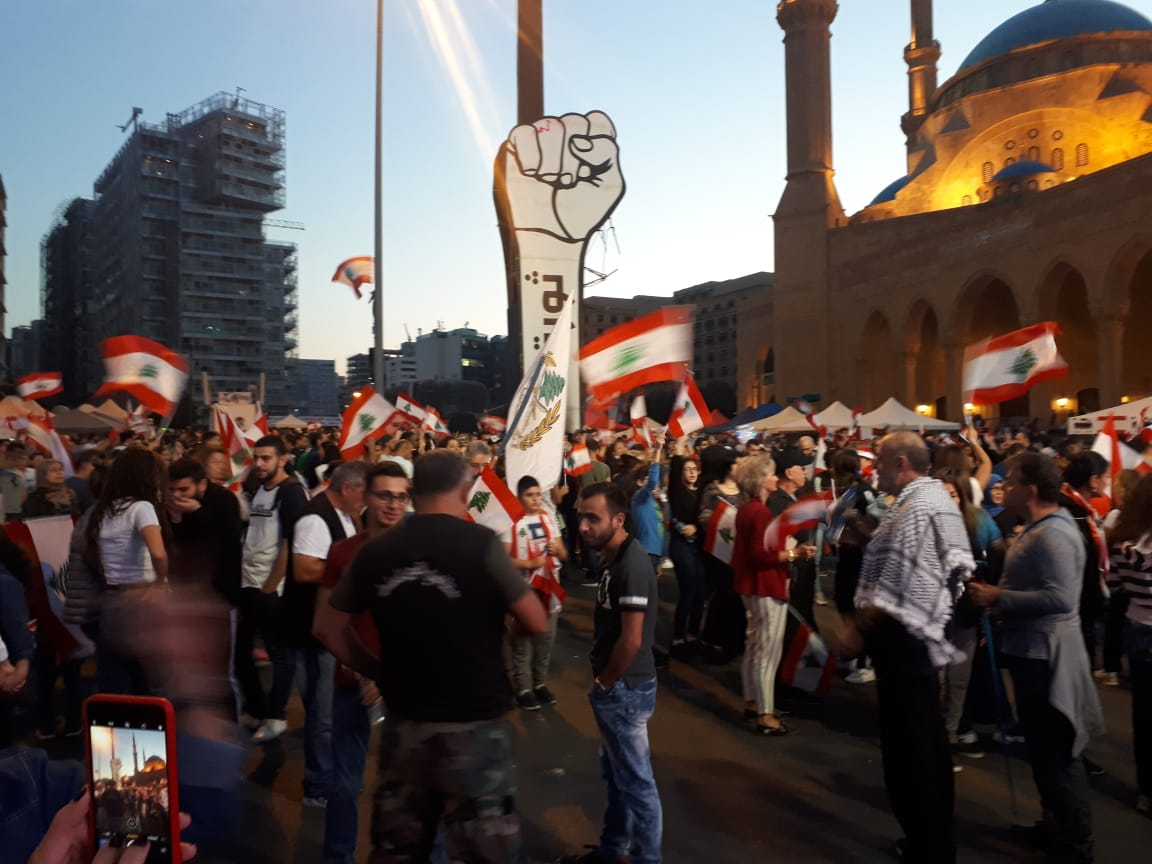
Auch in Beirut auf dem Märtyrerplatz gingen die Proteste am Sonntag (17. November 2019) weiter.

Die libanesischen Proteste zeigen inzwischen auch die unverhohlene Wut auf einen Machtfaktor des Landes, die Hisbollah, schrieb das Onlineportal Naharnet. Zwar genieße die schiitische Gruppierung bislang unter ihren Anhängern den Ruf als Interessenvertreter der Armen und Verteidiger des Landes gegen Israel. Dies hatte bisher dazu beigetragen, die politische Szene im Libanon zu dominieren. Doch seit kurzem wollen die Demonstranten, dass die gesamte politische Elite – einschließlich der Hisbollah – von der politischen Bühne verschwindet, und selbst einige der schiitischen Anhänger sind wütend über die wirtschaftlichen Probleme. Viele Demonstranten zählten nun die Hisbollah zur herrschenden Klasse, gegen die sie sich auflehnen, und beschuldigen sie, die Wirtschaft durch jahrelange Korruption und Misswirtschaft ruiniert zu haben.
Nach Ansicht von Timour Azhari, der für Al Jazeera berichtet (17. November), ist die Stimmung auf den Straßen zunehmend frustriert, während die Wirtschaft und die Finanzen des Libanons weiter in die Brüche gehen, da die Kraftstoffknappheit weit verbreitet ist und Importeure davor warnen, dass Grundnahrungsmittel bald gefährdet sein könnten. Gleichzeitig reagierten die Sicherheitskräfte immer heftiger, blutige Demonstranten, die die Hauptstraßen blockierten und allein am Donnerstagabend mindestens 20 festnahmen. Die Proteste verliefen bislang weitgehend friedlich, obwohl einige Zusammenstöße mit Sicherheitskräften ausgebrochen sind. Mit wenigen Anzeichen dafür, dass entweder die Politiker oder die Demonstranten bereit sind, Zugeständnisse zu machen, dürfte der Aufstand in eine zunehmend schwierige Phase eintreten, resümiert der Autor. Khalil Gebara, Professor für Wirtschaftswissenschaften an der Libanese American University, erklärte gegenüber Al Jazeera, dass sich das Engagement von Studenten und Jugendlichen als eines der größten Werte des Aufstands herausstellen könnte.
Während sich das Leben in Beirut wieder normalisierte, protestierten die Bewohner des Nordlibanon am 33. Tag des landesweiten Aufstands vor staatlichen Institutionen in der Region. Unterdessen schlossen am Montag (18. November) Protestierende das Büro des Mobilfunkanbieters Ogero in Minieh; Mitarbeiter der beiden Mobilfunknetze im Libanon Alfa und Touch veranstalteten ein Sit-In im Touch-Gebäude in der Innenstadt von Beirut. Auch in der nördlichen Kleinstadt Halba schlossen am Montag Demonstranten die Büros von Ogero und des Arbeitsministeriums.

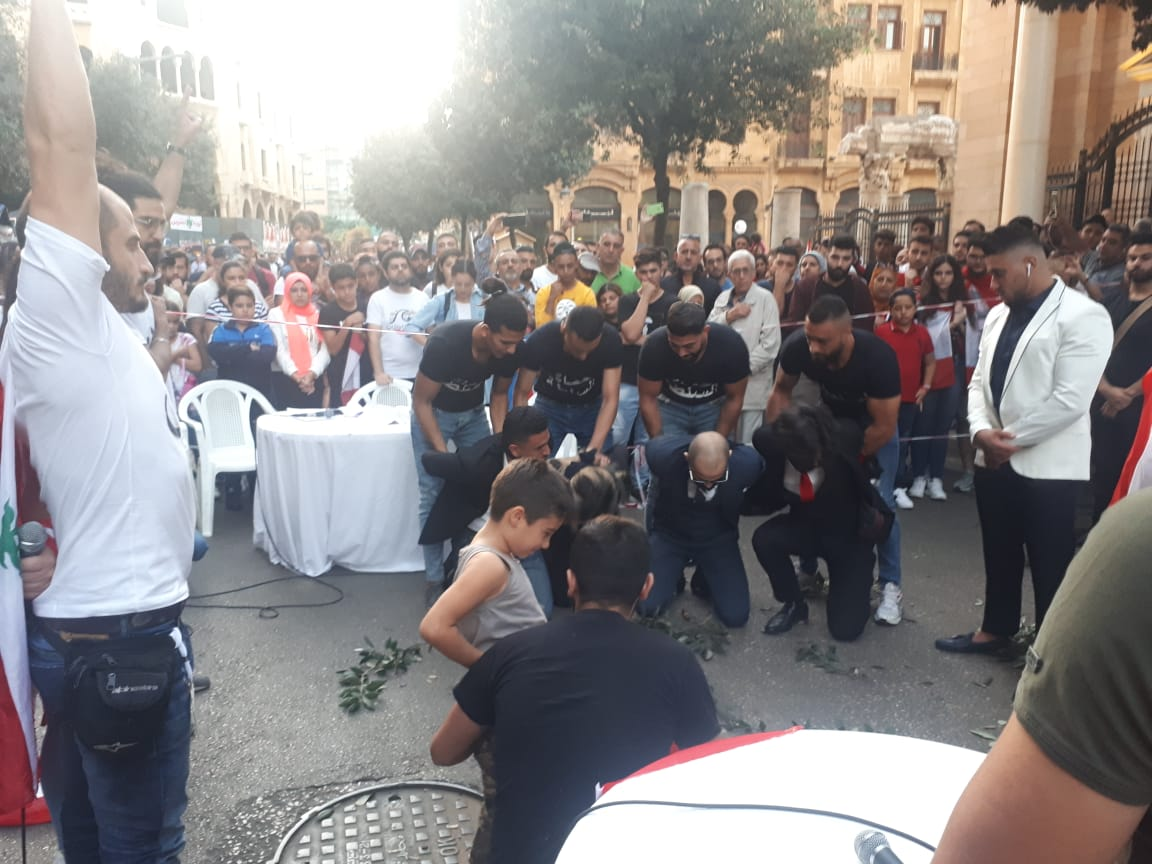
Gedenken an den getöteten Alaa Abou Fakher im Rahmen der Protest-Veranstaltungen in der Beiruter Innenstadt am 17. November

Ein hochrangiger Vertreter der Vereinigten Staaten im Libanon, der slowakische Diplomat Ján Kubiš, forderte die Beteiligung der Öffentlichkeit und der Zivilgesellschaft an der Erörterung von Gesetzesentwürfen, da das Parlament am Dienstag eine Legislatursitzung abhalten soll. Der Vorsitzende der Progressiven Sozialistischen Partei, Walid Jumblat, kritisierte am Montag die oberste Entscheidungskompetenz des Landes, die er als „schizophren“ bezeichnete. Schizophrenie herrsche in den höheren Entscheidungskreisen vor, sagte der Ex-Abgeordnete, die nach dem Tod der Zweiten Republik die Macht nicht gegen eine moderne Übergangsalternative zur Dritten Republik abgeben können. Der Abgeordnete Hassan Fadlallah bedauerte am Montag das Fehlen von Maßnahmen gegen die Korrupten, obwohl er den Justizbehörden zahlreiche entsprechende Dossiers vorgelegt hatte. „Wir sind bei der Weiterverfolgung des Korruptionsfälle auf erhebliche Hindernisse gestoßen“, fügte er hinzu.
Die umstrittene Parlamentsdebatte vom 19. November wird blockiert
Demonstranten versperrten am Morgen mit Menschenketten die Wege zum Parlament im Zentrum Beiruts. Sie wollen verhindern, dass die Abgeordneten über Gesetze zu Korruption und einer Generalamnestie beraten. Die Demonstranten befürchten, dass diese dem Schutz korrupter Politiker dienen. Ein Großaufgebot an Sicherheitskräften sollte verhindern, dass die Menschen das Parlament erreichen. Mehrere Parteien erklärten, nicht an der Sitzung teilnehmen zu wollen. Die Abgeordneten der Libanesischen Kräfte, der Progressiven Sozialistischen Partei, der Kata’ib und die unabhängigen Abgeordneten des Parlaments werden an der umstrittenen Legislatursitzung am Dienstag nicht teilnehmen, teilten TV-Sender mit. Kata’ib-Chef Sami Gemayel kündigte den Boykott der Sitzung in einem Live-Video auf seiner Facebook-Seite an und stellte fest, dass die Sitzung „nicht öffentlich sein wird“ und „Reporter nicht daran teilnehmen können“. „Wir wurden darüber informiert, dass die Tagesordnung der Sitzung keine vom Libanon geforderten Gesetze enthält, wie das Gesetz zur Unabhängigkeit der Justiz, das Gesetz zur Rückforderung gestohlener Gelder und das Gesetz zur Aufhebung des Bankgeheimnisses“, fügte Gemayel hinzu. Der Abgeordnete Osama Saad, dessen Anhänger sich aktiv an der Protestbewegung beteiligen, ergänzte: „Weder die Forderungen des Aufstands noch die Prioritäten der Menschen stehen auf der Tagesordnung, und es wird keine Diskussion darüber geben, wie die gefährliche, schicksalhafte Krise des Landes überwunden werden kann:“

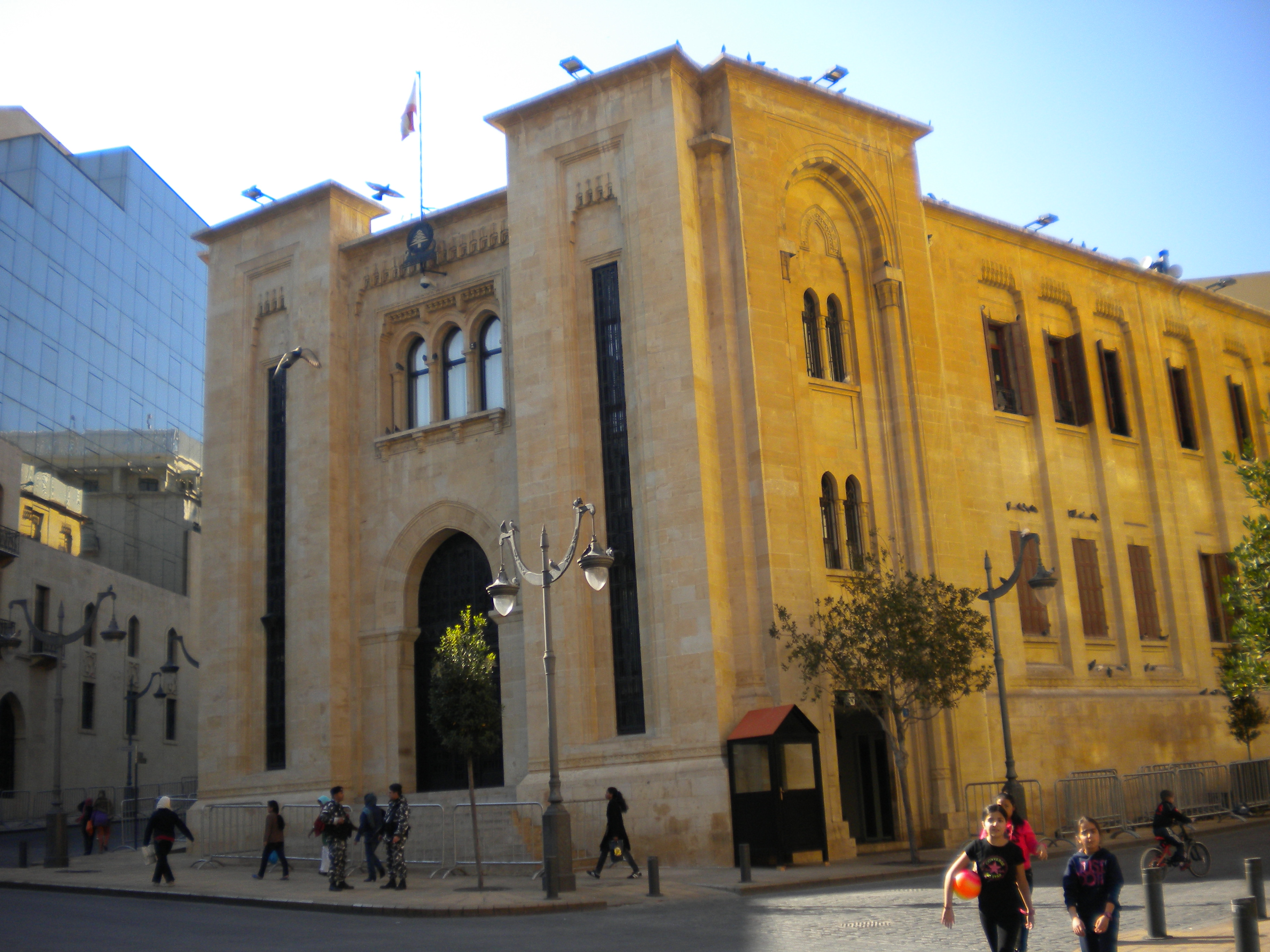
Das Parlamentsgebäude in Beirut

Die libanesische Regierung entsendete vor der Parlamentssitzung Sicherheitskräfte nach Beirut; die Parlamentssitzung am Dienstag (19. November) war ursprünglich für letzte Woche geplant, wurde jedoch aus Sicherheitsgründen vom Parlamentspräsidenten Nabih Berri verschoben. Bereits am Morgen bildeten Demonstranten eine Menschenkette zur Blockierung der Straßen, die zum Parlament führen. Hunderte von Jugendlichen versperrten alle Eingänge zum Parlamentsgebäude. Es kam zu Schlägereien mit der Bereitschaftspolizei, während Frauen als Barrieren zwischen den beiden Seiten standen, um Zusammenstöße zu verhindern. Es sollten zwei Sitzungen abgehalten werden, eine zur Wahl des Sekretariats und der Ausschussmitglieder und eine weitere, die Gesetzesentwürfe zur Korruptionsbekämpfung sowie Renten und ein allgemeines Amnestiegesetz enthält. Das allgemeine Amnestiegesetz würde Tausende von Menschen einschließen. Nach Ansicht der Aktivisten könnte der Gesetzestext dazu führen, diejenigen entlastet würden, die wegen Beteiligung an Steuerhinterziehung oder Umweltverbrechen verurteilt oder verdächtigt werden. Die Demonstranten haben die Priorisierung von Gesetzen gefordert, die korrupte Beamte vor Gericht bringen oder zweckentfremdete öffentliche Gelder zurückfordern sollen.
Ein schwerer Einsatz libanesischer Sicherheitskräfte, der am Dienstag im Zentrum von Beirut vor einer parlamentarischen Sitzung entfacht wurde, soll verhindert werden, wie sie gegen die herrschende Elite demonstrieren. Die Banken sollten zum ersten Mal nach einer Woche wiedereröffnen, nachdem vorübergehende Schritte angekündigt worden waren, wie eine wöchentliche Obergrenze von 1.000 USD für Bargeldabhebungen und Auslandsüberweisungen, die auf dringende persönliche Ausgaben begrenzt waren, um Kapitalflucht zu verhindern. Mehrere Wagen fuhren mit hohem Tempo durch die Menschenmenge, um die Blockade zu durchbrechen, wie auf Bildern des libanesischen Fernsehsenders MTV zu sehen war. Als Demonstranten die Fahrzeuge attackierten, wurden aus einem mehrere Schüsse in die Luft gefeuert. Die Schüsse wurden laut einem von einem der Demonstranten gefilmten Video aus dem Fahrzeuginneren abgefeuert. Bei dem Vorfall wurde niemand verletzt. Auf Grund des Autokennzeichens wurde in den sozialen Medien der Besitzer des Fahrzeugs als der Finanzminister Ali Hassan Khalil ausgewiesen. Dieser bestritt jedoch, in dem Pkw gesessen zu haben. Nach Angaben der Nationalen Nachrichtenagentur wurden am Dienstagabend drei Demonstranten verletzt und mehrere bei Schlägereien mit der Bereitschaftspolizei auf dem Riad al-Solh-Platz in Beirut festgenommen. Die NNA sagte, die Scharmützel seien ausgebrochen, nachdem einige Demonstranten versucht hatten, den Stacheldraht zu überqueren und den Nejmeh-Platz zu betreten, auf dem sich das Parlamentsgebäude befindet.
Beide am Dienstag angesetzten Parlamentssitzungen wurden auf unbestimmte Zeit verschoben, nachdem Hunderte von Demonstranten trotz eines starken Einsatzes von Sicherheitskräften alle Haupteingänge zum Nejmeh-Platz in Beirut blockiert hatten. Anstatt am Dienstag neue Ausschüsse zu wählen, sei das Mandat der derzeitigen Ausschüsse verlängert worden, sagte der Generalsekretär des Parlaments, Adnan Daher, gegen 11.00 Uhr.
Die Abgeordnete Paula Yacoubian sagte via Twitter, dass „eine Verzögerung der parlamentarischen Konsultationen zu einer Verschärfung der Wirtschaftskrise und zu weiteren Gefahren führt.“ „Die Menschen sind überzeugt, dass sie die Macht haben und fordern weiterhin ein sauberes Kabinett von Experten anstelle der üblichen Machtteilung“, fuhr sie fort und forderte den Präsidenten auf, die Verfassung zu wahren und seine Pflichten zu übernehmen. Der Staatsminister für Angelegenheiten des Präsidenten Salim Jreissati erklärte zu den Blockaden gegenüber der LBCI: „Die Behinderung einer Institution wie des Parlaments fällt nur dann in die Kategorie eines Sieges, wenn das System des Staates zusammenbricht.“
Der 35. Tag des Aufstands begann mit Straßensperren im Nordlibanon. Die Straßen in Tripolis und Akkar wurden am Mittwochmorgen blockiert, als Demonstranten dort einen Generalstreik forderten. Nach Angaben des Verkehrsmanagementzentrums und der staatlichen Nationalen Nachrichtenagentur waren im Distrikt Akkar die Straßen nach Halba und Bibnine sowie der Hauptplatz von Abdeh und die Autobahn von Minyeh ab dem Morgen gesperrt. Die Hauptstraße in Halba wurde mit brennenden Reifen und Metallbarrieren blockiert, und die Demonstranten ließen nur Krankenwagen und solche mit Notfällen passieren, sagte die NNA. Studenten versammelten sich vor dem Campus der Libanesischen Universität in Tripoli und forderten Studenten anderer Universitäten auf, sich ihnen anzuschließen; Studenten in Sidon protestierten vor der staatlichen Electricité du Liban und dem staatlichen Telekommunikationsunternehmen Ogero. In Beirut herrschte am Morgen normaler Verkehr, nachdem durch Schlägereien in der Innenstadt von Beirut über Nacht mindestens drei Menschen verletzt wurden. Am Mittwoch demonstrierten auch Angestellte vor dem Sozialministerium wegen verspäteter Gehälter.
Die Vereinten Nationen haben am Mittwoch eine rasche Regierungsbildung im Libanon gefordert, die „auf die Bestrebungen der Demonstranten eingeht und vom Parlament unterstützt wird.“ In einem Tweet ermutigte die UN die libanesischen Sicherheitskräfte, weiterhin friedliche Demonstranten zu schützen.

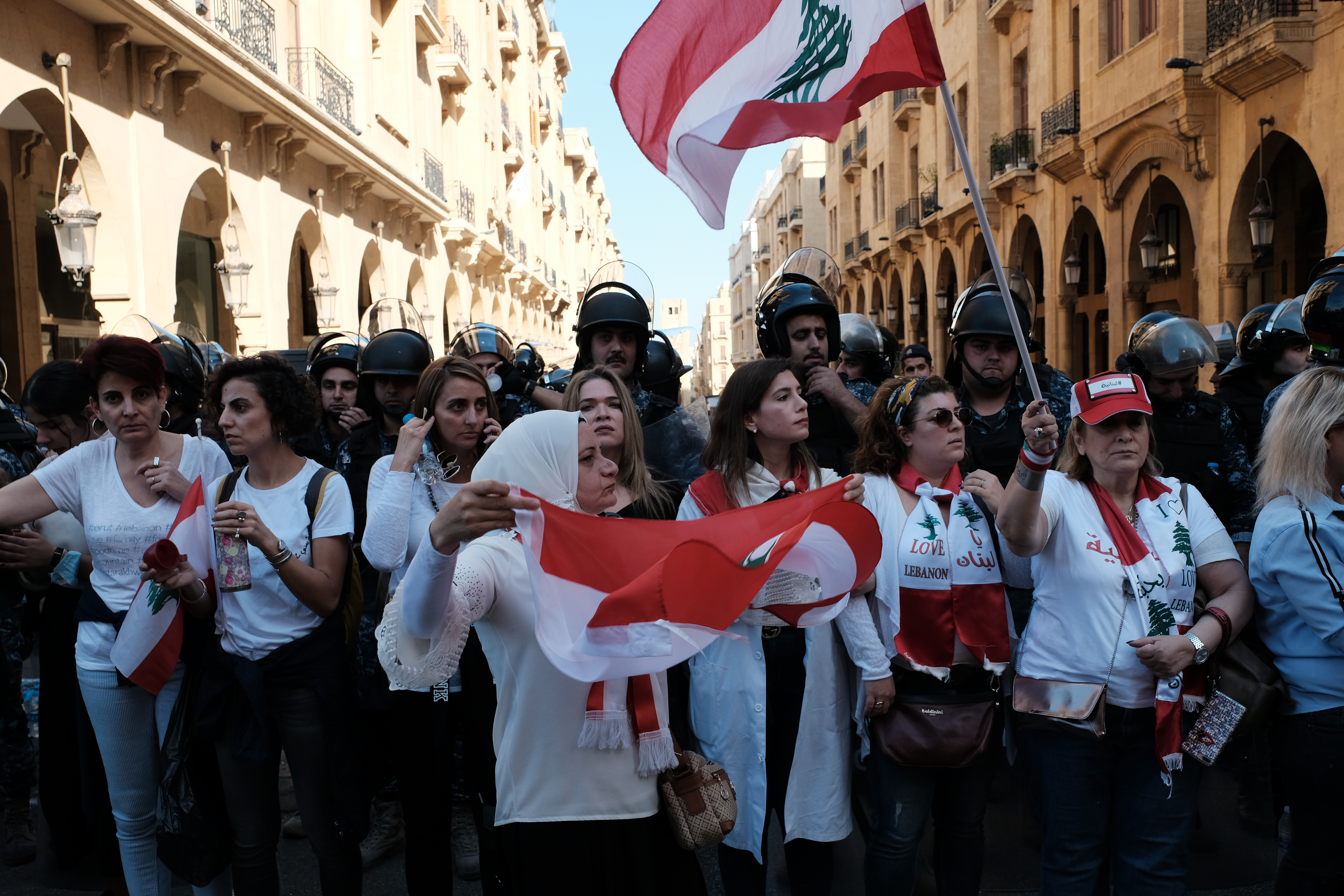
Demonstrantinnen bilden eine Grenze zwischen Bereitschaftspolizei und Demonstranten im Riad el Solh Platz in Beirut. 18. November 2019

## Sechste Woche (ab 21. November)
Der Vorsitzende der Progressiven Sozialistischen Partei, Walid Jumblat, gab am Mittwoch bekannt, dass die Amtszeit von Präsident Michel Aoun und das Abkommen von Taif von 1989 auf den Straßen „beendet“ sind – die zweite Republik sei zu Ende, als er bekannt gab, dass er Premierminister Saad Hariri geraten hat, die neue Regierung nicht zu führen. Auf die Frage, ob der Geschäftsführende Außenminister Jebran Bassil unter den neuen Ministern sein wird, sagte Jumblat gegenüber MTV: „Ich glaube, dass einige Gesichter abgelaufen sind.“ „Nach dem Rücktritt habe ich Hariri mehrmals geraten, die neue Regierung nicht zu führen, und ihm gesagt, dass sie sogar mit einer [in Bezug auf den Sektarismus] einseitigen Regierung regieren sollen“, fügte der PSP-Führer hinzu. Ein Minister der bisherigen Regierung, der unter der Bedingung der Anonymität mit Asharq al-Awsat sprach, meinte, dass die Parteien dringend einen Ausnahmezustand akzeptieren müssten. Er betonte, dass die Verzögerung bei der Benennung eines neuen Ministerpräsidenten „nicht länger hinnehmbar“ sei. Alle Parteien müssen anerkennen, dass die Bildung einer neuen Regierung zu einem „positiven Schock“ führen sollte, der die Forderungen der Volksbewegung erfüllen würde, unterstrich der Minister. Er erklärte weiter, die meisten Kommunikationskanäle seien geschlossen und der Weg zum Präsidentenpalast sei „politisch“ blockiert, da Aoun darauf bestanden habe, eine gemischte Regierung aus Spezialisten und Politikern zu bilden. Er merkte an, dass die Positionen der politischen Parteien des Landes klar und geteilt seien zwischen „einem Team, das darauf besteht, eine Regierung aus Politikern und Technokraten zu bilden, und einem Team, das die Regierung der Experten für unvermeidlich hält.“ Der Minister zitierte Premierminister Saad Hariri und sagte, dass das libanesische Volk „uns nicht länger akzeptiert und nicht von uns hören will.“ Er fügte hinzu, dass der Ministerpräsident die Ablehnung einiger Parteien, eine Regierung von Technokraten zu bilden, nicht verstanden habe.
Exkurs – Debatte um Amer Fakhoury und die Kollaboration im Libanesischen Bürgerkrieg
Zu Protesten kam es auch vor dem Justizgebäude in Nabatiyah im Südlibanon, in dem die Befragung von Amer Fakhoury stattfand, einem Ex-Kader der ehemaligen Südlibanesischen Armee und verantwortlich für das Chiyam-Gefängnis. Fakhoury war 1996 in Abwesenheit zu 15 Jahren Haft für die Kollaboration mit Israel verurteilt worden. Dem Angeklagten feindliche Demonstranten hatten sich am Morgen vor dem Gerichtsgebäude versammelt, um ihren Zorn gegen Amer Fakhoury auszudrücken, der angeblich die schlimmsten Folterhandlungen begangen hatte, als ihm Chiyam unterstellt war. Vor drei Monaten wollte Herr Fakhoury nach Hause zurückkehren, ohne von den Behörden zu erwarten, dass sie ihn wegen anderer Verbrechen, einschließlich des angeblichen Erwerbs der israelischen Staatsangehörigkeit, festnehmen. Am 17. September erließ der Militärrichter Najat Abu Chacra einen Haftbefehl gegen ihn. Seitdem haben mehrere ehemalige Häftlinge vor Gericht ausgesagt und das Militärgericht gebeten, die Verschreibung der Verurteilung von Amer Fakhoury aufzuheben.

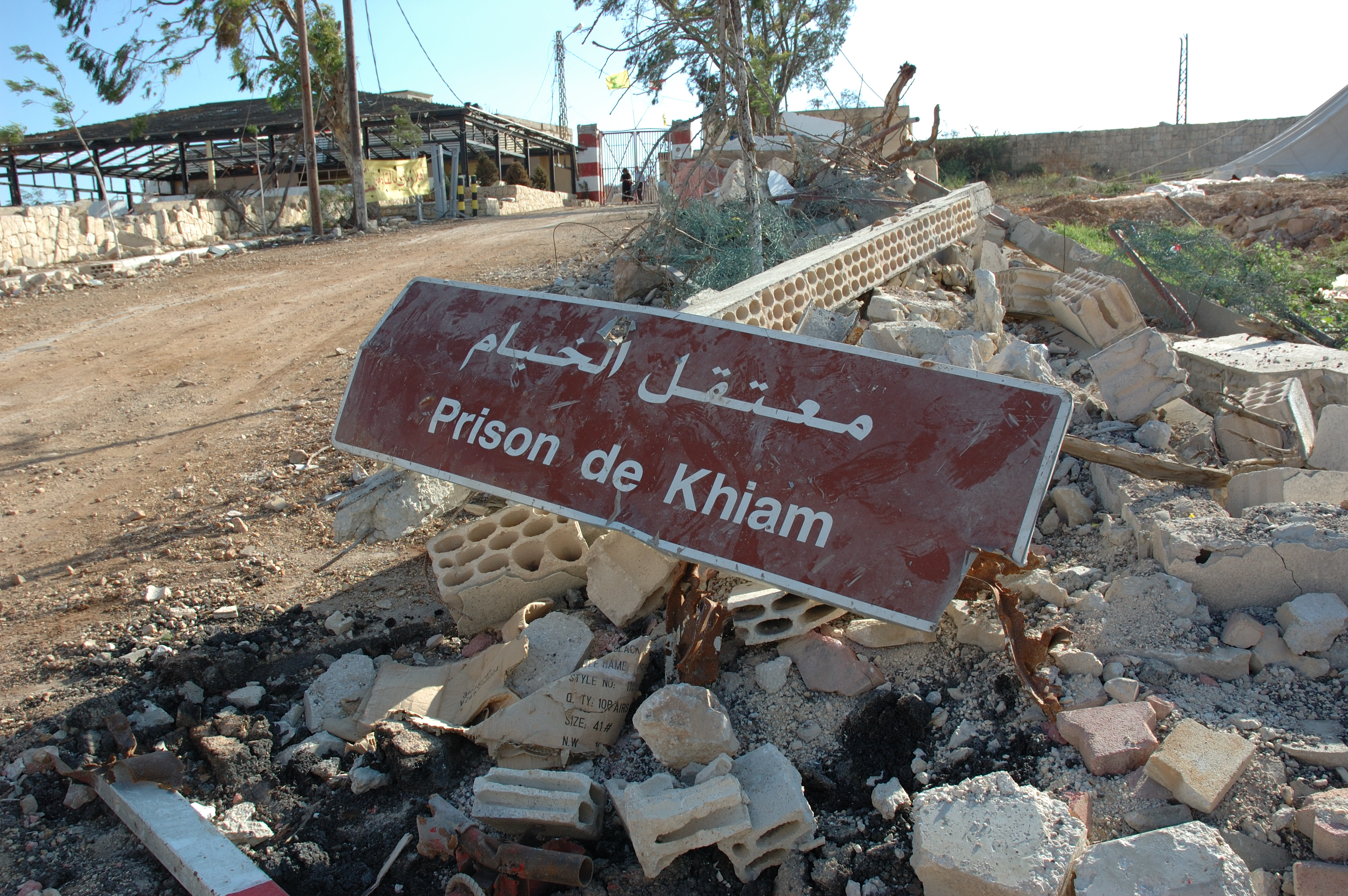
Eingang zum ehemaligen Gefangenenlager Khiam, Libanon (2009)

Die Ankunft des israelischen Kollaborateurs Amer al-Fakhoury am 13. September und seine anschließende Verhaftung und Befragung durch die Allgemeine Sicherheit lösten nationale Kontroversen und Wut gegenüber den libanesischen Behörden aus. Bei einem Protest im Südlibanon, der zwei Tage nach Fakhourys Festnahme stattfand, wurden Plakate mit der Aufschrift Der Metzger von Khiyam verteilt, die sich gegen das richteten, was mehrere Demonstranten als „sanfte Behandlung“ betrachteten. Das Khiyam-Gefängnis, in dem Fakhoury bis 1998 Offizier war, wurde von der von Israel unterstützten Südlibanon-Armee (SLA) und Ersatzmilizen genutzt, um Kämpfer und Gegner der israelischen Besatzung festzunehmen und zu foltern. Seit dem Jahr 2000, in dem israelische Besatzungsmächte aus dem Südlibanon vertrieben wurden, kam es von Zeit zu Zeit zu heftigen Diskussionen über das Schicksal der Kollaborateure und die Art des Widerstands. Anfang November 2019 fand eine Gesprächsrunde statt, das von der Erörterung der Definitionen von „Verrat“ und „Widerstand“ bis hin zur Erinnerung an die Rolle der säkularen Linken bei der Konfrontation mit der israelischen Besetzung des Libanon reichte.
Proteste gegen die Fernsehansprache Michel Aouns

Es wird erneut erwartet, dass Demonstranten im Libanon auf die Straße gehen, da Präsident Michel Aoun am Abend vor dem Unabhängigkeitstag des Landes um 20.00 Uhr Ortszeit eine Rede halten wird. Am Donnerstag Morgen organisterten Studenten in Tripoli Protestmärsche und Diskussionsrunden zur geplanten Rede Aouns; auch im Distrikt Koura und an der Technischen Hochschule El Kobbeh in Beirut protestierten Studenten und Schüler. Demonstranten und Studenten veranstalteten am Donnerstag ein Sit-in vor dem Campus der Libanese International University in der südlichen Stadt Sidon. 

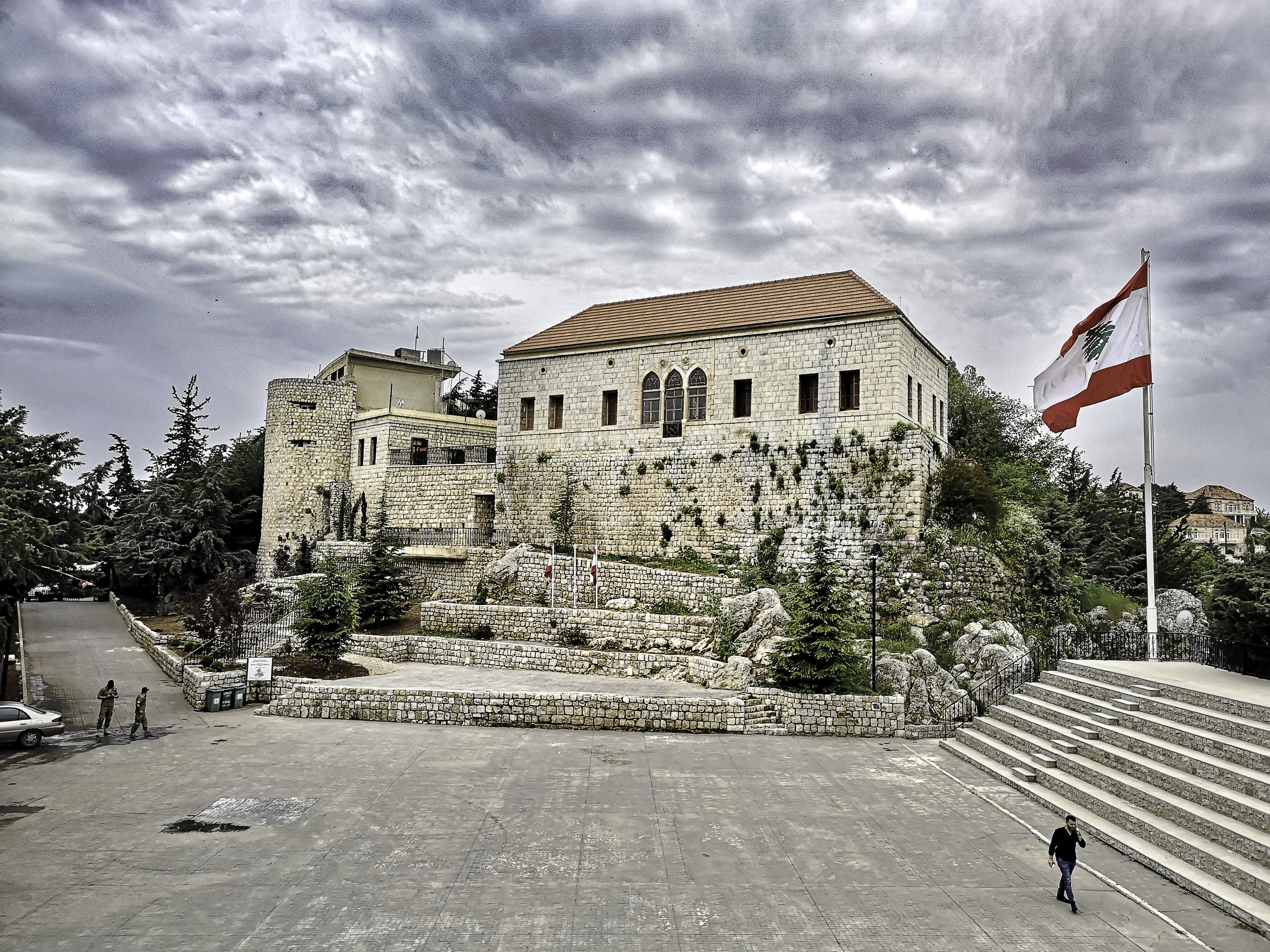
Die Rashaya Zitadelle

Die Bürger versammelten sich am Donnerstag vor der Unabhängigkeitszitadelle in Rashaya, um gegen den traditionellen Besuch des Vertreters der drei Repräsentanten des Staats anlässlich des Unabhängigkeitstags des Libanon in der Burg zu protestieren, berichtete die Nationale Nachrichtenagentur. Eine Gruppe palästinensischer Flüchtlinge demonstrierte außerhalb des UNRWA-Büros in Taalabaya. Die Protestierenden prangerten die Korruption in der UNRWA an, die seit 1949 besteht.
Der vom Dienst suspendierte Soldat, der beschuldigt wird, den Demonstranten Alaa Abou Fakhr erschossen zu haben, wurde wegen Mordes angeklagt, berichteten staatliche Nachrichten am Donnerstag. Nach der Rede des Präsidenten blockieren Demonstranten erneut die Straßen im Libanon. Ein unbekannter Angreifer hat am Freitag (22. November) die große geballte Faust mit der Aufschrift „Revolution“ angezündet, die Demonstranten auf dem Märtyrerplatz in Zentral-Beirut erhoben hatten. Zeugen berichteten, dass ein nicht identifizierter Mann auf einem Motorrad gegen 6:00 Uhr morgens Brandmaterial schleuderte, bevor er von der Szene zu einem nicht identifizierten Ort raste.
Unabhängigkeitstag

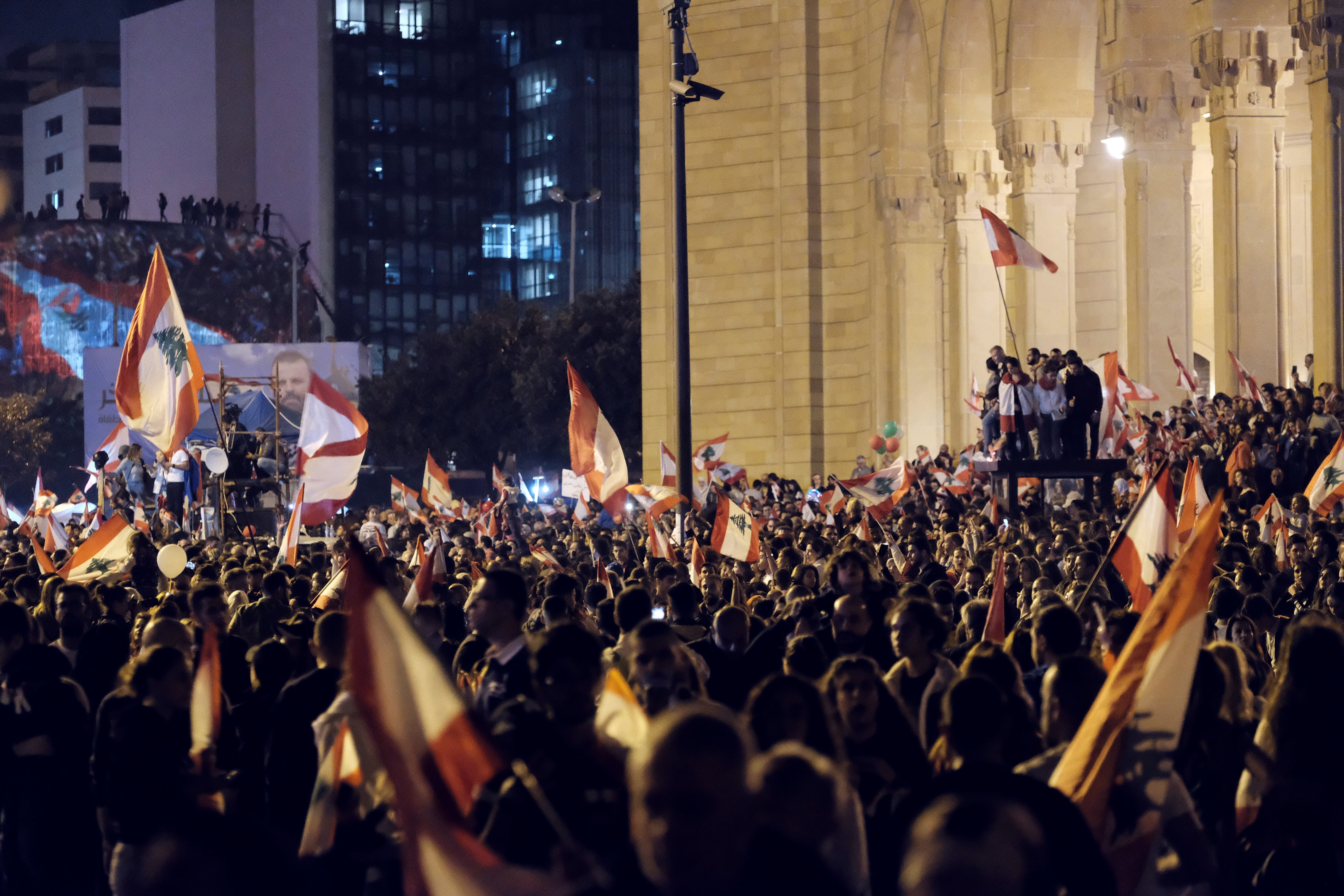
Proteste am Abend des 76. Unabhängigkeitstags des Libanon auf dem Märtyrerplatz in Beirut.

Zum am Freitag begangenen Unabhängigkeitstag äußerten die Demonstranten, dass in diesem Jahr nur die Bevölkerung „echte Unabhängigkeit“ erlebte. Zum ersten Mal in der libanesischen Geschichte war der Unabhängigkeitstag von landesweiten Bürgermärschen geprägt, bei denen Stolz und Protest auf den 37. Tag des Freitags des Volksaufstands fielen, schrieb The Daily Star. Die Geschäftsführende Innenministerin Raya Haffar El Hassan äußerte sich besorgt über die Lage des Libanon, als sich Spitzenpolitiker am Freitag in Yarze (Distrikt Baabda) versammelten, um den 76. Jahrestag der Unabhängigkeit des Landes von Frankreich zu feiern.
Raya Hassan gab am Freitag auch bekannt, dass an einigen Orten, an denen es in den letzten Tagen zu Unruhen gekommen war, Ermittlungen eingeleitet wurden, wie an der Ringstraße und am Riad El-Solh-Platz in der Innenstadt von Beirut. „Wir haben Informationen, die wir der Staatsanwaltschaft zur Verfügung gestellt haben, um geeignete gerichtliche Schritte einzuleiten“, sagte sie. Die Ministerin wies auf die Notwendigkeit eines Dialogs und der Erreichung eines gemeinsamen Nenners zwischen der staatlichen Behörde und den Demonstranten hin und äußerte sich besorgt darüber, dass „die politischen Parteien und die Demonstranten keine Kompromisse eingehen werden, die sich auf das Land und die Demonstranten und die Zukunft der Generationen auswirken werden“. Unterdessen bestritt Hassan kategorisch, dass die Sicherheitskräfte exzessive Gewalt angewendet hätten, um die Demonstranten zu zerstreuen, und betonte, dass „die Anweisungen sehr klar waren, keine Gewalt mit den Demonstranten anzuwenden, während die Notwendigkeit, sich von Straßensperrungen fernzuhalten, in meiner Verantwortung liegt als Innenminister die Straßen zu öffnen.“

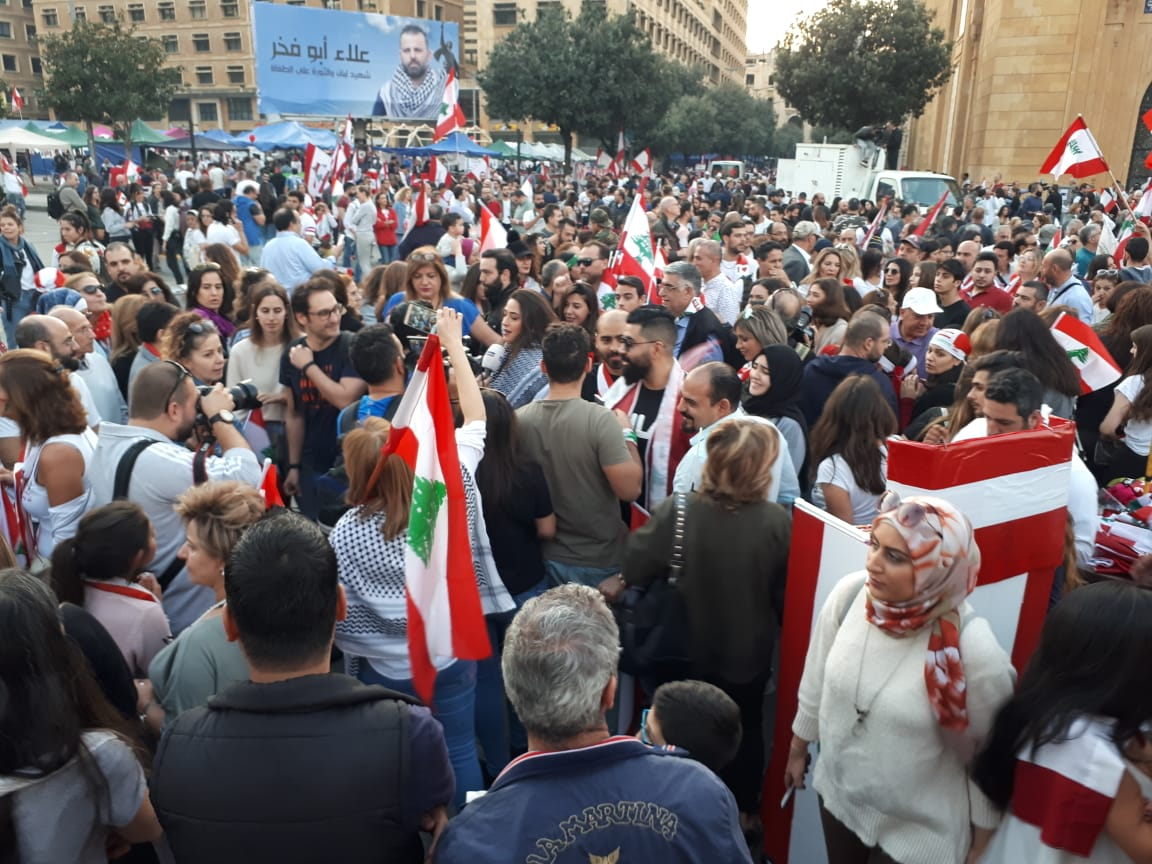
Protestversammlung auf dem Beiruter Märtyrerplatz (22. November). Im Hintergrund das Porträt des getöteten Demonstranten Alaa Abu Fakher

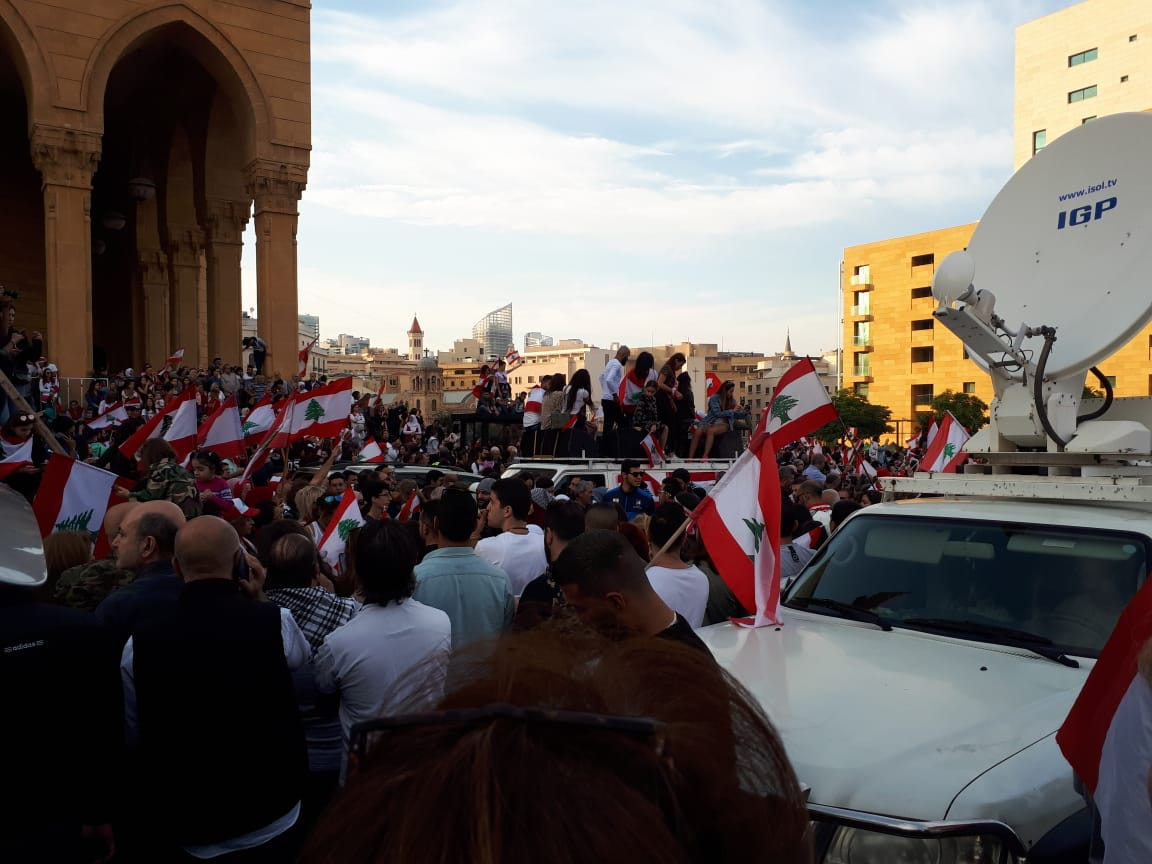
Protestversammlung auf dem Beiruter Märtyrerplatz am Rande der Feiern zum Unabhängigkeitstag am 22. November 2019

Den Protestierenden zufolge handeln die Wechselstuben entgegen der von der Zentralbank festgelegten lokalen Währungsbindung mit US-Dollar gegen das libanesische Pfund. Anfang dieses Monats hatte die libanesische Zentralbank mitgeteilt, sie werde sich nach wochenlangen Massenprotesten darum bemühen, die Bindung der Landeswährung an den US-Dollar aufrechtzuerhalten und den Zugang zum Greenback zu erleichtern. Die finanziellen Probleme des Libanon, der bereits mit einer Wirtschaftskrise konfrontiert war, haben sich seit dem Ausbruch der wirtschaftsgetriebenen Massenproteste im vergangenen Monat verschärft, die das Land lähmten und die Banken zwei Wochen lang geschlossen hielten. Seit der Wiedereröffnung der Banken in der vergangenen Woche haben die Einleger schnell ihr Geld abgehoben. Die Kreditgeber des Landes haben unterschiedliche Kapitalkontrollen eingeführt, die von Bank zu Bank unterschiedlich sind, und die Turbulenzen verschärft. Obwohl das libanesische Pfund immer noch mit 1.500 Pfund an den Dollar gebunden ist, handelt es auf dem Schwarzmarkt mit bis zu 1.900 Pfund, was einer Abwertung von fast 30 % gegenüber dem offiziellen Kurs entspricht.
Der Sicherheitsrat der Vereinten Nationen wird am Montag eine Sitzung abhalten, die dem Libanon gewidmet ist, um den internationalen Bericht über die Umsetzung der Resolution 1701 zu erörtern, teilten Quellen der LBCI mit. Von den Ratsmitgliedern wird auch erwartet, dass sie die aktuelle Situation im Libanon erörtern.
Demonstranten im gesamten Libanon haben sich am Sonntag (24. November) an der Küste zusammengeschlossen, um öffentliches Eigentum zurückzuerobern und den 39. Tag des landesweiten Aufstands zu begehen. Derweil versammelte sich eine kleine Gruppe von Demonstranten in der Nähe der US-Botschaft in Beit Aaoukar (im Norden Beiruts), um gegen ausländische Einmischung in libanesische Angelegenheiten und die jüngsten Äußerungen des früheren US-Botschafters Jeffrey Feltman zu protestieren. Dieser hatte gesagt, „die Demonstrationen und die Reaktionen der führender libanesischer Politiker und Institutionen stimmt glücklicherweise mit US-Interessen überein.“ Eine Reihe von Demonstranten, die an den Protesten vor der amerikanischen Botschaft in Awkar teilnahmen, verbrannten die amerikanische und die israelische Flagge, teilte der NNA-Korrespondent am Sonntag mit. Die Demonstranten versuchten auch, den Stacheldraht zu durchtrennen und bekräftigten, dass ihr Protest streng gegen die US-Politik im Libanon gerichtet sei.
In der kommenden Woche wird kein Durchbruch bei den Verhandlungen zur Bildung einer neuen Regierung erwartet, teilte eine Ministerquelle am Sonntag mit.
Anhänger von Hisbollah und Amal griffen Demonstranten in der Innenstadt von Beirut an (25. November)

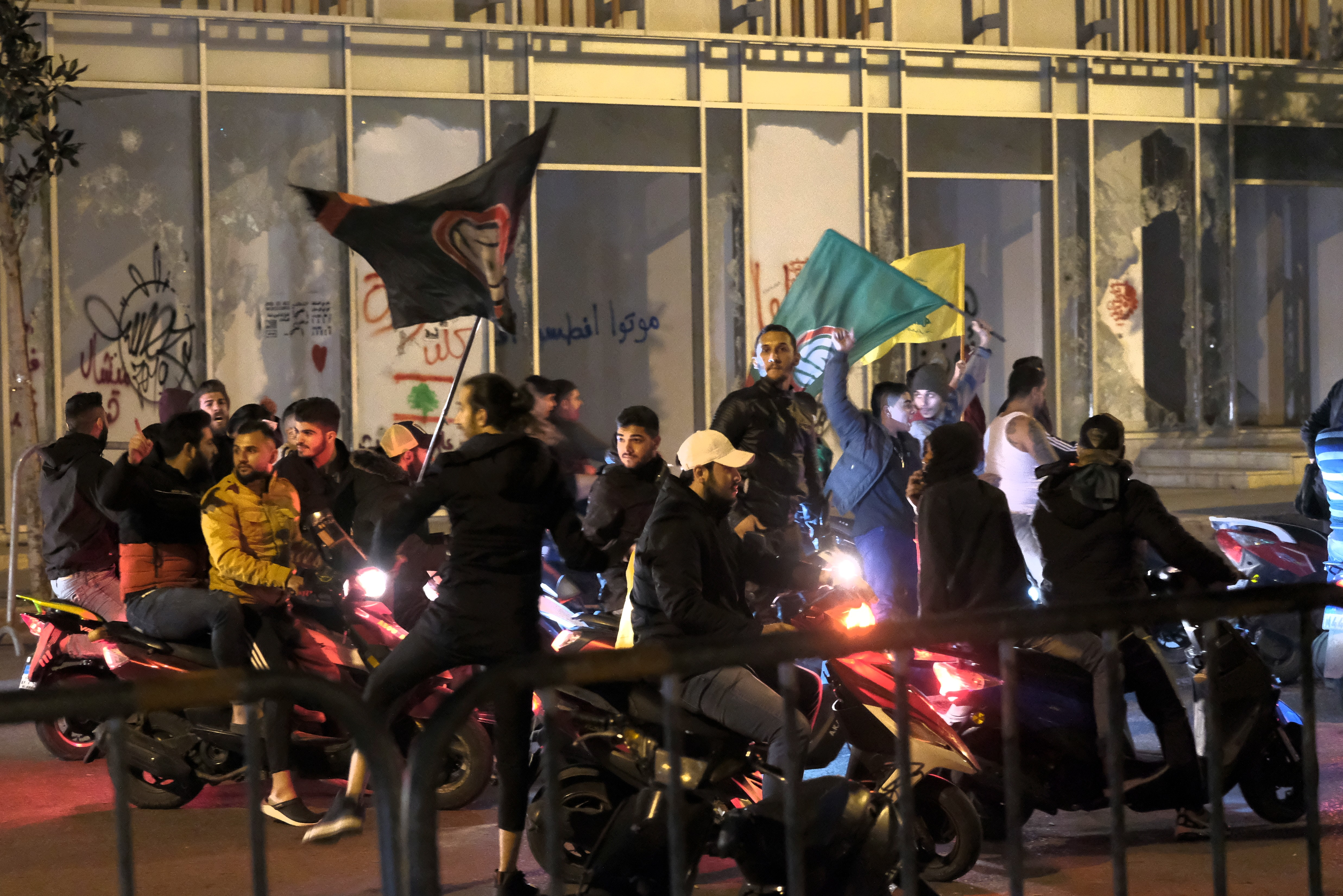
Anhänger der Hisbollah und der Amal-Bewegung kommen mit ihren Motorrädern am Märtyrerplatz an. (Foto: 25. November)

Am Sonntagabend kam es erneut zu Blockaden der Beiruter Ringkreuzung und der Küstenautobahn bei Jal El-Dib. Sicherheitskräfte haben am Montag früh (25. November) Tränengas abgefeuert, als es in Zentral-Beirut zu Konfrontationen zwischen Anhängern der Hisbollah und Amal sowie Demonstranten gegen die politische Elite des Libanon kam. Die Konfrontationen begannen, nachdem Dutzende Anhänger der Hisbollah auf Motorrollern ankamen und die Demonstranten mit Knüppeln und Metallstangen angriffen. Bereitschaftspolizei und Soldaten bildeten dann eine menschliche Barriere, die beide Seiten trennte. Gruppen junger Männer stundenlang miteinander, in der Mitte Sicherheitskräfte. Mehrere Menschen wurden geschlagen und verletzt. Einige Anhänger der Hisbollah hielten die große gelbe Flagge der muslimischen Schiiten hoch, schwenkten sie und verspotteten die Demonstranten auf der anderen Seite. Die Auseinandersetzungen waren eine der schlimmsten, seit sie Mitte des letzten Monats im Libanon protestiert wurden. Die Demonstranten forderten ein Ende der weit verbreiteten Korruption und des Missmanagements durch die politische Klasse. „Schiiten, Schiiten, Schiiten“, rief die Hisbollah ihren Anhängern zu. Einige feuerten Fackeln in Richtung Sicherheitskräfte und Demonstranten auf der anderen Seite ab, die antworteten: „Die Hisbollah ist ein Terrorist“. Die Angriffe ereigneten sich, nachdem Demonstranten an der Ringstraße, die östliche Stadtteile der Hauptstadt mit westlichen Teilen verbindet, erneut Blockaden errichtet hatten. Die Demonstranten sperrten gleichzeitig die Straßen im Norden von Beirut und im östlichen Bekaa-Tal. Demonstranten haben zu einem Generalstreik in Beirut aufgerufen.

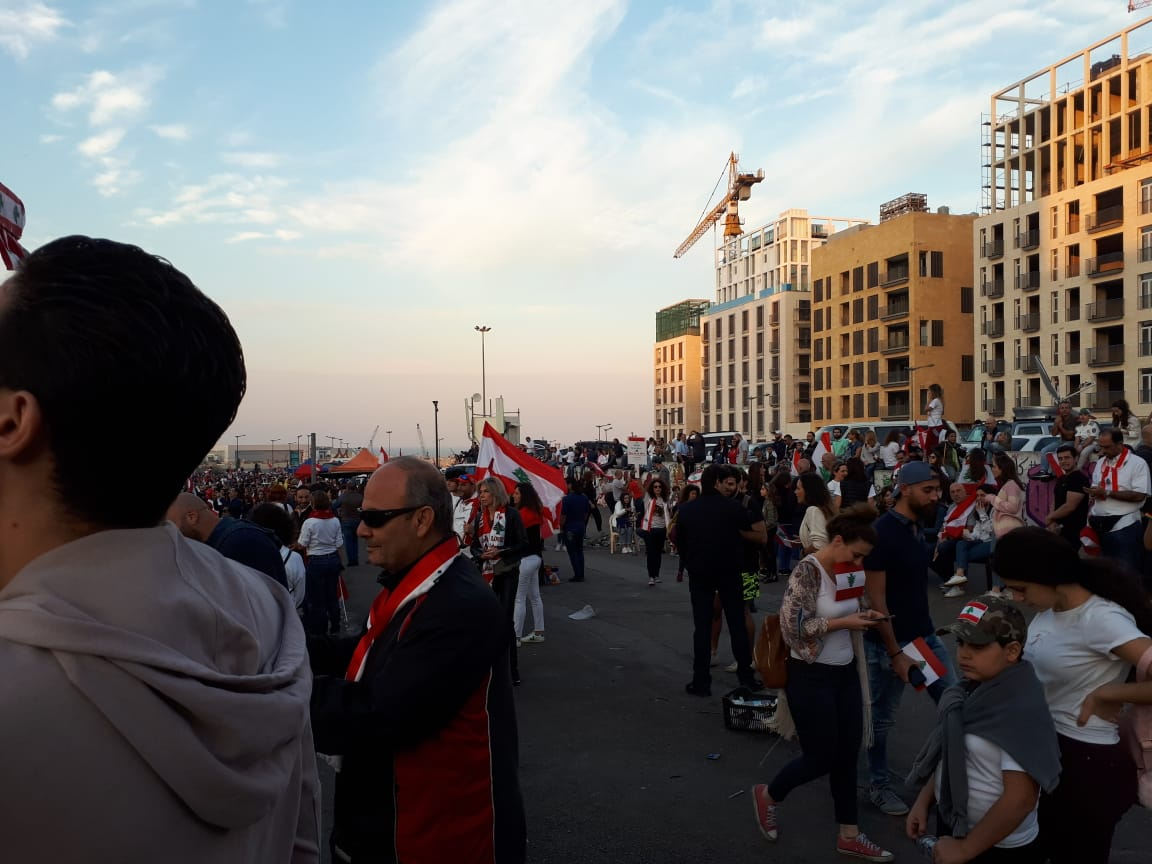
Kundgebungen am Sonntag (24. November) auf dem Beiruter Märtyrerplatz

Die Sicherheitskräfte räumten am Montag die Straßensperren im gesamten Libanon und traten gegen Demonstranten an, die vom frühen Morgen an auf die Straße gingen, obwohl sie über Nacht von Anhängern der Hisbollah und der AMAL-Bewegung angegriffen wurden. Ein Sprecher der Armee sagte, sie habe neun Menschen nördlich von Beirut im Morgengrauen verhaftet, nachdem sie mit brennendem Benzin und zerbrochenem Glas versucht hatten, Straßen zu blockieren. Die Sicherheitskräfte sind nach dem Angriff vom Sonntag erneut kritisiert worden. Demonstranten werfen ihnen vor, sie seien mit den Anhängern der Hisbollah und der AMAL, von denen die meisten weggehen durften, nachlässig.
Die Justiz- und Sicherheitsbehörden leiteten darauf am Montag Ermittlungen zu den Zwischenfällen der Nacht ein, die das Zentrum von Beirut erschütterten. Die staatliche Nationale Nachrichtenagentur teilt mit, die Gewalt habe „die Verletzung einer großen Anzahl von Soldaten und Zivilisten zur Folge gehabt, die Zerstörung von Autos und Geschäften in der Monot-Straße sowie die Aggression und Einschüchterung unschuldiger Zivilisten.“ Staatsanwalt Ghassan Oueidat bat auch darum, CCTV-Material aus den Gebäuden im Bereich der Zusammenstöße abzurufen, um die Angreifer zu identifizieren und zu verhaften. Laut Zivilschutz wurden mindestens zehn Demonstranten verletzt, ohne das Ausmaß ihrer Verletzungen anzugeben. Am Montagmorgen lagen verstreute Steine, zerbrochenes Glas und die zerstörten Überreste von Zelten auf dem Boden des Hauptprotestlagers. Rund um den Platz waren Autofenster mit Steinen eingeschlagen worden.
Am Montag, dem 40. Tag des nationalen Aufstands, kehrten die Menschen auf die Straße im ganzen Libanon zurück, doch es kam nicht zu einem landesweiten Streik.
Der Verkehrsunfall auf der Jiyeh-Autobahn zwischen Sidon und Beirut wird instrumentalisiert (25. November)
Die beiden Opfer des Verkehrsunfalls mit tödlichem Verlauf wurden als Hussein Shalhoub und seine Verwandte Sanaa al-Jundi identifiziert. Shalhoubs Tochter, die mit ihnen im Auto war, überlebte unversehrt. CCTV-Aufnahmen zeigen, wie ein schnell fahrendes Auto eine metallische Barriere streift, bevor es auf eine Stange fährt, die auf dem Boden steht, und Feuer fängt. Demonstranten in der Gegend sagten, dass die Metallbarriere von der Armee errichtet wurde und dass sie Hunderte von Metern entfernt waren. Einige Social-Media-Nutzer haben darauf die Demonstranten beschuldigt, Steine auf das Auto geschleudert zu haben, was die Demonstranten bestritten haben. Pro-Hisbollah-Medien haben in den letzten Wochen politische Rivalen, insbesondere die al-Mustaqbal-Bewegung, beschuldigt, eine Rolle bei der Sperrung einiger Straßen im Land zu spielen, insbesondere der Jiyeh-Autobahn, die Beirut mit dem Süden verbindet.

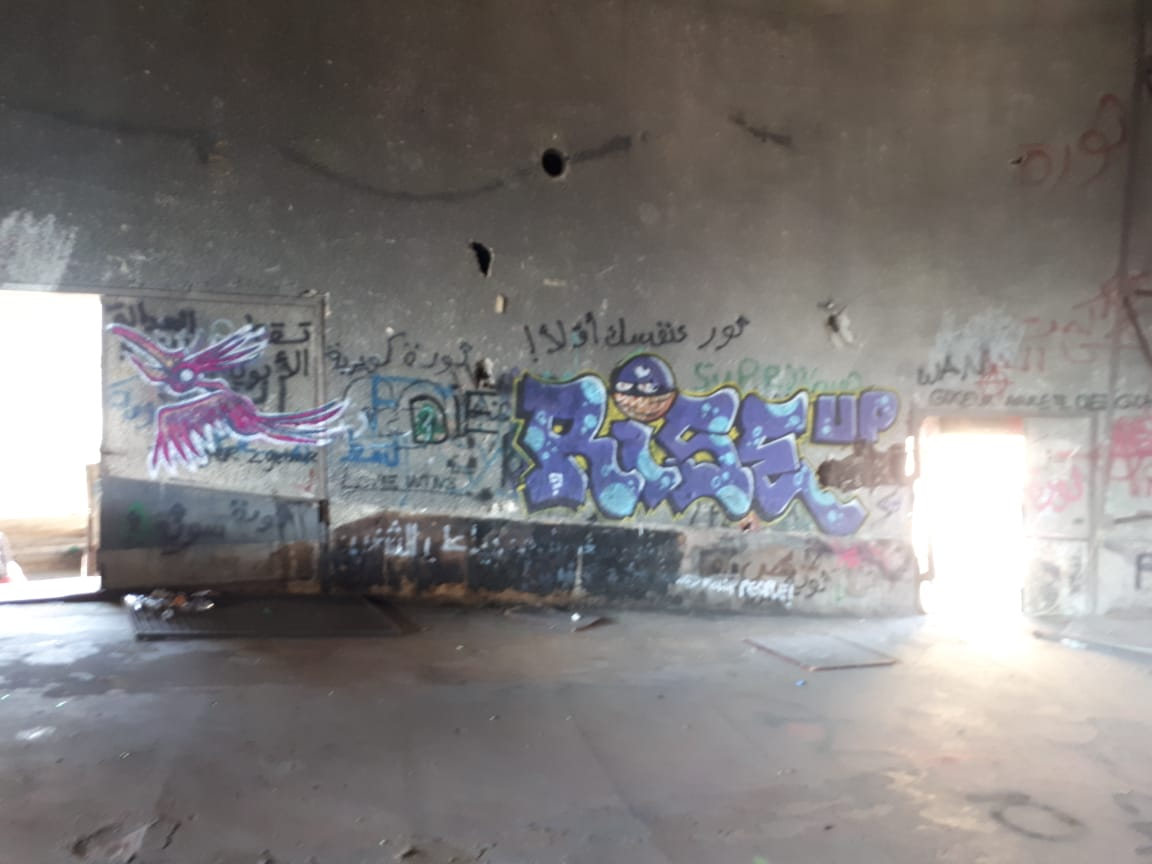
„rise“ (aufstehen). Graffiti an der Ringbrücke, Beirut (22. November 2019)

Ein Video wurde geteilt, das den Moment zeigt, als der tödliche Verkehrsunfall auf der Jiyeh-Autobahn passierte, der zum Verbrennen des Fahrzeugs führte. Die Hisbollah verurteilte am Montag in einer Erklärung „das schreckliche Verbrechen“, das sich am Montag Morgen auf der Jiyeh-Autobahn ereignete und das zum Tod von Hussein Shalhoub und Sanaa Al-Jundi führte. „Dieser sündige Angriff auf die beiden lieben Märtyrer ist ein Angriff auf alle Libanesen. es ist eine Bedrohung für den bürgerlichen Frieden und die soziale Stabilität, und wir fordern daher alle auf, die volle Verantwortung zu übernehmen, die Verbrecher zu entlarven und die Angreifer zu bestrafen“, heißt es in der Erklärung.
Die Sicherheitskräfte verstärkten später ihre Präsenz auf dem Märtyrerplatz der Hauptstadt und im Riad al-Solh. Medienberichten zufolge kamen die Motorradfahrer aus dem südlichen Beiruter Vorort Msharrafiyeh, wo Anhänger der beiden Parteien aus Protest gegen einen Autounfall, bei dem zwei Menschen in der Nähe einer Straßensperre in Jiyeh ums Leben kamen, einen Sitzstreik veranstalteten. Später am Montag brachen in der Gegend von Cola in Beirut Schüsse aus, nachdem Konvois von Motorrädern in der Gegend vorbeigefahren waren. Die Konvois hatten in Beirut und seinen Vororten mehrere Straßen durchstreift. Fernsehsender berichteten, dass die Schüsse in der Luft abgefeuert wurden und keine Verletzungen verursachten. Die Armee schickte sofort Verstärkung in das Gebiet. Anhänger der al-Mustaqbal-Bewegung hatten zuvor die Straße der Qasqas in Beirut blockiert, nachdem Anhänger der Hisbollah und der AMAL in der Gegend mit Motorrädern vorbeigefahren waren und Parolen gerufen hatten. MTV sagte, dass dort auch Schüsse in die Luft abgefeuert wurden. An anderer Stelle griffen Anhänger der Hisbollah und der AMAL das Hauptprotestgelände in der südlichen Stadt Tyrus an und zündeten die Zelte der Demonstranten an. Nach der Gewalt am Montag zwischen libanesischen Demonstranten und Anhängern der Hisbollah sind die Sicherheits- und Streitkräfte „entschlossen“, Straßensperren zu verbieten, um den Libanon vor einem „Worst-Case-Szenario“ zu bewahren, berichtete die Tageszeitung al-Joumhouria am Dienstag.
Berichten zufolge beabsichtigen die libanesischen Demonstranten, eine „revolutionäre Regierung“ zu bilden, um die Angelegenheiten der Volksbewegung zu regeln, wenn Präsident Michel Aoun die verbindlichen parlamentarischen Konsultationen bis Ende dieser Woche nicht einleitet, berichtete die kuwaitische Tageszeitung al-Anbaa am Dienstag (26. November).
Auf die Frage, ob die „revolutionäre Regierung“ gegen die Verfassungsbehörde rebellieren sollte, sagte eine hochrangige Quelle der Tageszeitung: „Es handelt sich um eine Schattenregierung.“ Diese werde keinen Präsidenten haben und das Sprachrohr der Bewegung sein, mit den Behörden und allen Parteien zu verhandeln, fügte die Quelle hinzu.
Nach Ansicht des Obersten Islamischen Rates braucht der Libanon dringend eine Rettungsregierung. Ein Sprecher des Tats betonte am Dienstag (26. November), dass die jüngsten Entwicklungen im Land „ein Erwachen des Gewissens und die Verpflichtung aller erfordern, ernsthaft an der Lösung der Probleme des Libanon zu arbeiten, die seine Existenz und sein Schicksal bedrohen.“ Der Rat forderte auch alle auf, „ihre nationale Verantwortung zu übernehmen, um das Land aus der Krise zu führen.“ Der Rat forderte die Einhaltung der libanesischen Verfassung und die Umsetzung aller ihrer Bestimmungen und betonte die Notwendigkeit, die verbindlichen Konsultationen zur Benennung einer neuen Ministerpräsidentin durchzuführen. Der maronitische Patriarch Béchara Pierre Raï verurteilte am Montag den nächtlichen Angriff auf Demonstranten in Zentral-Beirut als „Angriff auf den Libanon“. „Der Angriff richtete sich nicht nur gegen friedliche Jugendliche, sondern auch gegen die Armee und die Sicherheitskräfte“, sagte er bei einem Besuch in Kairo. „Wir verurteilen diese Herangehensweise an eine heilige Sache, weil die jungen Männer und Frauen das Wohlergehen des Libanon und seiner Menschen und Institutionen fordern und der Angriff auf sie ein Angriff auf den Libanon und die heilige Sache ist“, fügte der Patriarch hinzu. Er verurteilte auch die Angriffe auf „öffentliches und privates Eigentum, Autos und Geschäfte“ und forderte die Demonstranten auf, „Zurückhaltung zu zeigen“ und „mit Sicherheitskräften und der Armee zusammenzuarbeiten, um das Gemeinwohl zu wahren“.
Zunehmende Spannungen zwischen rivalisierenden Parteien – Auseinandersetzungen in Ain al-Remmaneh, Baalbek und Bikfaya
In der dritten Nacht in Folge kam es zu Zusammenstößen zwischen Parteianhängern und Demonstranten; nach Ansicht von Timour Azhari (Al Jazeera) droht der bislang weitgehend friedliche Protest im Libanon in bürgerkriegsähnliche Zustände überzugehen. „Am symbolischsten war eine stundenlange Auseinandersetzung zwischen Bewohnern von Ain al-Remmaneh, wo der 15-jährige Bürgerkrieg im Libanon begann, und dem benachbarten Chiya.“ Anhänger der Hisbollah und der Amal-Bewegung warfen Steine und andere Gegenstände über eine Straße zwischen den beiden Gebieten, die die Trennlinie zwischen dem christlichen Ost-Beirut und dem muslimischen West-Beirut während des Libanesischen Bürgerkriegs markierten. Die Männer auf der anderen Seite, von denen viele die Partei der Libanesischen Kräfte unterstützen, revanchierten sich, bevor die Armee eingriff, um beide Seiten auseinanderzuhalten. Aber auch nach dem Ende der Auseinandersetzungen versammelten sich Hunderte von Männern in den dunklen Gassen von Ain al-Remmaneh, trugen Schlagstöcke und inspizierten Autos, die durch die Straßen fuhren. Auf der anderen Straßenseite sagten Anhänger der Hisbollah und Amal, von denen viele Einwohner der Region sind, die Männer in Ain al-Remmaneh hätten sie mit Flüchen provoziert. Viele sangen Slogans zur Unterstützung des Führers der Amal-Bewegung, Nabih Berri, und schrien über die Straße.
Eine Reihe friedlicher Proteste wurde am Dienstagabend auch in Beirut und im gesamten Libanon fortgesetzt, obwohl die Spannungen in anderen Teilen des Landes zunahmen. Hunderte kamen zu einer nächtlichen Demonstration in der Zentralbank. Viele Demonstranten befürchten jedoch, dass die zunehmenden Provokationen der Anhänger der Partisanen die sektenfeindlichen und etablierungsfeindlichen Werte des Aufstands untergraben und die Menschen zurück in Richtung traditioneller Bündnisse treiben werden.

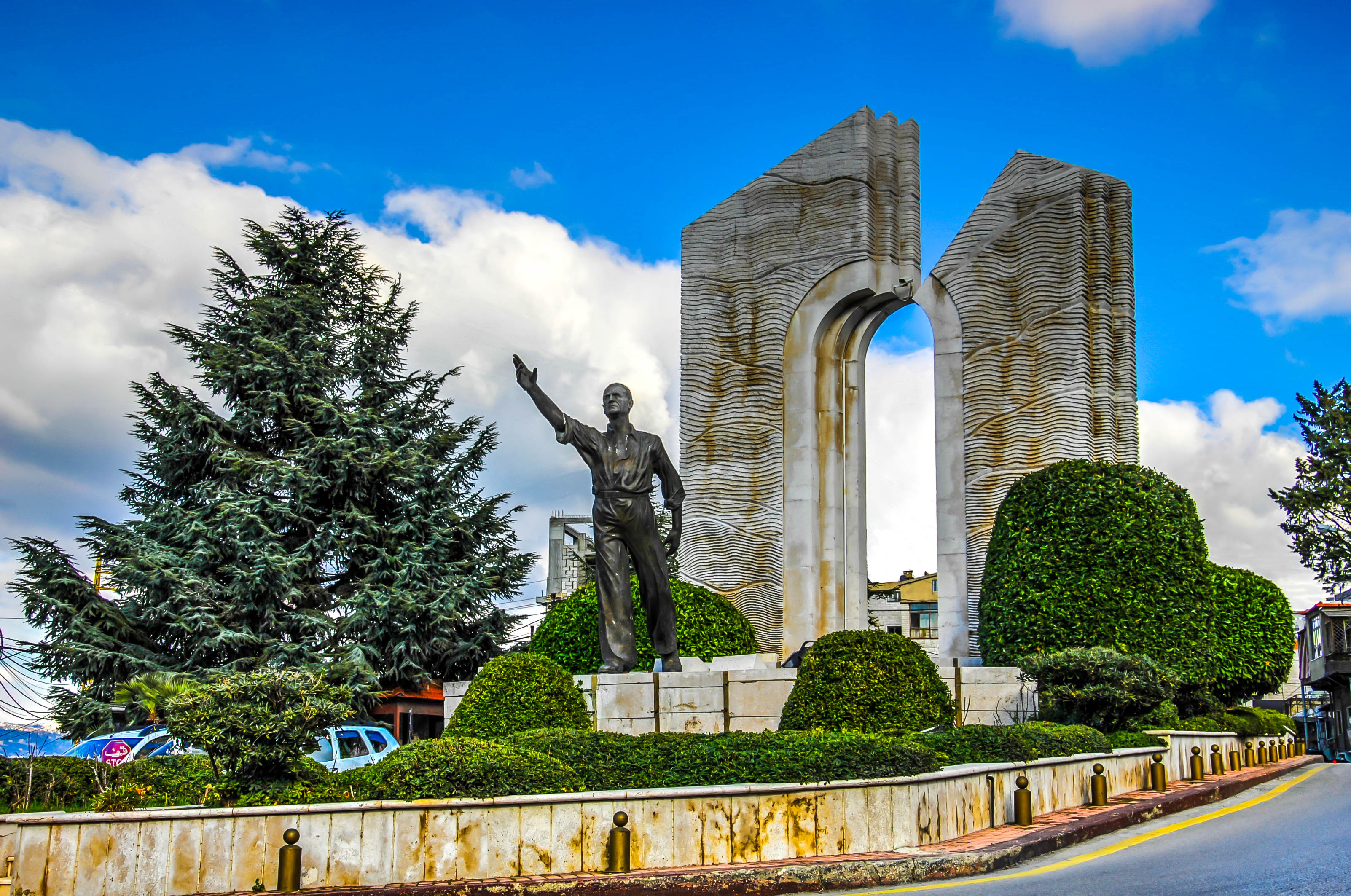
Das Pierre-Gemayel-Denekmal in Bikfaya. Der Ort ist Hochburg der Kata'ib-Partei und der Gemayel-Familie.

Am Dienstagabend brach eine Konfrontation zwischen Anhängern der Freien Patriotischen Bewegung und der Kata’ib in der Stadt Bikfaya im Nordwesten von Beirut aus. Die Situation begann, nachdem ein Pro-FPM-Konvoi aus Dutzenden von Autos vor der Residenz des ehemaligen Präsidenten und Kata’ib-Führers Amin Gemayel eingetroffen war. Einwohner von Bikfaya und Anhänger von Kataeb blockierten später den Eingang der Stadt, um die Einreise des Konvois zu verhindern, und forderten die FPM-Anhänger auf, die Dahr al-Sowwan-Baabdat Straße zu nehmen. Kata’ib-Anhänger griffen später die Autos an und warfen Steine auf sie, wobei sie eine FPM-Anhängerin am Kopf verletzten. Videoaufnahmen zeigten eine Reihe von Autos mit zerbrochenen Fenstern und Anhänger der beiden Parteien, die rivalisierende Parolen sangen. Nach Intervention der Armee wurden die beiden Gruppen getrennt. Bikfaya ist eine Hochburg von Kata’ib und die Heimatstadt seines Gründers Pierre Gemayel. Anhänger der Hisbollah griffen am Dienstagabend Demonstranten in Baalbek an, brachen ihre Zelte nieder und griffen ihre Sprecher auf dem Platz an. Berichten zufolge waren Demonstranten in Geschäften geflüchtet, wo sie darauf warteten, von der libanesischen Armee geschützt zu werden.
Auch in Tripoli hatte sich die Lage am Dienstag in der Nacht verschärft; Einwohner behaupteten, dass eine Gruppe von Menschen von außerhalb nachts in der Stadt Verwüstungen anrichtete, teilten sie MTV-Reportern mit. Eine Gruppe von Männern zerschmetterte bzw. verbrannte die Geldautomaten von Fransabank und MedBank. In einer Erklärung teilte die libanesische Armee mit, dass vier Personen in Gemayzet festgenommen wurden, nachdem sie die Büros einer politischen Partei und einer Bank angegriffen hatten. Einer der Männer warf eine nicht explodierende Handgranate auf die Truppen. Ein Soldat wurde durch Steine verletzt, die von Demonstranten geworfen wurden, und zwei Motorräder wurden beschlagnahmt, heißt es in der Erklärung. Bei den nächtlichen Konfrontationen in mehreren libanesischen Regionen, wurden Dutzende von Menschen verletzt, meist durch Faustkämpfe und Steinwürfe, und 16 Menschen wurden wegen ihrer Beteiligung inhaftiert, teilten das libanesische Rote Kreuz und die Armee am Mittwoch mit. Mütter marschieren zwischen muslimisch-christlichen Vororten Beiruts, an denen am Vortag heftige Auseinandersetzungen stattgefunden hatten; sie verteilten weiße Blumen auf ihrem Weg von Ain al-Rummaneh nach Chiyah am 27. November 2019. Nach dem Singen der Nationalhymne sangen die Frauen und Bewohnerinnen gegen den Bürgerkrieg und riefen zur nationalen Einheit auf. „Wir, die Mütter des Landes, werden die Trennung nicht akzeptieren“, hieß es auf einem der Transparente.
Bei den Unruhen in Tripolis wurde auch ein Büro der von Aoun gegründeten politischen Partei sowie ein Bankautomat angegriffen. Die Vorfälle haben die Krise in eine gefährlichere Phase gebracht, sagte Nabil Bou Monsef, stellvertretender Chefredakteur der Zeitung An-Nahar. Während die Zahl der Opfer bislang begrenzt war, würde es schwieriger werden, die Gewalt einzudämmen. „Wenn die Krise nicht schnell und politisch eingedämmt werden kann, drohen bewaffnete Zusammenstöße“, sagte er. Er bemerkte, dass nur die Hisbollah schwere Waffen besitzt, während leichte Waffen im gesamten Libanon weit verbreitet sind.

## Siebte Woche (ab 28. November)
Die Wirtschaftsausschüsse, ein Zusammenschluss von libanesischen Geschäftsführern und Eigentümern großer Unternehmen, haben am Mittwoch einen Streik abgesagt, den sie für Donnerstag, Freitag und Samstag anberaumt hatten, als das Syndikat der Tankstellenbesitzer aus Protest gegen die anhaltende Krise der Dollar-Knappheit Streiks erklärt hatte. Sie beschuldigen die Zentralbank und die Ölimporteure, einer Einigung über die Zahlung in libanesischen Lira in Anbetracht des Dollarmangels im Land nicht nachgekommen zu sein.
Am Donnerstag (28. November) versammelten sich Demonstranten vor der Steuerbehörde des Finanzministeriums im Adlieh-Viertel Beiruts, um die Mitarbeiter daran zu hindern, die Einrichtung zu betreten. Später wurde die Bereitschaftspolizei eingesetzt, um durchzusetzen, dass die Mitarbeiter das Gebäude betreten konnten. Am Abend veranstalteten Demonstranten einen Marsch zum Hauptsitz der Zentralbank in Beirut, um gegen deren Gouverneur Riad Salameh zu protestieren, dem man Korruption vorwirft. 
Eine Reihe von Demonstranten versammelten sich am Donnerstagabend vor der Banque du Liban im Hamra-Viertel Beiruts. Sie riefen Parolen über die aktuelle Wirtschaftskrise und die Banken sowie gegen den Gouverneur von BDL, Riad Salameh. Das Syndikat der Geldwechselhäuser im Libanon hat angekündigt, dass es am Freitag (29. November) in den Streik treten wird; die Tankstellen im Libanon setzen ihren Streik fort.
Tankstellenstreik lähmt den Libanon im Zuge der sich verschärfenden Krise
Autofahrer blockieren am Freitag (30. November) Straßen, um ihre Wut über die Schließung von Tankstellen zum Ausdruck zu bringen und verursachten Staus, um gegen den Streik der Tankstellenbesitzer zu protestieren, die eine Erhöhung der Benzinpreise forderten, da die Kaufkraft der Landeswährung sinkt. Indessen sagte der UN-Sonderkoordinator für den Libanon, Ján Kubiš, er habe sich am Freitag mit dem Gouverneur der Zentralbank, Riad Salameh, getroffen und mit ihm Maßnahmen erörtert, die „dringend erforderlich sind, um die weitere Vertiefung der Wirtschaftskrise zu stoppen“ und die Fähigkeit des Bankensektors zu verbessern, mit dem Druck umzugehen. „Die Bildung einer glaubwürdigen und kompetenten Regierung, die das Vertrauen der Menschen und der internationalen Partner von Libanon zurückgewinnen kann, hat Priorität“, schrieb Kubis in den sozialen Medien.
Zum zweiten Mal in Folge versammelte sich am Samstag (30. November) eine kleine Gruppe vor der Botschaft der Europäischen Union in Beirut, um die Rückkehr palästinensischer und syrischer Flüchtlinge in ihre Länder zu fordern, berichtete die staatliche Nationale Nachrichtenagentur. Währenddessen stand eine Gruppe von Aktivisten auf einem angrenzenden Bürgersteig und schwang Parolen gegen „Rassismus“ und begrüßte die Anwesenheit von Flüchtlingen. Mehr als eine Million syrische Flüchtlinge sind beim Hohen Flüchtlingskommissar der Vereinten Nationen (UNHCR) im Libanon registriert. Die Regierung schätzt die tatsächliche Zahl der Syrer im Land auf 1,5 Millionen. Ebenfalls am Samstag führt eine Gruppe von Frauen mit weißen Rosen einen Marsch von Beiruts Ringbrücke zum nahe gelegenen Viertel al-Khandaq al-Ghamiq, um die Einheit aller Libanesen zu fordern, unabhängig von Sekte oder Wohnort. Derweil kündigte Sami Brax, der Chef der Syndikate der Tankstellenbesitzer, kündigte die Aussetzung des Streiks der Tankstellenbesitzer nach Kontakten mit dem Energieministerium an, teilte LBCI mit.
Am Samstag fand außerdem eine Solidaritäts-Versammlung vor der irakischen Botschaft im Beiruter Viertel Ramlet al-Bayda statt. Kerzen wurden in Solidarität mit den irakischen Demonstranten und für die Menschen angezündet, die im Irak getötet wurden. Am selben Tag fand ein Marsch in Tripolis statt, beginnend am südlichen Stadteingang, durch die Azmi-Straße, den Fouad-Chehab-Boulevard bis zum Abdel-Hamid-Karameh-Platz. Die Demonstranten hissten libanesische Flaggen, sangen nationale Lieder und riefen unter strengen Sicherheitsvorkehrungen Slogans zum Wandel im Lande aus.
„Sonntag der Klarheit“

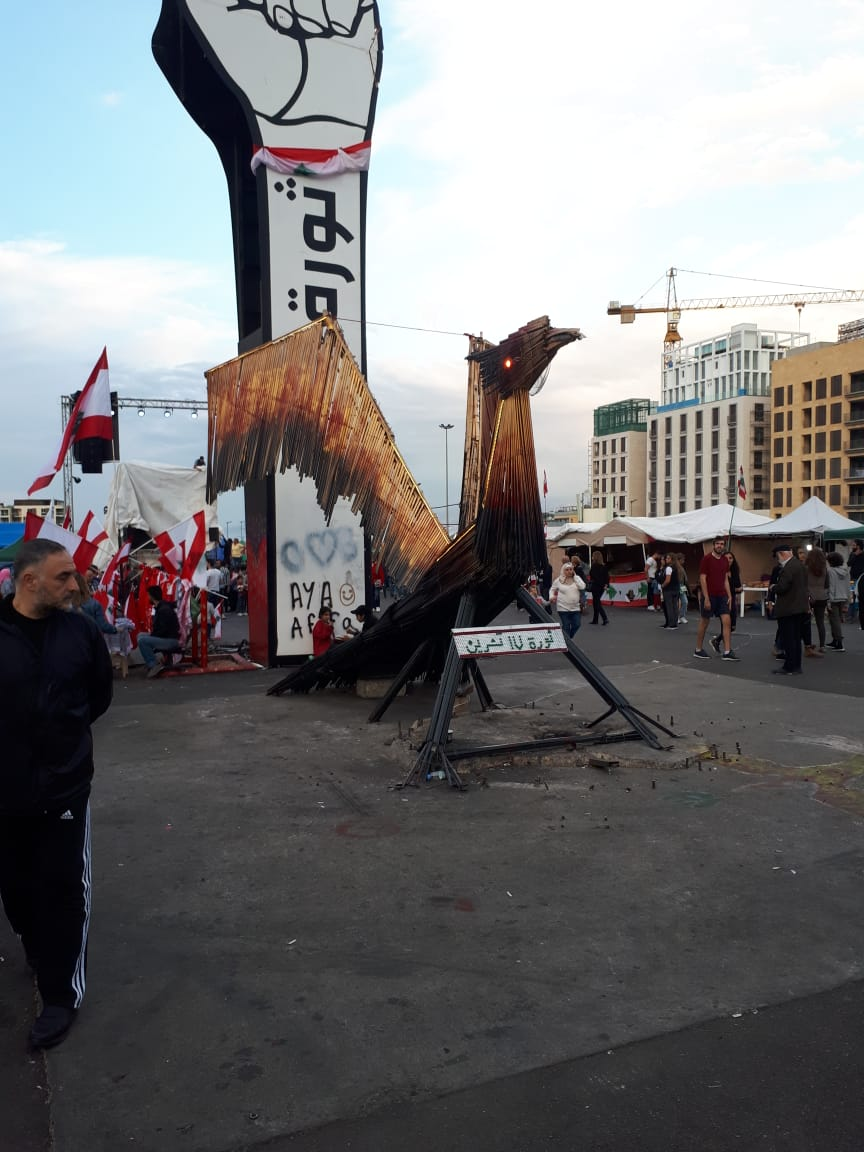
„Die Faust der Revolution“ – Proteste auf dem Beiruter Märtyrerplatz (1. Dezember)

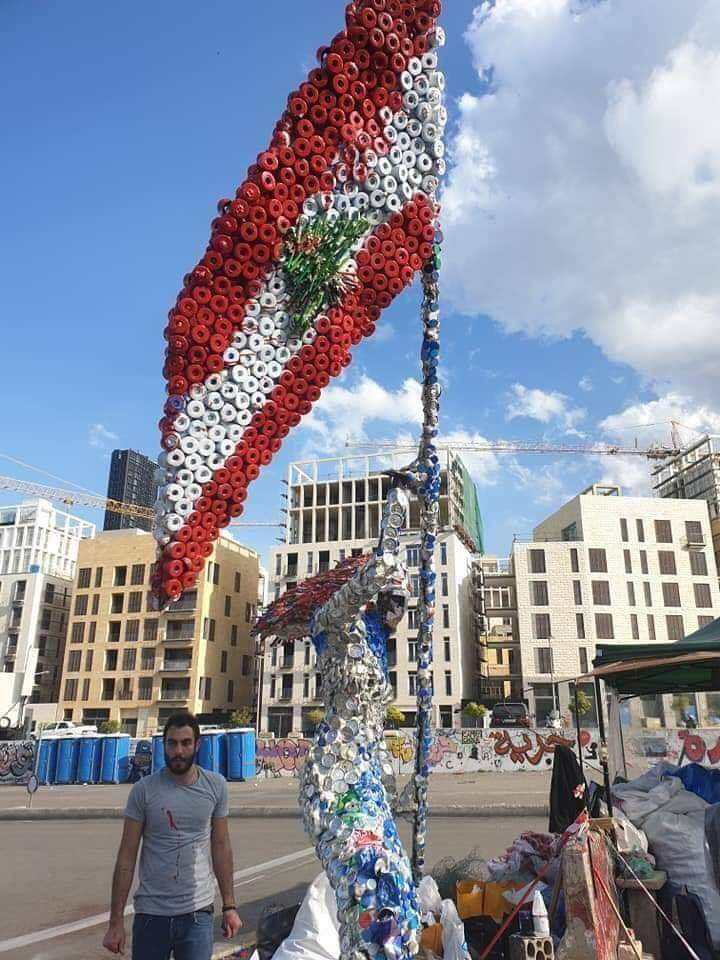
Installation aus Pepsidosen im Rahmen der Proteste auf dem Beiruter Märtyrerplatz (1. Dezember)

Am Sonntag (1. Dezember) kam es auf der Straße zum Präsidentenpalast in Baabda zu rivalisierenden Demonstrationen; während eine von der Protestbewegung des Landes und der Sabaa-Partei organisiert war, versammelten sich in der anderen Anhänger der Freien Patriotischen Bewegung. In Beirut und auch in zahlreichen anderen Städten des Libanon faden Protestmärsche unter dem Motto „Sonntag der Klarheit“ statt.
Der Abgeordnete Hady Hbeish (Zukunftsbewegung) sagte am Sonntag, dass das Land auf eine Katastrophe zusteuere und total zusammenbrechen sollte, sollte die Situation so weitergehen, und stellte fest, dass es einen Finanzkrieg geben wird, der in Armut und Hungersnot steckt. In Bezug auf die Regierungsfrage bemerkte Hbeish, dass derzeit Gespräche mit Samir al-Khatib geführt werden, um zu prüfen, ob er ein Kabinett bilden kann. Im gleichen Zusammenhang betonte Hbeish, dass die Position Saad Hariris klar sei und dass die gegenwärtige Situation keine Verzögerung mehr vertrage.
Eine Gruppe von Demonstranten stürmte am Montag (2. Dezember) in den Justizpalast von Beirut; sie stellten auch eine Reihe von Forderungen, darunter die Unabhängigkeit der Justiz und die Eröffnung des Dossiers zur Steuerhinterziehung. Eine andere Gruppe veranstaltete am Montag ein Sit-In vor dem Energieministerium. Sie brachten Transparente an, die die „Korruption im Energiesektor“ verurteilen. Zu Protesten kam es auch vor der Banque du Liban in Zahlé; weitere Demonstranten veranstalteten ein Sit-in vor dem Gebäude des libanesischen Bankenverbands (ABL), um gegen die kürzlich von den libanesischen Banken eingeführten Beschränkungen und Verfahren zu protestieren, insbesondere im Hinblick auf die Festlegung von Höchstbeträgen für Abhebungen.
Am Dienstag (3. Dezember) kam es erneut zu Straßenblockaden in Beirut und Tripolis sowie zu Versammlungen vor staatlichen Institutionen, wie Schulen und Büros. Armee-Truppen intervenierten sofort und begannen, alle Straßen zu öffnen. Außerdem veranstalteten Studenten der Universität in Tripolis al-Bahsas ein Sit-In vor dem Campus und verhinderten, dass Fahrzeuge und Busse auf das Gelände fuhren. Armee-Truppen wurden verletzt, als Demonstranten Steine auf Soldaten schleuderten, die die Naameh-Schnellstraße öffneten. Trotz der Kontakte von MP_Kandidat Samir al-Khatib konnte bis heute kein Durchbruch erzielt werden, wer der nächste Ministerpräsident des Libanon sein wird, schrieb der TV-Sende LBCI.
Am Dienstagabend wurden erste Details zur Zusammensetzung der neuen Regierung bekannt, an der die Protestbewegung beteiligt sein soll. Laut Medienberichten soll die neue Regierung „techno-politisch“ sein und aus 24 Ministern bestehen – sechs politischen Figuren als Staatsminister und 18 Technokraten und Vertreter der Protestbewegung. Ministerpräsident soll der Ingenieur und Geschäftsmann Samir Khatib als Konsenskandidat werden. Proteste und Straßensperrungen in verschiedenen libanesischen Regionen wurden am Mittwoch wieder aufgenommen, nachdem Samir Khatib als Vorsitzender der neuen Regierung den Konsens angekündigt hatte. Proteste gsb es u. a. in Tripolis, Baalbek, Halba und Saadnayl. Dabei kam es auch zu Festnahmen.
Protest gegen die wirtschaftliche Situation

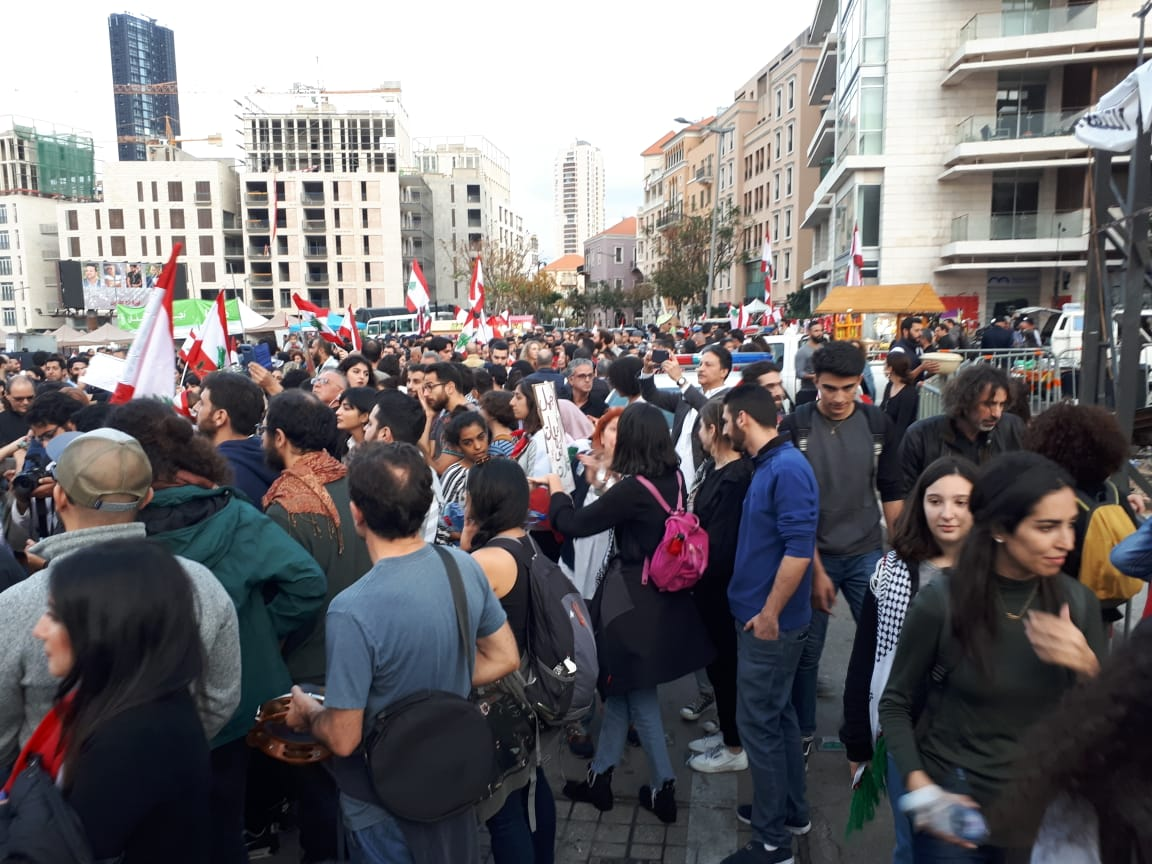
Proteste in der Beiruter Innenstadt am 1. Dezember 2019

Der maronitische Patriarch Béchara Pierre Raï hat am Mittwoch die Forderung der Präsidentschaft nach verbindlichen parlamentarischen Konsultationen zur Ernennung eines designierten Premierministers als „neuen Aufbruch“ für den Libanon beschrieben. Gleichzeitig sprach er die soziale Lage im Land an; es sei traurig, „dass drei Menschen in den letzten Tagen aufgrund finanzieller Nöte Selbstmord begangen haben. Es ist sehr qualvoll, wenn eine Person ihr Leben beendet, weil sie ihrer Familie kein Geld und keinen angemessenen Lebensunterhalt bieten kann“.
Anti-Korruptions-Demonstranten blockierten am Mittwochabend (4. Dezember) die wichtige Ringautobahn in Zentral-Beirut, nachdem die Sicherheitskräfte über Nacht Tränengas abgefeuert hatten, um die Demonstranten aufzulösen, die dieselbe Straße blockierten. Einige Demonstranten sagten, sie seien gekommen, um gegen die Art und Weise zu protestieren, in der sie in der Nacht zuvor von Sicherheitskräften behandelt wurden. Andere sagten, sie seien wütend geworden, nachdem Berichten zufolge ein 41-jähriger Mann am Mittwoch wegen seiner schrecklichen Lebensbedingungen ums Leben gekommen sei. Am Mittwochabend war eine große Anzahl von Bereitschaftspolizisten auf der Ringautobahn anwesend. Kleinere Schlägereien brachen mit den Demonstranten aus, aber die Demo blieb insgesamt weitgehend friedlich.

## Achte Woche (ab 5. Dezember)

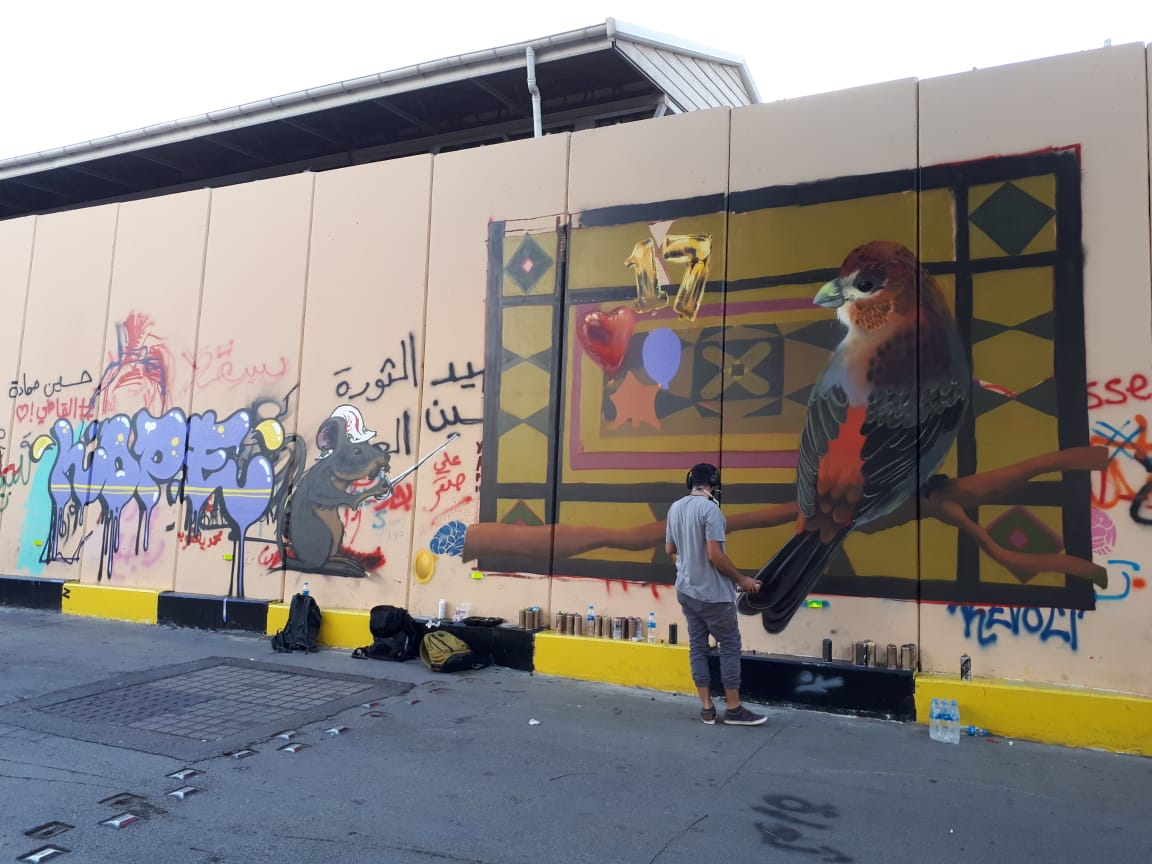
Graffiti-Künstler als Teil der Protestbwegeung in der Beiruter Innenstadt (1. Dezember 2019)

Viele Demonstranten in der libanesischen Zivilbewegung, die am Donnerstag (5. Dezember) 50 Tage lang demonstrierten, sind jedoch mit Hariris Entscheidung für den Posten des neuen Ministerpräsidenten unzufrieden; ein Aktivist, Dr. Ziad Abdel Samad, sagte gegenüber Arab News:
„Die Demonstranten sind absolut gegen die Beennung von Samir Khatib als zukünftigen Ministerpräsidenten. Sie sind der Ansicht, dass er sich mit dem Korruptionssystem des Landes und seinen Ikonen befasst hat. Er wurde von den an der Macht stehenden Vertretern der Hisbollah und Amals sowie vom Führer der Freien Patriotischen Bewegung, Gebran Bassil, geprüft, bevor er sich auf seinen Namen einigen konnte. Die Proteste zielen auf eine größere Eskalation ab, bis eine saubere Person kommt. Die Krise wird durch Korruption verursacht. Wie können also dieselben Parteien durch unterschiedliche Gesichter wieder an die Macht gelangen? Die Leute sind wütend und angewidert und wollen unabhängige Persönlichkeiten“, sagte er.
Ein anderer Aktivist, der anonym bleiben wollte, sagte:
„Die verschiedenen Gruppen der Zivilbewegung lehnen die Ernennung von Khatib zum Regierungschef ab, weil er Teil der Struktur ist, die von diesem System profitiert. Wir fordern die Behörden auf, eine bestimmte Denkweise zu ersetzen und nicht die Gesichter zu tauschen. Wir wollen eine unabhängige Regierung.“
Er sagte, die Demonstranten seien über ihren Aktionsplan für das Crunch-Meeting am Montag unentschlossen. Während einige Gruppen vorschlugen, die Abgeordneten daran zu hindern, den Präsidentenpalast zu erreichen und alle Straßen des Libanon zu blockieren, ziehen andere es vor, das Ergebnis abzuwarten. „Es ist wahr, dass die Menschen keiner Person vertrauen, die von der gegenwärtigen Behörde ausgewählt wurde, aber wir müssen warten, bis diese Person das Gegenteil beweist.“
Auch am Freitag (6. Dezember) wurden die Proteste gegen öffentliche Einrichtungen fortgesetzt. Unbekannte warfen am Donnerstagabend ins Büro der Freien Patriotischen Bewegung in der Region Jounieh einen Molotow-Cocktail, ohne dass über Verletzungen berichtet wurde. Demonstranten hielten Sitzstreiks außerhalb der ESCWA ab und fordern die Rückkehr syrischer Flüchtlinge. Demonstranten schließen Serail Eingang in Zahlé mit einer großen libanesischen Flagge.
Eine Reihe von Demonstranten veranstaltete am Samstag eine Kundgebung vor dem Rat für Entwicklung und Wiederaufbau und forderte die Beendigung verdächtiger Projekte, die die Umwelt zerstören und öffentliche Gelder verschwenden. Am Samstag fand auch ein Schweigemarsch von der Bliss-Straße im Beiuter Stadtteil zum Märtyrerplatz statt, um Protest gegen die Belästigung und Mobbing gegen Frauen zu erheben. Bürger protestierten auch in Qraytem, fordern ein technokratisches Kabinett und die Rückforderung gestohlener öffentlicher Gelder.
Der Vorsitzende der Unabhängigkeitsbewegung, Michel Mouawad, gab in einer Erklärung am Samstag (7. Dezember) bekannt, dass er den Botschafter Nawwaf Salam als MP-Kandidaten bei den parlamentarischen Konsultationen vorschlagen wird. Seiner Ansicht nach habe Samir al-Khatib, auch wenn er keinerlei persönliche Verantwortung für das, was vor sich geht, trägt, nicht die erforderliche Unterstützung der Bevölkerung. Er sei nicht die Persönlichkeit, die die Libanesen mit ihren Institutionen versöhnen könne, eine notwendige Voraussetzung für die Wiederherstellung des Vertrauens und der sozialen Stabilität. Indessen kündigte Samir Khatib am Sonntag seinen Rücktritt von der MP_Kandikatur an.

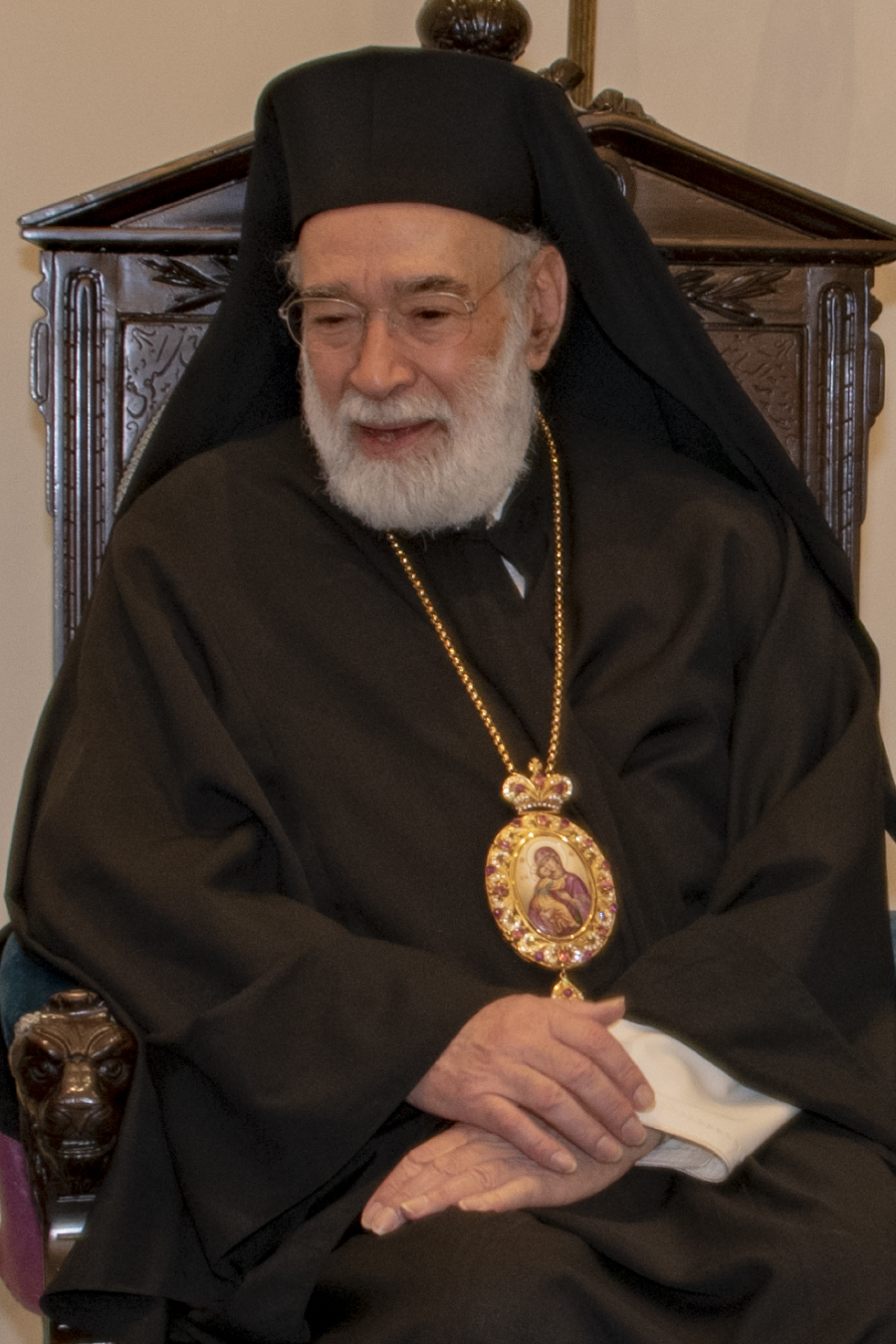
Metropolit Elias Audi (2019)

Der griechisch-orthodoxe Metropolit von Beirut, Elias Audi, sagte am Sonntag, dass das Land von einer Person und einer bewaffneten Gruppe regiert werde. Audi sagte dies bei der Predigt anlässlich des 14. Jahrestages der Ermordung des Journalisten Gebran Tueni. Audi forderte die libanesischen Institutionen auf, auf die Stimme des libanesischen Volkes zu hören.
Am Sonntag (8. Dezember) fand in Tripolis ein Marsch vom al-Nour-Platz bis zur Gemeinde al-Mina statt. Dies geschah, als die Demonstranten Transparente mit Parolen aufstellten, die den Präsidenten aufforderten, zurückzutreten und die Konsultationen zur Wahl eines neuen Ministerpräsidenten am folgenden Tag abzusagen. Eine Reihe von Demonstranten setzten sich am Montag (9. Dezember) die Küstenstraße unter der Palma-Brücke in Tripolis, wo sie die Straße blockierten. Auch in Saadnayel kam es zu Blockaden.
Die libanesische Armee teilte am Dienstag (10. Dezember) in einer Erklärung mit, dass sechs ihrer Soldaten verletzt wurden, als sie sich einen Tag zuvor in Tripolis zwischen Demonstranten und Hauswächtern des Abgeordneten Faisal Karami trennten. In der Erklärung heißt es, dass sich am Montagnachmittag Dutzende von Demonstranten vor den Häusern einiger Abgeordneter in Tripolis versammelt haben und dass sich die Situation in Provokationen, bei denen Steine geworfen wurden, verschärft hat. In Sarba nahmen Armeetruppen vier Personen fest, nachdem sie versucht hatten, die Autobahn mit brennenden Reifen zu blockieren.
Die Spannungen in Zentral-Beirut nahmen am Mittwoch (11. Dezember) zu, als eine Gruppe junger Männer versuchte, das Epizentrum der regierungsfeindlichen Proteste am Beiruter Riad al-Sol-Platz anzugreifen, was die Sicherheitskräfte dazu veranlasste, Tränengas abzufeuern. Dutzende von Männern warfen Steine und Molotow-Cocktails auf die Bereitschaftspolizei, um die vorrückenden Angreifer zu stoppen. Die Polizei schob sie zurück und feuerte Tränengas ab. Die Gruppe von hauptsächlich jungen Männern, die aus dem verarmten Vorort Khandaq al-Ghamiq kamen, sangen „Shia, Shia!“, Als sie sich dem Gebiet der regierungsfeindlichen Demonstranten näherten. Es ein ist weiteres Mal, dass Anhänger der beiden schiitischen Hauptgruppen im Libanon, der Hisbollah und der AMAL-Bewegung, die Proteststätte angriffen.

## Neunte Woche (ab 12. Dezember)

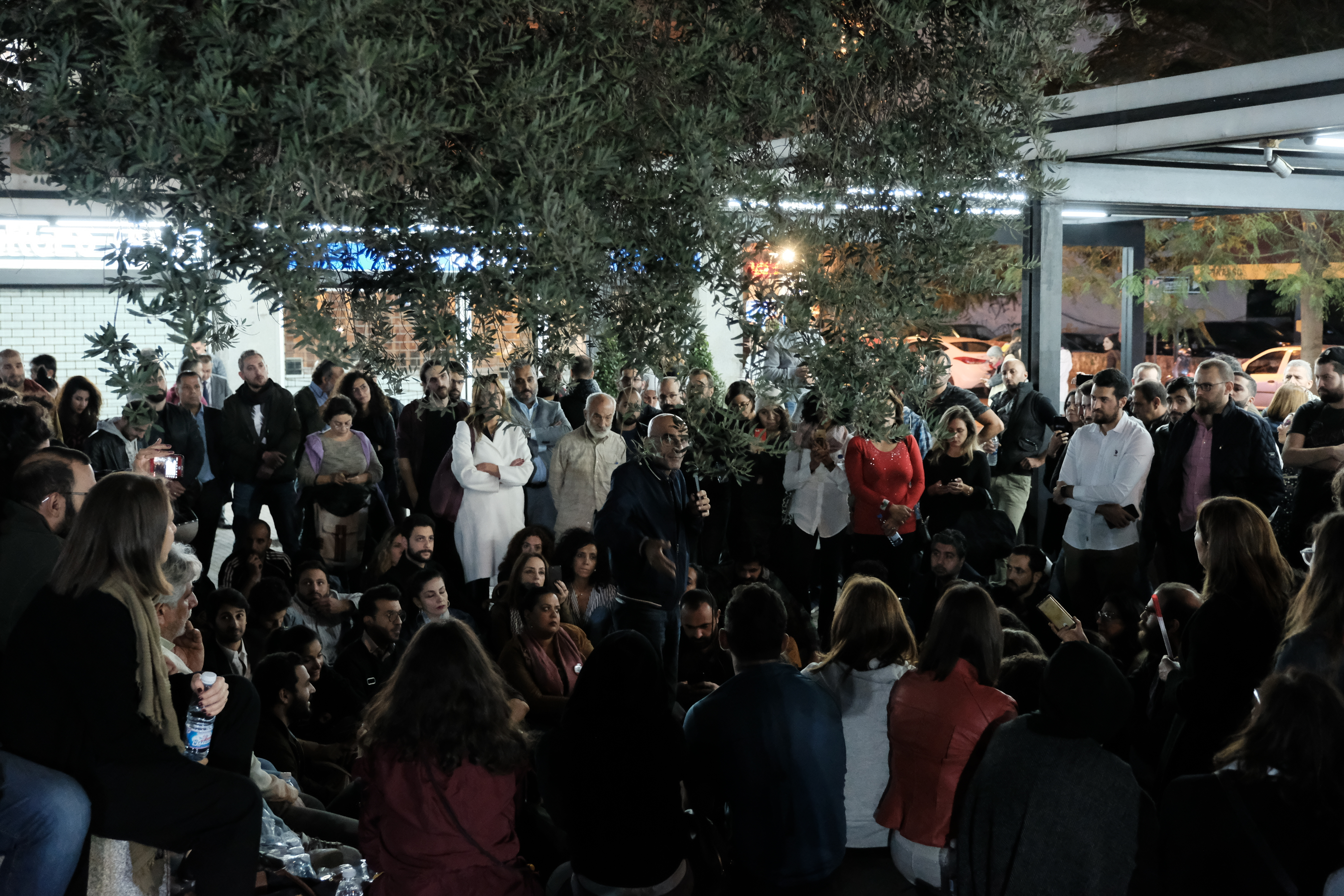
Eine der vielen Veranstaltungen am Rande der Proteste; Der investigative Journalist Mohammad Zbeeb hält einen Vortrag über seine Berichterstattung über Korruption im öffentlichen Sektor (Foto 28. November 2019)

Die Protestbewegung gegen die politische Klasse wegen Misswirtschaft und Korruption wurde am 57. Tag und damit in der neunten Woche fortgesetzt; die Proteste fanden in Form von Straßenmärschen statt, es gab Kundgebungen auf Hauptplätzen und Proteste in der Nähe der staatlichen Institutionen. In Halba versammelten sich wütende Aktivisten in der Nähe der Serail und forderten den Bürgermeister auf, zurückzutreten, da sie ihn der Korruption und Verschwendung öffentlicher Mittel beschuldigten. In Jounieh versammelten sich Demonstranten in der Nähe des Ordnungsamt zur Fahrzeuganmeldung und Mitarbeitern blockierten den Zugang zu ihren Büros. Unter dem Motto Gib uns unser gestohlenes Geld zurück veranstalteten Demonstranten in der libanesischen Region Bekaa ein Sit-In in der Nähe des Nationalen Sozialversicherungsfonds in Zahlé.
Die libanesische Armee verhaftete am Freitag (13. November) mehrere Aktivisten bei Schlägereien mit Demonstranten, die die Autobahn von Jal el-Dib blockiert hatten. Dutzende Demonstranten in Jal el-Dib kämpften an mehreren Stellen auf der Autobahn gegen die Polizei, was den morgendlichen Berufsverkehr störte. In den sozialen Medien kursierende Videoaufzeichnungen zeigten, wie Armeetruppen mitten auf der Autobahn einen der Demonstranten schlugen und traten. Indessen setzten sich die politischen Auseinandersetzungen über die künftige Regierungsform fort. Hariri fordert eine Regierung von Technokraten, bleibt aber auch der wahrscheinlichste Kandidat für die Leitung einer neuen Regierung, schrieb Naharnet. Eine Reihe von Demonstranten stürmte am Freitag außerdem in das Gebäude des Mobilfunkanbieters Ogero im Viertel Bir Hassan von Beirut.
Die Ernennung des nächsten libanesischen Premierministers war verschoben worden, nachdem große christliche Parteien angekündigt hatten, die Kandidatur von SSad Hariri nicht zu unterstützen, was ein neues Problem für das Land und seine schwankende Wirtschaft darstellt. Hariri, der am 29. Oktober zurückgetreten war, schien aber am Montag zurückzukehren, nachdem alle anderen Kandidaten nicht genügend Unterstützung vom sunnitischen muslimischen Establishment des Landes erhalten hatten. Dies hatte mit zum Ausbruch der erneuten Proteste beigetragen. Am Samstag (14. Dezember) kam es zu heftigen Zusammenstößen zwischen der Polizei und Gruppen von Demonstranten, die versuchten, Barrikaden am Parlamentsgebäude zu durchbrechen. Angesichts der Zahl der Verwundeten waren es die heftigsten Konfrontationen seit Beginn der Proteste am 17. Oktober. Am Sonntag wurde der Fotojournalist Mohammed Akazir von einem Stein getroffen, der von Sicherheitskräften des Parlaments geworfen wurde, als er von deren Auseinandersetzungen mit Demonstranten in Beirut berichten wollte. Am Sonntagabend kam es zu Auseinandersetzungen zwischen den Anhängern von Parlamentspräsident Nabih Berri und einer Reihe von Demonstranten im Zentrum von Beirut, der jedoch bald unterbunden wurde. In der Innenstadt von Beirut kam es zu Zusammenstößen zwischen den Demonstranten und den Sicherheitskräften. Die Sicherheitskräfte feuerten Tränengas ab, um die Demonstranten zu zerstreuen.

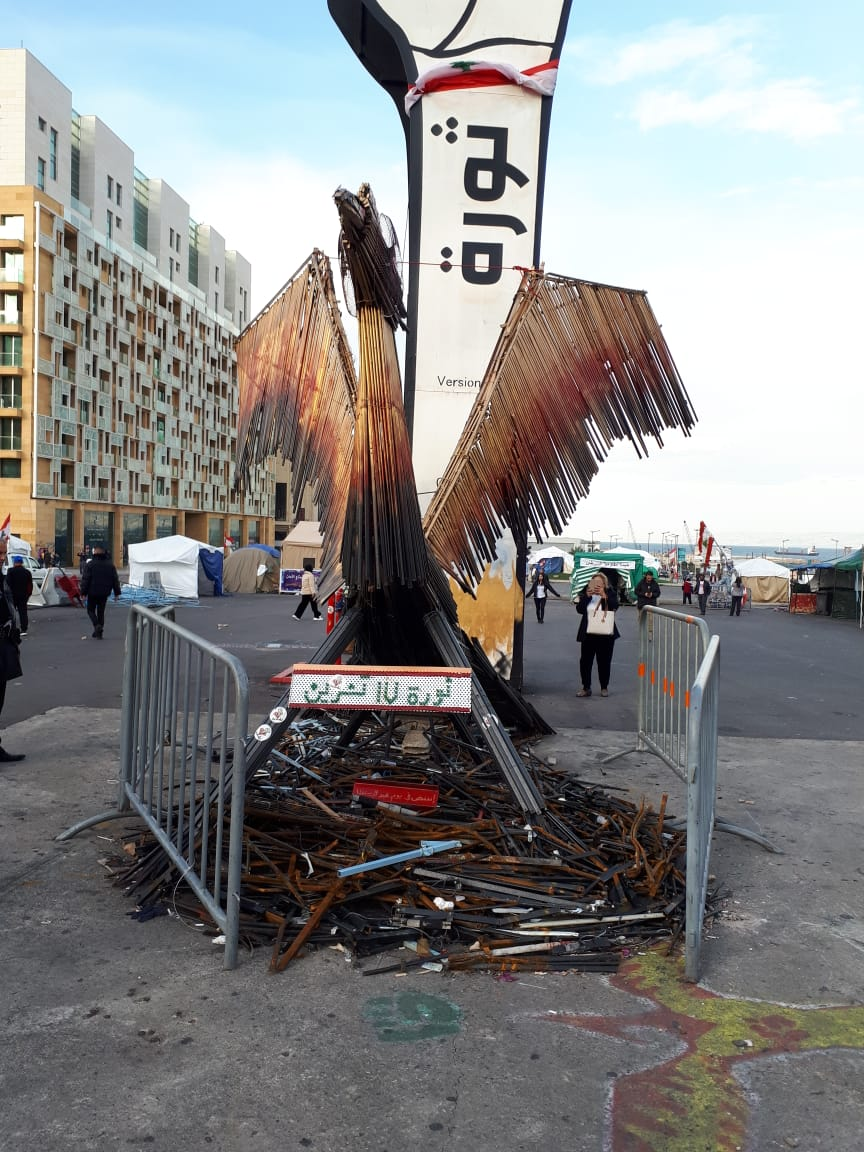
„Flug des Phönix“ – Objektkunst während der Proteste auf dem Beiruter Märtyrerplatz, Dezember 2019

Tausende drängten sich am Wochenende zwischen Tränengas und Feuerwerk auf den Straßen der Hauptstadt, um eine unabhängige Regierung zu fordern. Aya Majzoub, eine libanesische Mitarbeiterin von Human Rights Watch, teilte auf Twitter mit, mindestens vier Demonstranten seien durch mit Gummi beschichtete Kugeln verletzt worden. Nach einem gewaltsamen Vorgehen der Sicherheitskräfte in der Hauptstadt in der vergangenen Nacht trafen viele Demonstranten am Sonntag in Helmen und Gasmasken konfrontationsbereit ein. Einige hatten Stöcke dabei.

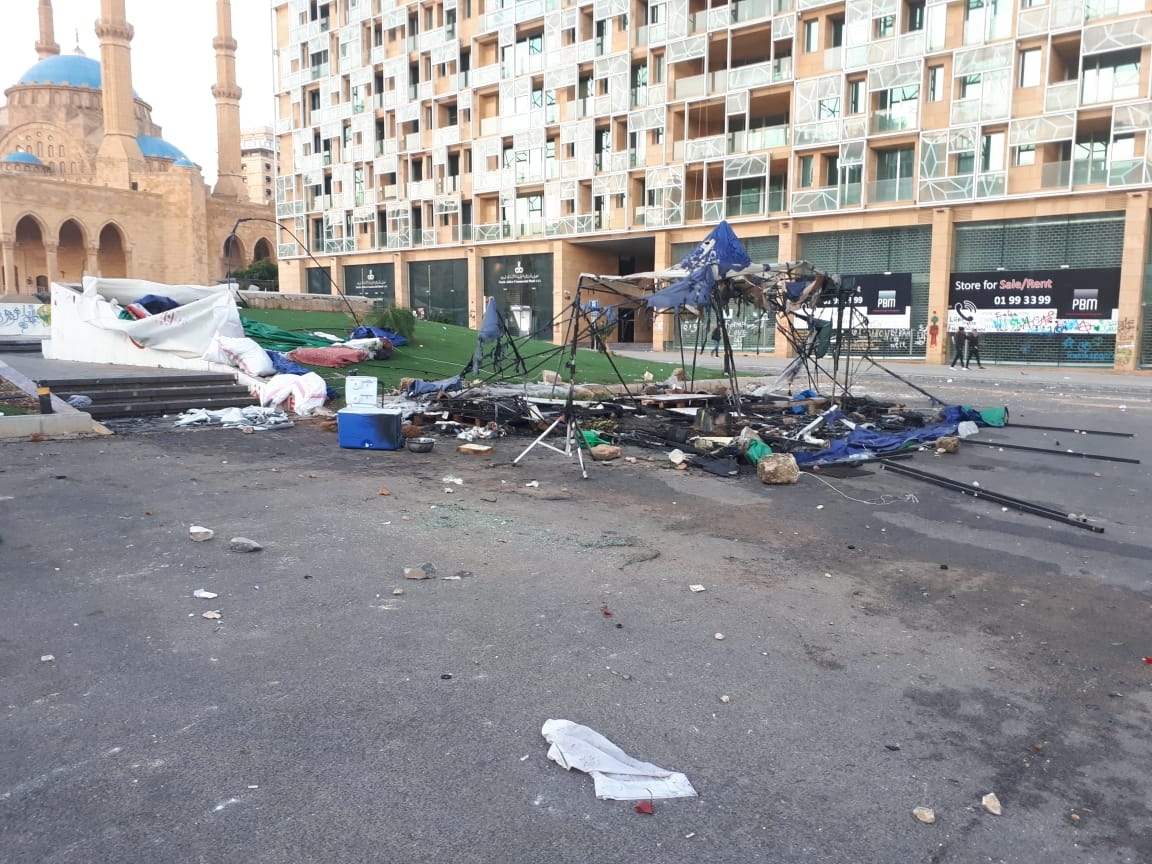
Zerstörtes Zelt der Demonstranten in der Beiruter Innenstadt

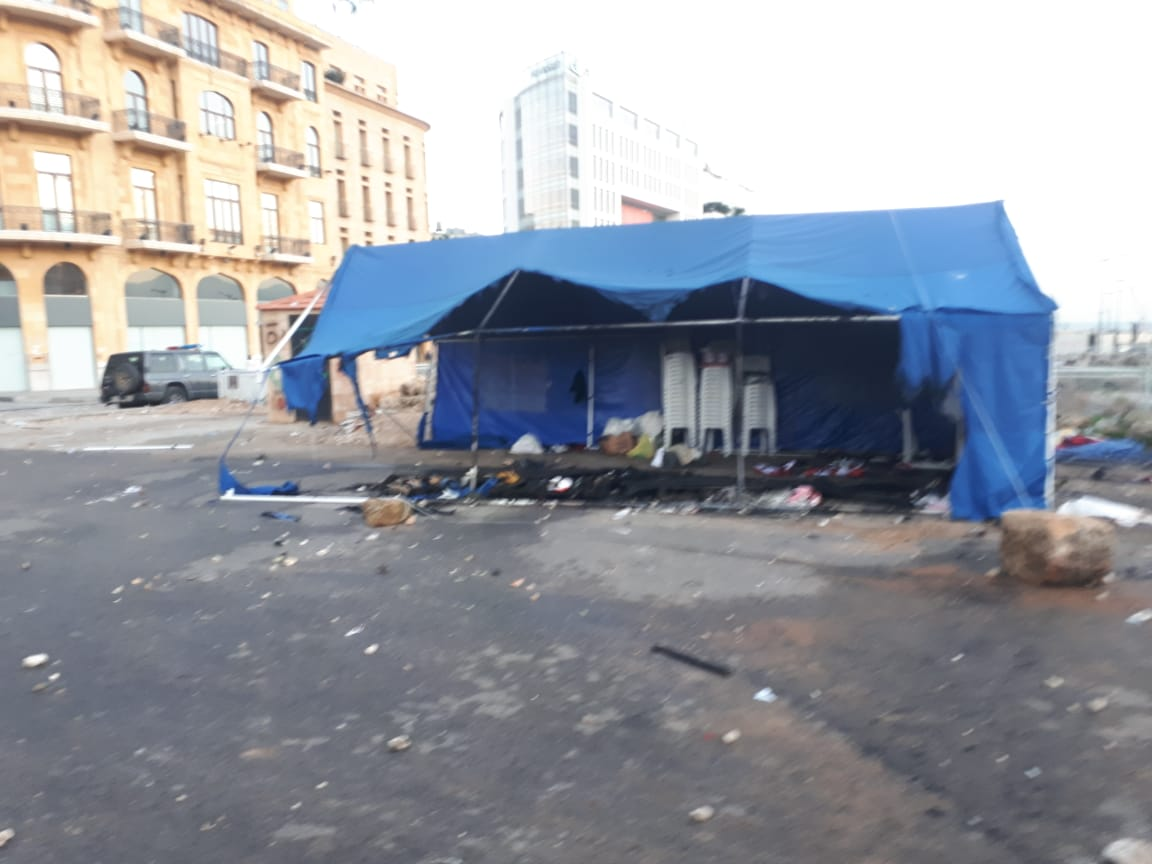
Zerstörungen im Protestcamp der Demonstranten in der Beiruter Innenstadt. Aufnahmen vom 17. Dezember 2019

Libanesische Truppen warfen Tränengas aus, um Anhänger der Hisbollah und Amal zu zerstreuen, die als Reaktion auf ein Video, das angeblich schiitische Anhänger beleidigte, am Montag (16. Dezember) versuchten, ein Viertel in Beirut zu stürmen. Das Video, das Leidenschaften in einem Land entfachte, in dem die religiösen Spaltungen tief verwurzelt waren, wurde angeblich von einem libanesischen Sunniten aus Tripolis gedreht und in den sozialen Medien veröffentlicht; es soll schiitische religiöse Persönlichkeiten im Land beleidigt haben. Kurz vor Mitternacht am Montag versuchten junge Anhänger der Hisbollah und der AMAL, das wichtigste regierungsfeindliche Protestlager in Zentralbeirut anzugreifen. Sie kamen zu Fuß und mit Rollern an, anscheinend angezündet von einem Video eines im Ausland lebenden Libanesen, in dem er die heiligen Symbole der Schiiten beleidigt. Sie warfen Steine und Feuerwerkskörper auf die Bereitschaftspolizei, um sie daran zu hindern, den größtenteils leeren Hauptplatz zu betreten. Die Gegendemonstratoren haben auch mehrere Autos angezündet. Die Sicherheitskräfte reagierten mit Tränengas und einem Wasserwerfer. In Sidon griffen junge Angreifer nachts ein Protestlager an und zerstörten mehrere Zelte.
Der libanesische Wissenschaftler Imad Salamey, Professor an der Libanese American University, sagte, dass die Zusammenstöße am Montagabend ein Versuch gewesen sein könnten, die Anti-Establishment-Proteste zu untergraben. „Aufsehen erregende sektiererische Auseinandersetzungen sind eine der Möglichkeiten der Machthaber, Libanesen zu spalten und die Straßenbewegung zu schwächen“, sagte er. hinzu. Salamey sagte weiter, die Solidarität zwischen Libanesen habe nur zugenommen, „nachdem die Menschen angefangen hatten, ihre Jobs und Unternehmen zu verlieren und nicht in der Lage waren, Geld von den Banken abzuheben.“ „Die Wirtschaftskrise hat die Barriere der Angst oder zumindest die Barrieren zwischen verschiedenen religiösen Sekten durchbrochen“, sagte er.
In der Innenstadt von Beirut versammelten sich am Dienstag Hunderte von Jugendlichen auf Motorrädern, die mit Partei- und religiösen Fahnen wehten, und sangen Shia, Shia und zündeten Reifen an. Sie warfen Steine und Feuerwerkskörper auf Sicherheitskräfte in der Nähe, sagten Zeugen. Anti-Korruptions-Demonstranten stürmten am Dienstag das Hauptquartier der Handels-, Industrie- und Landwirtschaftskammer in Sanayeh während eines Treffens, an dem der zuständige Telekommunikationsminister Mohammed Choucair teilnahm.´Die Demonstranten lehnten eine Privatisierung des Mobilfunksektors im Libanon ab. Die Debatte, die zwischen den beiden Seiten geführt wurde, war laut einem weit verbreiteten Video nicht gewaltsam.
Die Sicherheitskräfte haben am Mittwoch (18. Dezember) ihre Präsenz in den Protestzentren in Zentral-Beirut erhöht, nachdem mehrere Nächte der Gewalt zwei Monate lang weitgehend friedliche regierungsfeindliche Demonstrationen unterbrochen hatten. Nach Angaben von AFP-Journalisten wurden über Nacht Barrikaden errichtet, um den Zugang zu Proteststätten in der Hauptstadt zu blockieren oder zu kontrollieren, an denen Gegendemonstratoren zuvor versucht hatten, Demonstranten anzugreifen. Ein Beamter, der unter der Bedingung der Anonymität mit AFP sprach, sagte, die konkreten Barrieren sollten den Sicherheitskräften helfen, die Standorte besser zu kontrollieren und weitere Zusammenstöße zu verhindern. Nach der Gewalt zwischen Demonstranten und Sicherheitskräften in Beirut am Samstag- und Sonntagabend und zwischen Gegendemonstratoren und Polizei am Montagabend blieb die Hauptstadt am Dienstag ruhig. An anderen Orten im Land waren jedoch Spannungen zu verzeichnen, da der Libanon auf die geplanten parlamentarischen Sitzungen wartet, um am Donnerstag eine neue Ministerpräsidentschaft zu ernennen. Dies ist ein notwendiger Schritt zur Bildung eines Kabinetts, schrieb Naharnet.
Der Sonderkoordinator der Vereinigten Staaten für den Libanon, Ján Kubiš, warnte am Dienstag (17. Dezember) die politischen Führer des Libanon, dass die „Blockierung einer nachhaltigen politischen Lösung“ nur zu weiterer Gewalt und sektiererischen „Provokationen“ führen werde. In einer Reihe von Tweets sagte Kubis, er sei „alarmiert, als er von der immer komplexer und gefährlicher werdenden Sicherheitslage im Zusammenhang mit den Protesten erfuhr“.´Er sagte, dass die Armee und die internen Sicherheitskräfte „Respekt und Anerkennung für ihre professionelle und weitgehend verantwortungsbewusste Art und Weise“ verdienen. Er lobte sie auch für „das Engagement, mit dem sie friedliche Proteste und Gesetze gegen politisch motivierte Anstifter von Gewalt mit einem hohen persönlichen und moralischen Risiko schützen.“ „Wann werden die Politiker endlich verstehen, dass das Blockieren einer nachhaltigen politischen Lösung den Libanon zunehmend in Brand setzt?“, fragte Kubis. „Manipulation und zunehmende Infiltration von Protesten durch politische Aktivisten, Radikalisierung von Teilen der Protestbewegung, unerbittliche Angriffe auf die Sicherheitskräfte durch Steine, Brandvorrichtungen und Treibstoff, Vandalismus, Provokationen mit dem Ziel, sektiererische Auseinandersetzungen auszulösen – das ist es, was Sie wollen, politische Führer, für die Menschen im Libanon? Denn das haben Sie ihnen bisher gegeben“, beklagte er.
Angriffe erfolgten am Mittwoch (18. Dezember) auf das Büro des sunnitischen Mufti-Scheichs Malek al-Shaar in Tripolis; der Mob zog dann auf einen der Hauptplätze der Stadt und zündete den Weihnachtsbaum der Gemeinde an. Die Gewalt wies darauf hin, dass die Spannungen, die kürzlich die libanesische Hauptstadt Beirut über ein Online-Video erfasst hatten, das als anstößig für die Schiiten des Landes eingestuft wurde, sich auf Tripolis ausbreiten, die zweitgrößte Stadt des Landes, schrieb Naharnet. Die staatliche Nationale Nachrichtenagentur berichtete, dass das Militär später vier Angreifer in Tripolis festnahm und ihre Motorräder beschlagnahmte.

## Zehnte Woche (ab 19. Dezember)

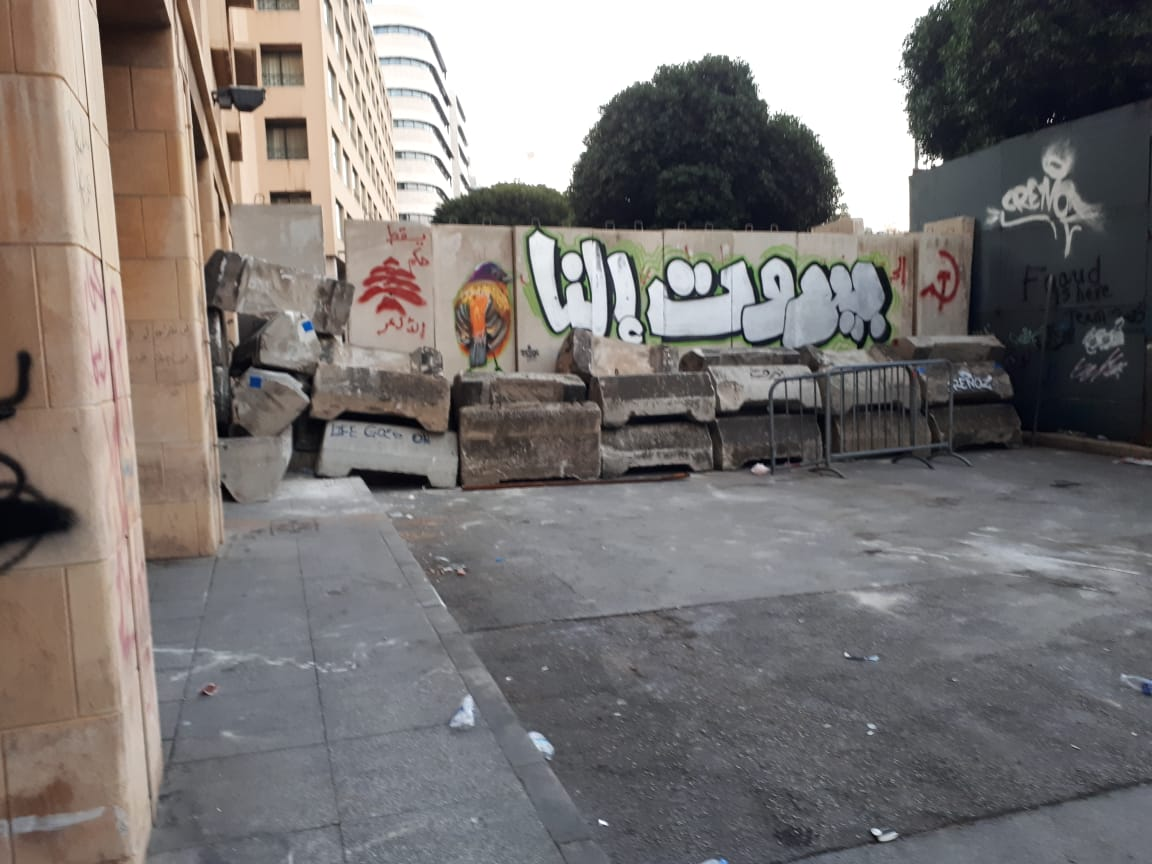
Protest-Graffiti in Beirut. Aufnahme vom 17. Dezember 2019

Hassan Diab (60), Professor für Computertechnik, war Mitglied der Regierung, die 2011 gebildet wurde, als die Hisbollah und ihre Verbündeten ein Kabinett unter der Führung von Saad Hariri gestürzt hatten; er war drei Jahre lang Bildungsminister. Die internationale Gemeinschaft hat die Bildung einer ernsthaften, reformorientierten Regierung zur Voraussetzung für die Freigabe der Hilfe für das Land gemacht. Es war nicht sofort klar, ob die Ernennung Diabs die Menschen auf den Straßen zufrieden stellen würde, die seit über zwei Monaten protestieren und eine Regierung fordern, die sich aus Spezialisten zusammensetzt. Aktivisten in den sozialen Medien haben Diab jedoch zurückgewiesen und ihm Korruption vorgeworfen, und es wurden Aufrufe laut, um vor seinem Wohnsitz in Beiruts Stadtteil Tallet al-Kkhayat zu protestieren.
Diab sprach die Protestierenden direkt während der vorbereiteten Ansprachen aus dem Präsidentenpalast an, in denen er sagte, es gäbe „kein Zurück mehr vor dem 17. Oktober“, als die Demonstrationen begannen, die eine Überarbeitung des politischen Systems forderten. „Ich habe das Gefühl, dass das, was Sie gesagt haben, mich und all diejenigen im Libanon repräsentiert, die einen Staat des Rechts und der Gerechtigkeit schaffen wollen“, sagte er. „Unsere Bemühungen sollten sich ausschließlich darauf konzentrieren, den [wirtschaftlichen und finanziellen] Zusammenbruch zu stoppen und das Vertrauen wiederherzustellen.“ Diab sagte weiter, er werde am Samstag Konsultationen mit Parteien über die Bildung der nächsten Regierung aufnehmen und forderte die Demonstranten auf, „mir eine Chance zu geben.“
„Ich fordere die Libanesen auf allen Plätzen und in allen Bereichen auf, Partner in einem Reformworkshop zu sein“, sagte Diab in einer Fernsehansprache, nachdem er zum Ministerpräsidenten ernannt worden war. Einige auf der Straße waren bereit, Diab die Chance des Neubeginns geben, berichtete Finbar Anderson (The Middle east Eye). „Wir sollten abwarten“, sagte ein 23-jähriger Wirtschaftsstudent; „wir wollen eine bessere Lebenssituation und er muss die Wirtschaft reparieren“. Dennoch hätten die meisten beschlossen, Diabs Ernennung nicht zu unterstützen, da er zuvor Erfahrungen in der Regierung gesammelt hatte und nur von der Hisbollah und ihren Verbündeten unterstützt wurde. Diab, ein Sunnit, gewann die Anerkennung von nur sechs Abgeordneten seiner eigenen Sekte. Die populärsten Gesänge der Demonstranten darauf wurden schnell angepasst, um Diab zu erwähnen – Sie alle bedeuten sie alle und Hassans einer von ihnen. Unterdessen kam es in der Nacht auf Freitag (20. Dezember) erneut zu mehreren Straßenblockaden, darunter in der zentralen Bekaa-Region, in Saadnayel, Taalbaya, Al-Marj, Al-Masna, Qeb Elias, Jdita und am Zahleh Highway.

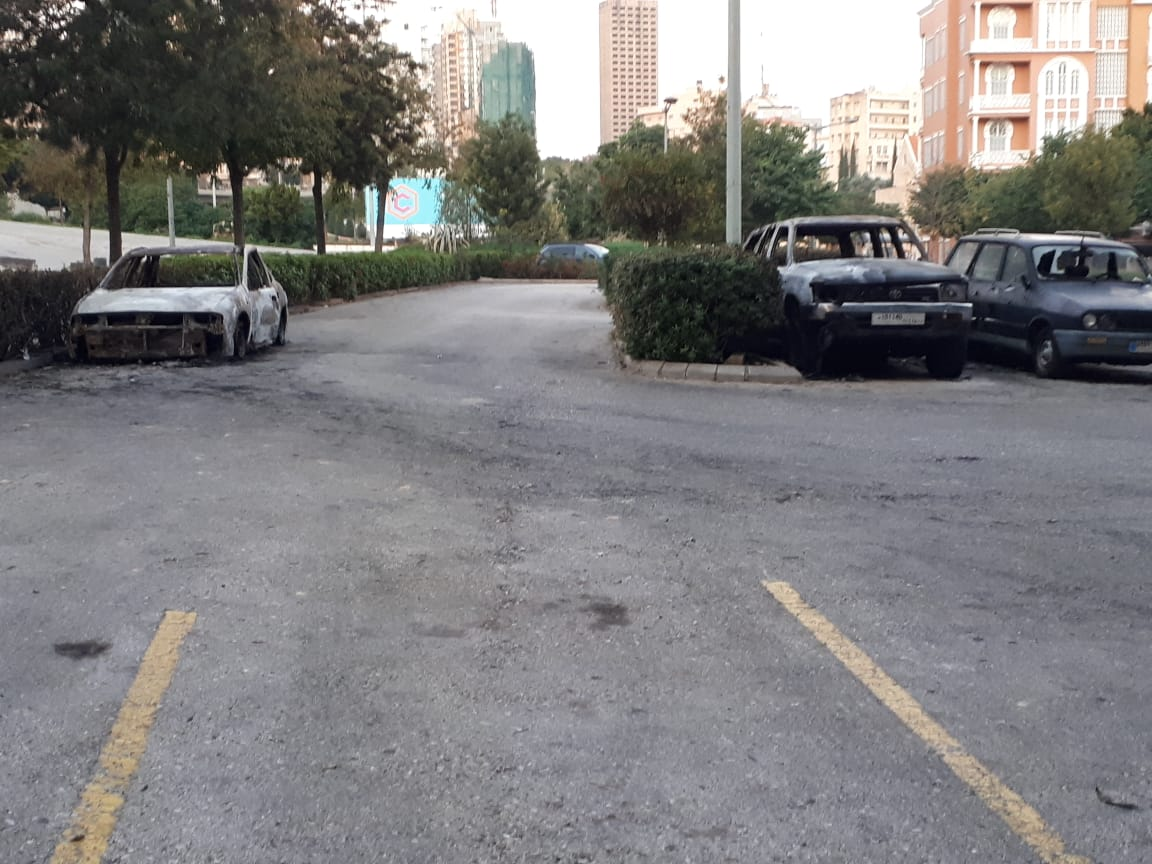
Ausgebrannte Autos in der Innenstadt von Beirut nach den Attacken der Hisbollah- und Amal-Anhänger (Foto 21. Deezmeber)

In den sozialen Medien wird Diab immer wieder vorgeworfen, er habe 70 Millionen Dollar aus dem Geld des Bildungsministeriums ausgegeben, um Kopien seiner Bücher zu drucken, als er zuvor Minister war. Dazu erklärte er im Interview, dass die Kosten tatsächlich zwölftausend Dollar betrugen und er dementsprechend sein Gehalt einfror, das dem Zehnfachen der Kosten dieser beiden Bücher entsprach.
Erneute schwere Ausschreitungen – Proteste gegen Hassan Diab
In Beirut kam es am Freitagabend (20. Dezember) zu schweren Ausschreitungen und Zusammenstößen zwischen der Armee und Anhängern der Mustaqbal-Bewegung an der Corniche al-Mazraa. Die Konfrontation brach aus, nachdem die Truppen eine wichtige Autobahn in der Gegend wiedereröffnet hatten. Die Demonstranten zogen sich dann auf die inneren Straßen des Gebiets zurück und begannen, Steine und Feuerwerkskörper auf die Soldaten zu schleudern. Sie fingen auch an, Reifen zu verbrennen. Die Armee reagierte mit Tränengas und verfolgte die Pro-Mustaqbal-Demonstranten. Die Straße war seit dem Morgen blockiert und am Nachmittag waren kleinere Schlägereien ausgebrochen. Laut einer Erklärung der Armee wurden am Nachmittag sieben Soldaten verletzt, nachdem Demonstranten sie mit Steinen beworfen hatten. Die Armee sagte, die Demonstranten versuchten, einen Lastwagen mit Steinen und Sand zu leeren, um die Straße zu blockieren, wurden jedoch vom Militär daran gehindert. Die Anhänger von Mustaqbal protestieren gegen die Ernennung von Hassan Diab zum designierten Premierminister.

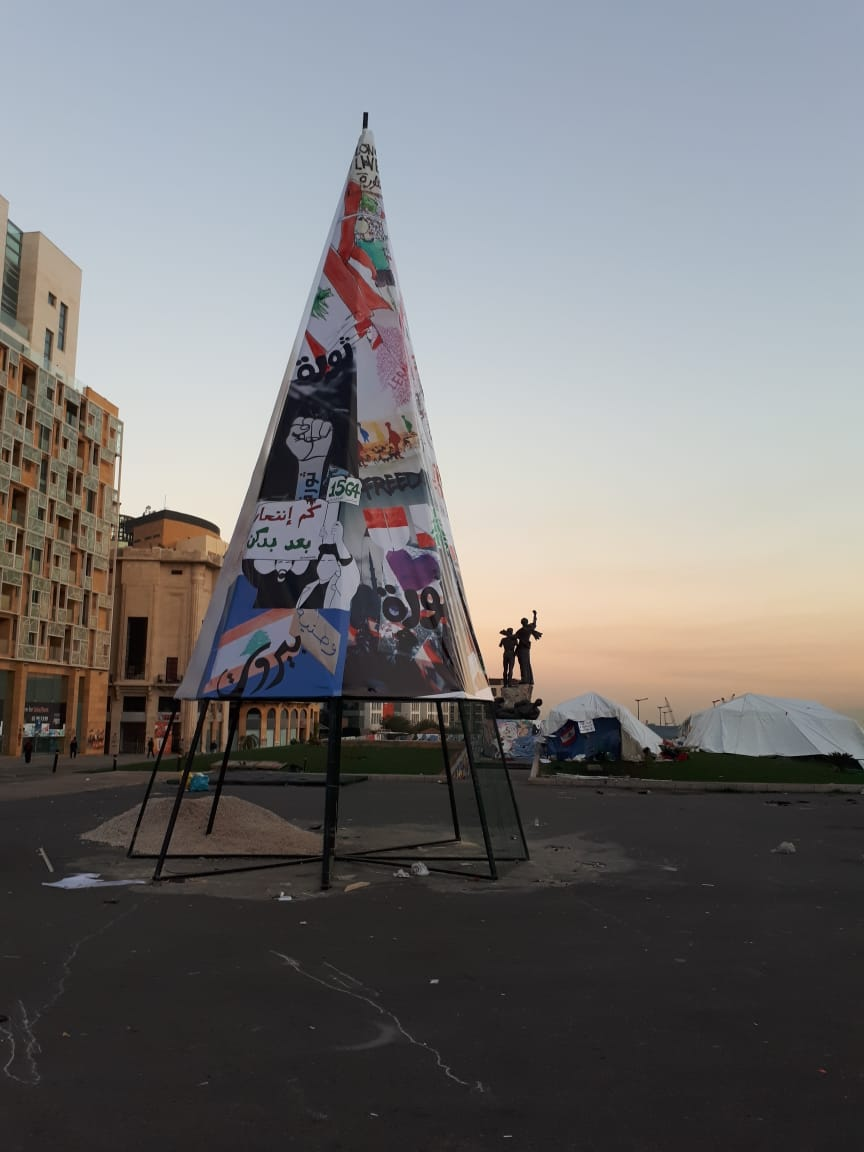
„Baum der Revolution“ – Installation in der Innenstadt von Beirut (21. Dezember)

Eine Gruppe von Demonstranten, die vor der Electricite Du Liban ein Sit-In veranstalteten, kamen auf den Märtyrerplatz in Beirut, wo ein Weihnachtsbaum mit dem Namen „Baum der Revolution“ angezündet wurde. Damit soll ein Zeichen gesetzt werden, um den Geist der Geburt [Jesu], der Erlösung und der Revolution zu verbreiten. Es sei „eine Bestätigung, dass die Libanesen nicht verzweifeln werden und die Revolution weitergeht,“ notierte der Newsblog The 961. Am 40. Tag nach dem Tod des Märtyrers Alaa Abou Fakher wurde auf dem Revolutionsplatz in Khaldeh ein Märtyrerdenkmal enthüllt.
Der maronitische Patriarch Béchara Pierre Raï forderte am Sonntag (22. Dezember) die Demonstranten in allen Regionen auf, die Hauptstraßen während der Ferienzeit nicht zu blockieren. „Was wir vor zwei Tagen gesehen haben, als die libanesische Armee und die Sicherheitskräfte während eines Protests mit Steinen beworfen wurden, verletzt die Würde der Armee und die Würde der Bürger, die an den libanesischen Staat glauben“, beklagte al-Rahi in seiner Sonntagsmesse Predigt unter Hinweis auf einen Protest von Anhängern der al-Mustaqbal-Bewegung gegen die Ernennung von Hassan Diab zum designierten Premierminister. „Wir rufen eher zu Respekt und Kooperation auf. Und am Vorabend von Weihnachten bitten wir alle Demonstranten, die Hauptstraßen nicht in allen Regionen zu blockieren, damit sich die Bürger leicht bewegen und freudig feiern können. Entziehen Sie ihnen nicht die Freude“, fügte er hinzu. In Bezug auf die politischen Entwicklungen warnte al-Rahi: „Der Libanon kann mit seinem gegenwärtigen Zustand der Lähmung und Armut keine Verzögerung oder Behinderung der Bildung der neuen Regierung aushalten.“

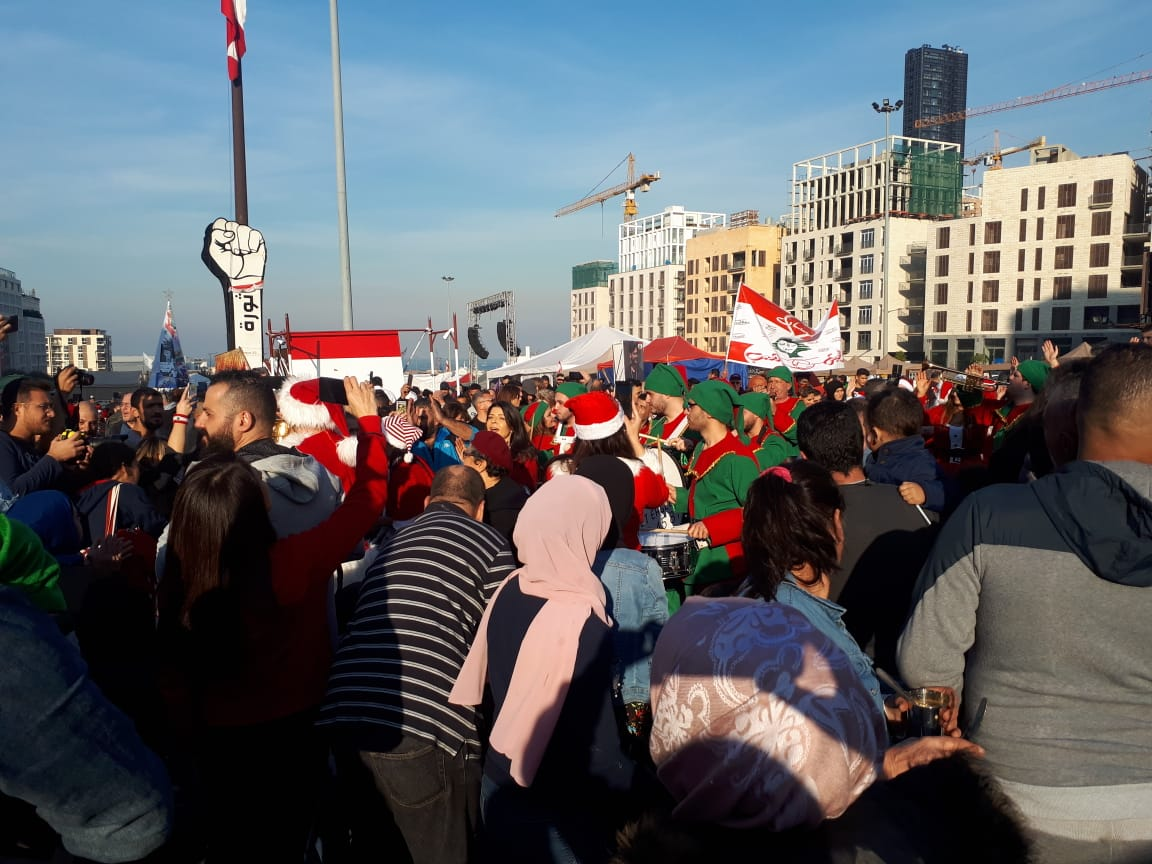
Auf dem Beiruter Märtyrerplatz gingen die Proteste am 22. Dezember weiter. Zu sehen ist auch die „Faust der Revolution“.

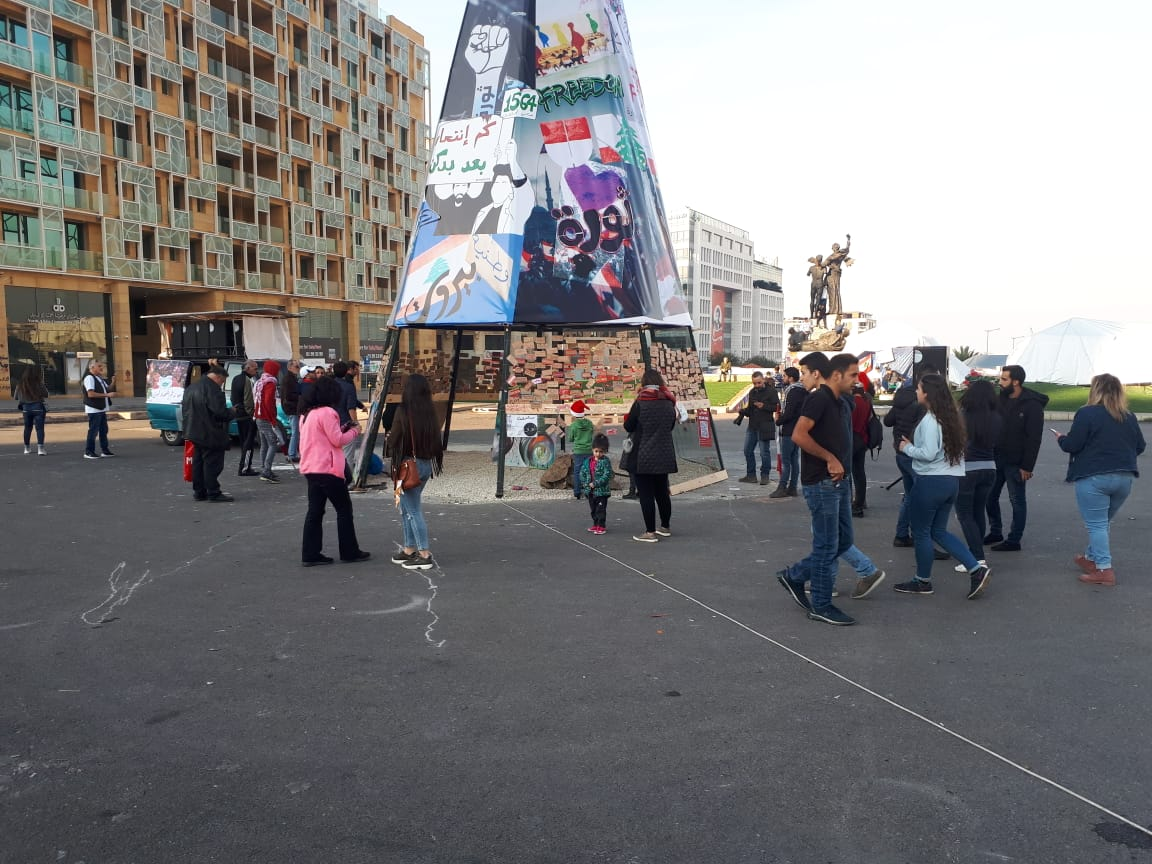
Demonstranten am „Baum der Revolution“ auf dem Beiruter Märtyrerplatz (Foto vom 22. Dezember 2019)

Am Sonntag versammelten sich regierungsfeindliche Demonstranten vor dem Haus des Premierministers Hassan Diab, um sein Treffen mit einer Reihe von Persönlichkeiten zu verurteilen, die behaupteten, die Protestbewegung zu vertreten. So kam es zu verbalen Zusammenstößen zwischen dem Chef der libanesischen Medienbank, Mohammed Noun und einer Reihe von Demonstranten vor Diabs Haus in Tallet al-Khayyat. Laut LBCI TV habe sich Diab nicht mit „einflussreichen Gruppen“ der Protestbewegung getroffen, sondern mit einigen Personen, die sagten, dass sie nicht „die Revolution repräsentieren“. Sicherheitskräfte haben sich vor dem Wohnsitz des designierten Premierministers Hassan Diab im Stadtteil Tallet Khayat von Beirut positioniert, berichtete der Korrespondent der Nationalen Nachrichtenagentur am Sonntag. Auch in Zahlé wurde die bereits aus Beirut und Tripoli bekannte „Faust der Revolution“ von Aktivisten während einer Zeremonie, an der viele Menschen aus Saadnaye, Taalabaya, Marj, Bar Elias, Jdita und Nachbardörfer teilnahmen, aufgestellt. Die „Faust der Revolution“ wurde die zum Symbol für die libanesische Volksbewegung. Kurz vor Weihnachten organisierten einige Aktivisten eine Reihe von Kampagnen auf dem Beiruter Märtyrerplatz, bei denen sie Geschenke an die Kinder verteilten und Spenden an die Bedürftigen sammelten. Die Aktivisten betonten die Bedeutung der sozialen Solidarität unter den schwierigen wirtschaftlichen Bedingungen im Libanon. Hunderte von Menschen nahmen am Tag vor Heiligabend auf dem Beiruter Märtyrerplatz an einem Weihnachtsessen teil, mit dem man den Bedürftigen helfen wollte.
Fortsetzung der Proteste oder Beteiligung an der Reformregierung
Die Ernennung des designierten Premierministers Hassan Diab hat das Land in zwei Lager aufgeteilt: Sunniten und Schiiten, da Diab von der Hisbollah unterstützt wird, schrieb Tony Birtley (Al Jazeera, 23. Dezember). Es kam auch zu einer geringeren Beteiligung bei Protestkundgebungen gegen den neuen Premierminister; ein Teil der Demonstranten scheint bereit zu sein, Diab eine Chance zu geben, da der Libanon vor der schwersten Wirtschaftskrise seit Jahrzehnten steht. Hassan Diab, der am Donnerstag zur Bildung einer dringend benötigten Regierung ernannt worden war, hatte die Demonstranten gebeten, ihm innerhalb von vier bis sechs Wochen die Chance zu geben, ein Kabinett unabhängiger Experten zu bilden. Der Aufruf zur Konsultation von Vertretern der Volksbewegung am Sonntag habe jedoch keine prominenten Straßenführer oder -gruppen angezogen, berichtete AFP. Der designierte Premierminister Hassan Diab ließ sich von den zunehmenden Protesten auf der Straße gegen seine Ernennung nicht abschrecken und versprach am Sonntag, eine Regierung mit 20 unabhängigen Spezialisten zu bilden, die die angeschlagene Wirtschaft wiederbeleben und die Korruption bekämpfen sollten.
Die libanesischen Demonstranten teilten dem designierten Premierminister Hassan Diab klar mit, dass sie nicht bereit seien, ihm Unterstützung zu leisten oder eine vom „schiitischen Duo“ (Hisbollah und Amal-Bewegung) und ihren Verbündeten ernannten Premierminister zu akzeptieren, berichtete die kuwaitische Zeitung As-Siyasah am Dienstag (24. Dezember). Die Weigerung der Demonstranten, Diab zu treffen, spiegelt einen großen Teil dieser Botschaft wider, so die Tageszeitung. Laut Quellen der Bewegung sei „Diab keine Garantie für die Bildung einer Übergangsregierung.“
Der maronitische Patriarch Beshara al-Rahi sagte in seiner Weihnachtsbotschaft am Dienstag, dass die politische Elite den Libanon in den wirtschaftlichen und finanziellen Kollaps und die Libanesen in die Armut geführt haben. „Unsere Tragödien resultieren aus der Tatsache, dass sich unsere Herrscher weigern, Macht zu übertragen, sie würden sie lieber zuweisen, verschwenderisch ausgeben und Schulden akkumulieren.“ Er sagte, das libanesische Volk erwarte von den Politikern ein Weihnachtsgeschenk, in dem sie sich darauf einigen, „eine Regierung von Experten zu bilden, um das Land auf den Weg zur wirtschaftlichen Rettung zu bringen.“ „Das Volk hat sein Leiden in einer positiven Revolution zum Ausdruck gebracht, die seit 70 Tagen nicht mehr abgeklungen ist. Wir hoffen, dass die Zusammenarbeit mit der Armee und den Sicherheitskräften immer positiv sein wird“, sagte Rahi. Der Patriarch segnete die „Revolution“ und bemerkte, dass „unser Volk keine schlechte Regierungsführung akzeptieren wird, die seit den 90er Jahren vorherrscht, mit der Ausbreitung von Korruption, Verschwendung (öffentlicher Gelder), Verschärfung von Defiziten, Anstieg der öffentlichen Schuldenarmut und Arbeitslosigkeit.“

## Elfte Woche (ab 26. Dezember)
Mit Beginn des dritten Monats der libanesischen Protestbewegung zielten Demonstranten zunehmend darauf ab, dass Banken ihre Ersparnisse einfangen. So stürmte am Samstag (28. Dezember) Gruppen von Demonstranten verschiedene Banken in Beirut, um gegen nicht angemeldete Kapitalkontrollmaßnahmen zu protestieren. Dutzende wütender Aktivisten stürmten eine Bank und sagten, einer ihrer Freunde dürfe wegen der Kontrollmaßnahmen keinen Scheck einlösen. Angesichts einer massiven US-Dollar-Liquiditätskrise haben die libanesischen Banken seit September zunehmend strengere Beschränkungen für Dollar-Abhebungen und -Transfers ins Ausland eingeführt, um die schwindenden Devisenreserven zu schonen. Dies hat die Spannungen in dem von Schulden geprägten Land angeheizt, in dem eine zwei Monate alte Protestbewegung die Entfernung von politischen Führern fordert, die als inkompetent und korrupt gelten. Aktivisten sagten, gewöhnliche Einleger würden die Rechnung für eine Liquiditätskrise tragen, die von Politikern, hohen Beamten und Bankbesitzern verschärft wurde, die ihren Einfluss nutzten, um ihre kräftigen Ersparnisse aus dem Land zu holen. Viele der führenden Politiker des Landes besitzen oder halten große Anteile an mehreren Banken.
Aktivisten haben zum Jahresende Kandidaten abgelehnt, die für die neue libanesische Regierung in Betracht gezogen werden, nachdem ihre Namen in den sozialen Medien veröffentlicht wurden. Die Demonstranten zweifeln daran, dass sie wirklich unabhängig von der herrschenden Elite sind. Ziad Abdul Samad, ein NGO-Spezialist und Aktivist der Zivilgesellschaft, sagte, die durchgesickerten Namen zeigten Respektlosigkeit gegenüber den Menschen, die auf die Straße gegangen waren, um Korruption und Misswirtschaft zu verurteilen. „Der offensichtlichste Beweis waren die provokanten Namen, die vom designierten Premierminister und den Vertretern der Hisbollah und der Amal-Bewegung diskutiert wurden, um ihren Segen zu erhalten“, sagte er gegenüber Arab News. „Dies wird zu Spannungen auf den Straßen führen, insbesondere wenn es keine Lösungen für wirtschaftliche Probleme gibt.“

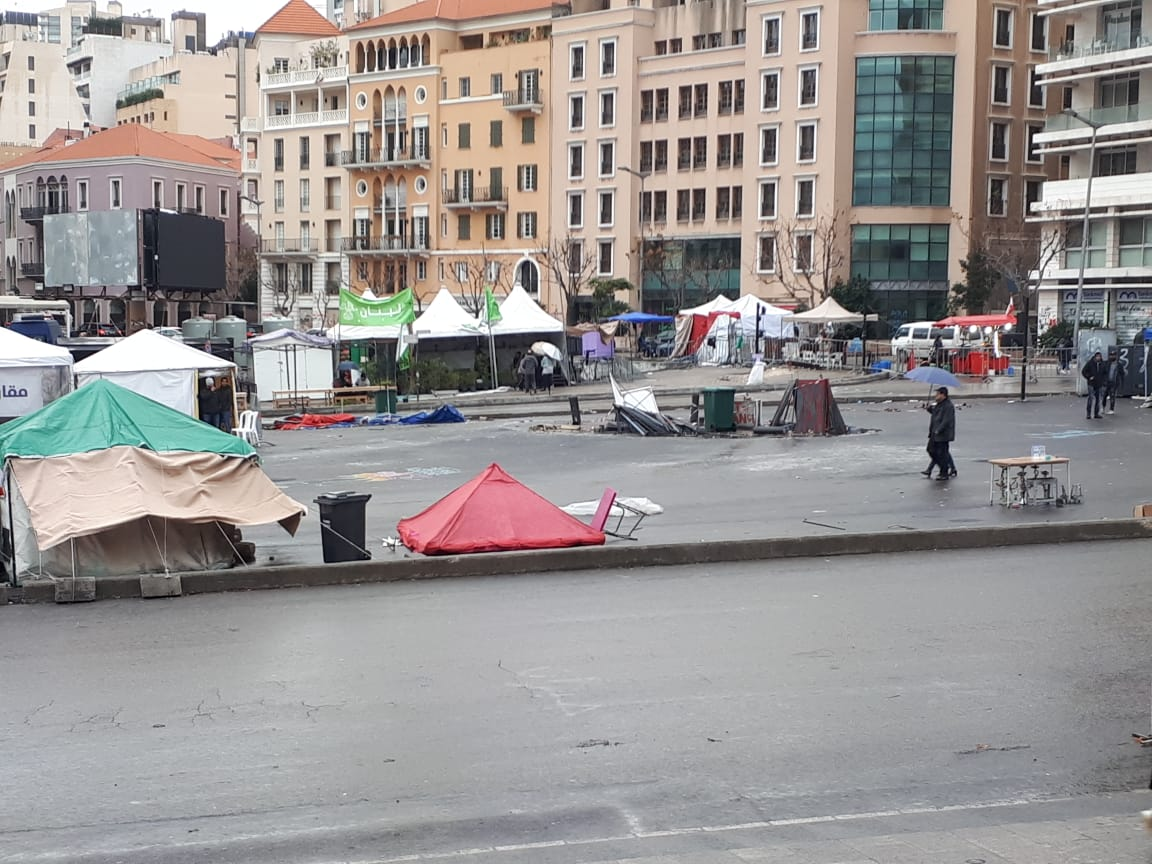
Die Protestcamps auf dem Beiruter Märtyrerplatz sind verlassen. Foto vom 29. Dezember 2019

Der Experte für öffentliche Angelegenheiten und Aktivist Walid Fakhreddin sagte, die Zivilbewegung sei immer noch auf politischer Ebene und nicht unbedingt auf der Straße aktiv, insbesondere wegen der Ferienzeit und des schlechten Wetters. Er kritisierte die Leistung von Diab und sagte, der designierte Premierminister habe seine Vision für die Struktur der neuen Regierung nicht zum Ausdruck gebracht; „wir stehen vor einer wirtschaftlichen Katastrophe und der Libanon hat nicht den Luxus der Zeit“, sagte er gegenüber Arab News. Es gebe keine Spaltungen in der zivilgesellschaftlichen Bewegung, sondern unterschiedliche Standpunkte. „Der eine möchte die Proteste mit dem gleichen Tempo fortsetzen, und ein anderer will auf Fakten und Ergebnisse warten, bevor er seine Haltung formuliert.“ Auf den Plätzen von Riad El-Solh und Martyrs in Beirut waren am 26./27. Dezember fast keine Demonstranten zu sehen, mit Ausnahme derer, die Regenwasser abräumten oder Zelte aufbauten, die durch einen Sturm zerstört worden waren.
Am Samstag wurde die „Faust der Revolution“ auch in Bechmezine (Distrikt Koura) und in Souk al-Khan in Hasbaiyya (bei Sidon) aufgestellt. Mit einem Steuerprotest wollen die Demonstranten die Proteste in eine neue Phase bringen, berichtet Zvi Bar’el in Haaretz: „Sie sind nicht bereit, sich zusammenzusetzen und geduldig zu warten. Sie fordern die Libanesen auf, ihre Strom- und Wasserrechnungen, Kommunalsteuern, Bußgelder und sogar ihre Bankdarlehen nicht mehr zu bezahlen.“ „Solange es keine Regierung gibt, der wir vertrauen, die das Geld des Staates ordnungsgemäß verwalten kann, kann niemand diese Steuern zahlen“, erklärten die Initiatoren in einem tweet; sie fügten die Zusicherung hinzu, dass das Elektrizitätsunternehmen den Betrieb nicht unterbricht, bis zwei oder drei Rechnungen nicht bezahlt sind. Die Strafe für Nichtzahlung ist ebenfalls keine abschreckende Wirkung. Dies entspricht 3 US-Dollar, egal wie hoch die ausstehenden Schulden sind. Dies könnte auch erklären, warum der libanesische Stromversorger, der zum Symbol für Verschwendung und schlechtes Management geworden ist, Schulden in Höhe von schätzungsweise 2 Mrd. US-Dollar hat. Das Energieunternehmen, das für einen erheblichen Teil der gesamten Staatsverschuldung des Libanon verantwortlich ist, leidet nicht nur unter dem Versäumnis, ausstehende Rechnungen einzutreiben. Zu den weiteren Problemen zählen aufgeblähte Gehälter, Stromdiebstahl, schlechte Wartung der Stromleitungen und unzuverlässige Kraftwerke. Eine Gruppe von Aktivisten führte am Sonntag (29. Dezember) ein Sit-in vor dem Wohnsitz des designierten Ministerpräsidenten Hassan Diab in Tallat al-Khayat ab. Sie riefen Slogans, er solle seine Kandidatur zurückziehen und behaupteten, das Land bräuchte ein unabhängiges Kabinett.
Unterdessen scheiterten bislang die Versuche, eine nationale Heilsregierung zu bilden, nachdem einige sunnitische Politiker sich geweigert hatten, Ministerposten in der Führung anzunehmen, schrieb Najia Houssari (Arab News). Die Zukunftsbewegung, der größte sunnitische Parlamentsblock, boykottiert Versuche, eine neue Regierung zu bilden. Nasser Yassin, amtierender Direktor des Issam-Fares-Instituts für öffentliche Ordnung und internationale Angelegenheiten an der amerikanischen Universität von Beirut, sagte gegenüber Arab News, er habe einen Antrag auf Aufnahme eines Ministerpostens abgelehnt. Yassin beschrieb das Portfolio als „Selbstmordkommando“. Yassin sagte weiter, dass das Angebot eines Ministerpostens „nichts mit der Repräsentation der Bewegung zu tun hat, sondern eher, weil ich eine sunnitische Figur bin, angesichts der Tatsache, dass andere Leute sich weigern, an der Regierung teilzunehmen.“ Er sagte: „Den Parteien, die seit Jahrzehnten die Macht innehaben, fehlt jede Vorstellung von Gerechtigkeit und Menschenrechten. Nichts wird sich ändern, wenn diese Politiker nicht von der Macht entfernt und durch eine neue akademische Generation ersetzt werden, die mit neuen Konzepten ausgestattet ist, die verhindern, dass sie die Macht einsetzen, um sich zu bereichern und Einfluss auszuüben.“

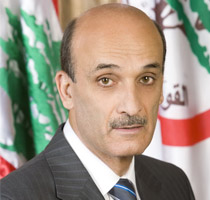
Samir Geagea (2008)

Der Vorsitzende der Libanesischen Kräfte, Samir Geagea, sagte auf einer Parteitagung, dass die unmittelbare Lösung darin bestehe, „eine Regierung zu bilden, deren Mitglieder alle unabhängige Technokraten sind, weil das wirtschaftliche Rad nicht mit den gleichen anwesenden Kräften wiederbelebt werden kann.“ Muhammad Al-Hajjar, ein Mitglied des Parlamentsblocks der Zukunftsbewegung, sagte, dass die neue Regierung zwar technokratisch zu sein scheint, in Wirklichkeit jedoch politisch sei. „Ich fürchte, es wird nicht das Vertrauen der Menschen und der internationalen Gemeinschaft gewinnen, die darüber wacht, was im Libanon passiert“, sagte er.
Der maronitische Patriarch Beshara al-Rahi warnte am Sonntag vor „dem Ausschluss oder der Ausgrenzung einer Hauptkomponente im Libanon“ im Rahmen der laufenden Verhandlungen zur Bildung einer neuen Regierung. „Der Libanon kann nicht durch Hegemonie, Konfrontation oder eine einseitige Regierung regiert werden“, warnte al-Rahi in seiner Sonntagsmesse. „Die Opfer der jungen Männer und Frauen dieses positiven nationalen Aufstands sollten ihren wahren Wert erhalten, damit wir sie nicht in Verzweiflung stoßen“, sagte der Patriarch. Verzweiflung würde zu einer „negativen und zerstörerischen Revolte“ führen, warnte er. „Deshalb bekräftigen wir ihre Forderung nach Bildung einer von den politischen Parteien unabhängigen Regierung, die ein harmonisches Team kompetenter und aufrechter Experten zusammenbringt“, sagte al-Rahi. Eine solche Regierung werde „unter Aufsicht des Parlaments einen Rettungsplan ausarbeiten und umsetzen, der alle Komponenten der libanesischen Gesellschaft vertritt“, fügte er hinzu.
Die libanesischen Behörden versuchen, Hamas-Chef Ismail Haniyeh angesichts der anhaltenden Proteste und der Instabilität im Land die Erlaubnis zu verweigern, den Libanon zu besuchen, berichtete die saudische Zeitung Elaph. Hanijeh würde gerne den Führer der Hisbollah-Terrorgruppe Hassan Nasrallah, den drusischen Führer Walid Jumblatt und andere libanesische Führer treffen, fügte die Hamas hinzu. Libanesische Sicherheitsorgane befürchten, dass ein Besuch von Haniyeh zu Spannungen in Bezug auf die innere libanesische Situation und anhaltende Streitigkeiten in palästinensischen Flüchtlingslagern zwischen Anhängern der Fatah und der Hamas führen könnte.
Am Montag, dem 75. Tag der landesweiten Proteste gegen den Staat, richteten sich kleine Gruppen von Demonstranten gegen Finanzinstitutionen im gesamten Libanon.

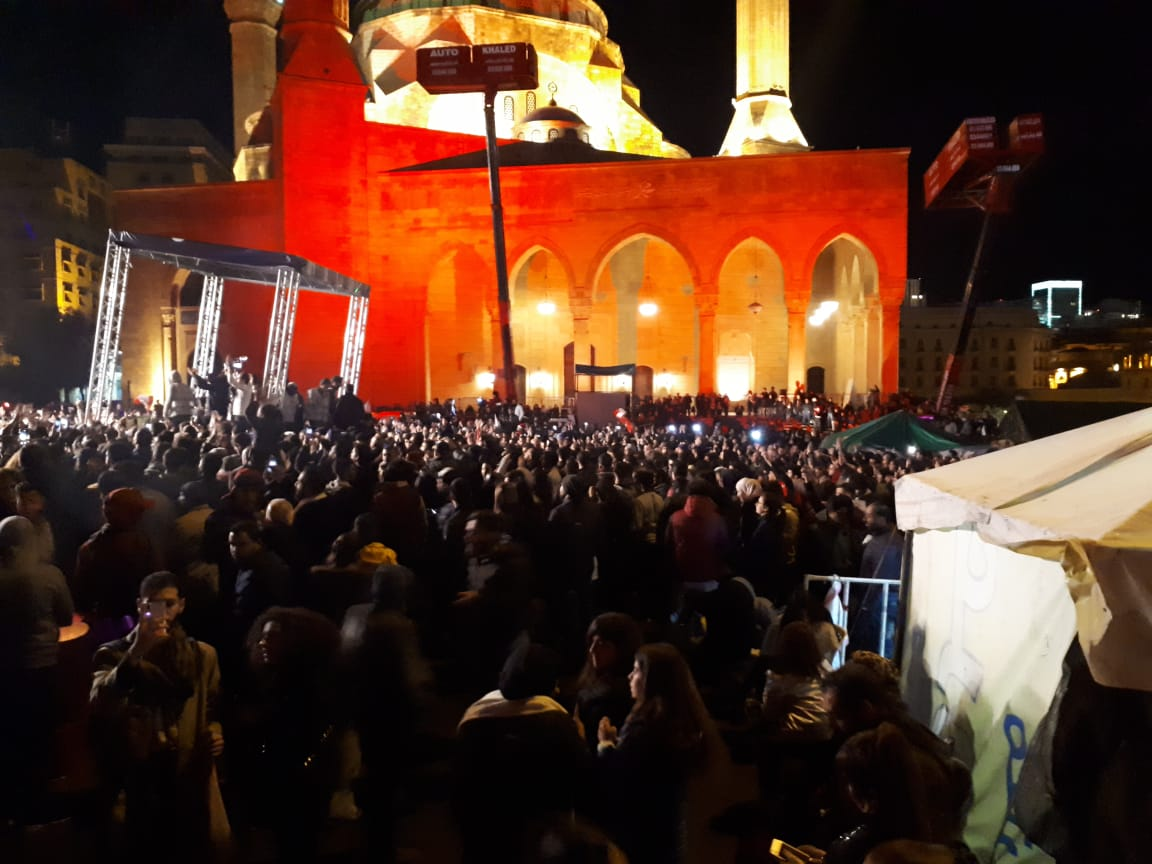
Neujahrsversammlung der Protestbewegung auf dem Beiruter Märtyrerplatz vor der Mohammed-al-Amin-Moschee

Eine Reihe von Demonstranten veranstaltete am 30. Dezember Proteste vor libanesischen Banken im Beiruter Stadtteil Ashrafieh, in Zahlé und in Kabershmoun nahe Beirut gegen die Banken. Die Zivilbewegung hat die Beschlüsse des Parlamentsausschusses für Information und Kommunikation auf seiner Sitzung am Dienstag (31. Dezember) im Parlament begrüßt, berichtet MTV. Zuvor hatten sich Gruppen von Demonstranten vor dem Parlament versammelt, um Einwände gegen die Verlängerung des Mandats beider libanesischer Mobilfunkunternehmen zu erheben. Die Sitzung fiel mit der Sitzung des Parlamentsausschusses für Information und Kommunikation zusammen.